# Nicolae Petrescu-Găină
Nicolae S. Petrescu-Găină, né le 31 mars 1871 à Craiova et mort le 15 février 1931 à Bucarest, en Roumanie, est un caricaturiste roumain. Considéré comme un précurseur de la caricature roumaine, il a réalisé des dessins des hommes politiques de cette époque, des sculpteurs, des peintres et des grands intellectuels qui ont vécu au tournant du XXe siècle.

## Biographie

### Formation

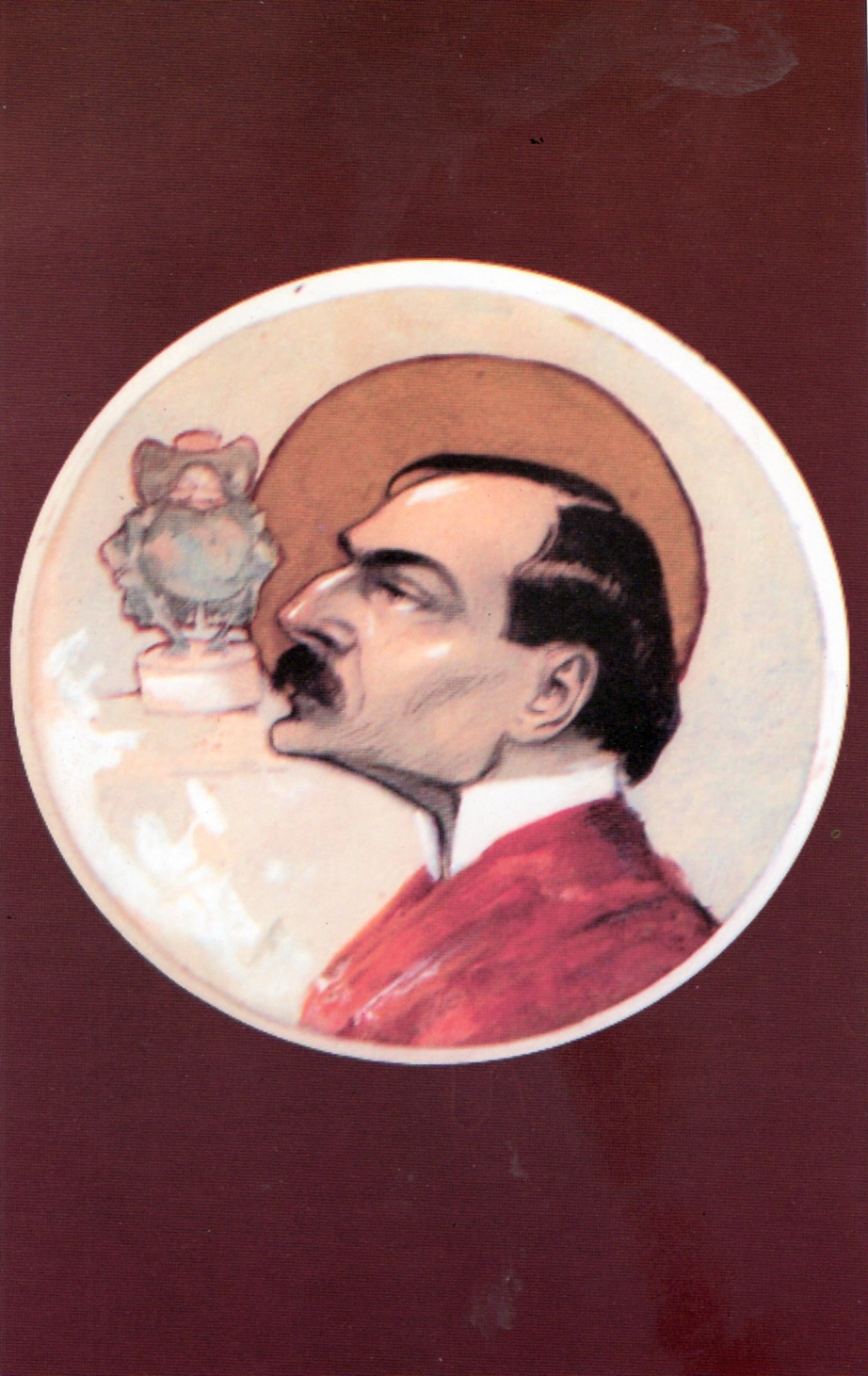
Sfântul

Nicolae (Nicu, Nae) S. Petrescu est né dans une famille modeste de commerçants de Craiova. Malgré leur situation précaire, tous les enfants, six garçons, ont poursuivi leurs études au moins jusqu’au lycée. Ioan-Iancu est devenu professeur de langue française et de latin au lycée Sfântul Sava à Bucarest, et pendant une certaine période, directeur du lycée. Grigore a suivi une carrière militaire, Ilarion est devenu ingénieur dans une exploitation de gaz méthane, Iulică avocat à la Cour d’appel de Craiova et Ștefan, scénographe et metteur en scène de l’Opéra roumain, mais aussi peintre célèbre sous le nom de Ștefan Petrescu-Muscă.
Diplômé du lycée de Craiova, qui prend plus tard le nom de « Collège national Carol Ier », Nicolae Petrescu se rend en 1891 à pied à Bucarest pour entrer à l’université nationale d'art de Bucarest. Selon d'autres sources, cependant, le départ de Petrescu pour Bucarest aurait eu lieu en 1892. Il y vit avec Costin Petrescu dans la rue Pictor Grigorescu et, plus tard, dans la rue Buzești. On ne sait rien des études à Petrescu à Bucarest, sauf que ses caricatures de Constantin I. Stancescu, qui occupait la chaire de peinture à l'université d'art, l’ont fait expulser de l’école, avant d’y être réintégré sur l’intervention d’un ami de son frère ainé, Alexandru Obedenaru (en). NS Petrescu s’y représente comme un saint (l'autoportrait fameux du « saint », Sfântul), tandis que Stancescu apparaît au deuxième plan de manière satirique, comme statue-balai.

### Carrière

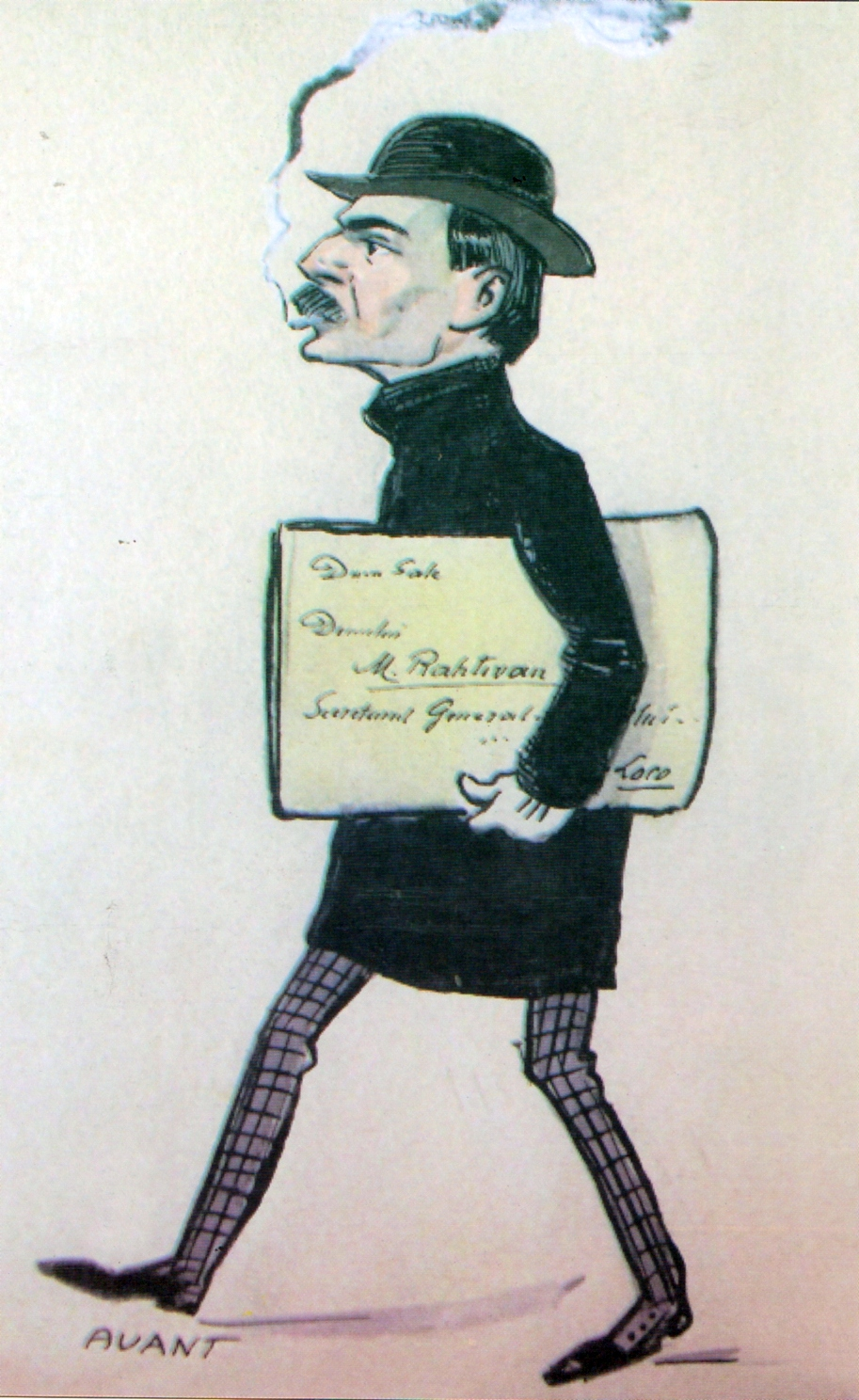
Avant...

Le 2 mai 1896, la première exposition du Salonul Artiștilor Independenți (Salon des artistes indépendants) est inaugurée, au 12 rue Franklin, devant le salon officiel et l’Expoziția Artiștilor în Viață, organisée par Constantin I. Stăncescu. L’exposition des indépendants est soutenue par Alexandru Bogdan-Pitești, Ion Angelescu, Nicolae Grant, Ion Ticu et Ludovic Dolinski. Nicolae Petrescu participe ainsi pour la première fois à un événement public, avec 42 dessins et caricatures, aux côtés de Nicolae Vermont, Ștefan Luchian et Constantin Artachino ; sa caricature de Constantin I. Stancescu, en particulier, est exposée au firmament de l'exposition. Le catalogue de l'exposition déclare : « Nous voulons rompre avec le passé et nous déclarer indépendants ... L'art doit être libre, l'art doit être indépendant et les artistes ne doivent s'élever que par leur conscience et leur travail ... A bas les gangs des églises et des cercles d'admiration mutuelle ! Devant l'art officiel, nous sommes l'art indépendant ! »

Caricatures de Constantin I. Stăncescu
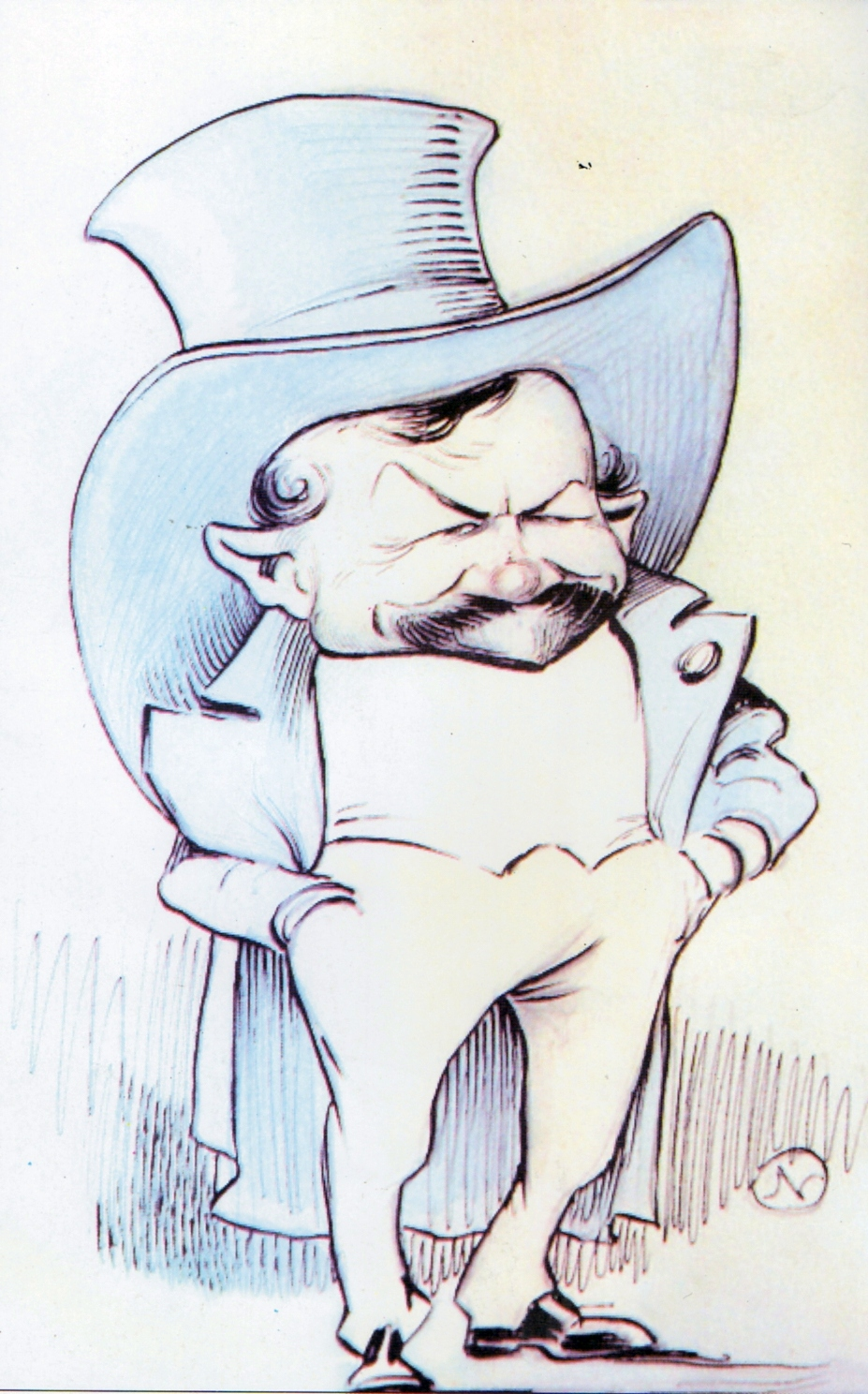
C'est moi...
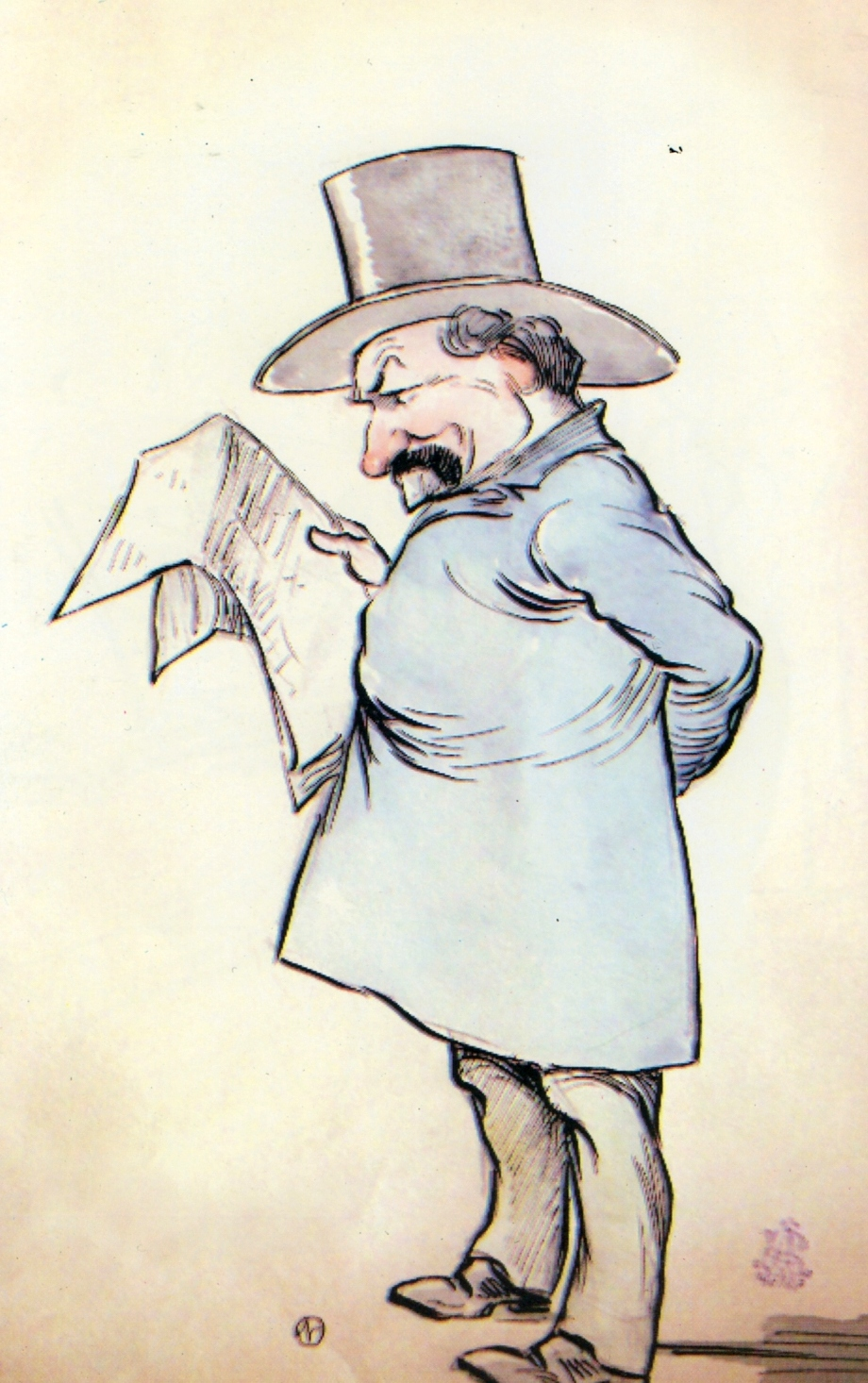
Lire...
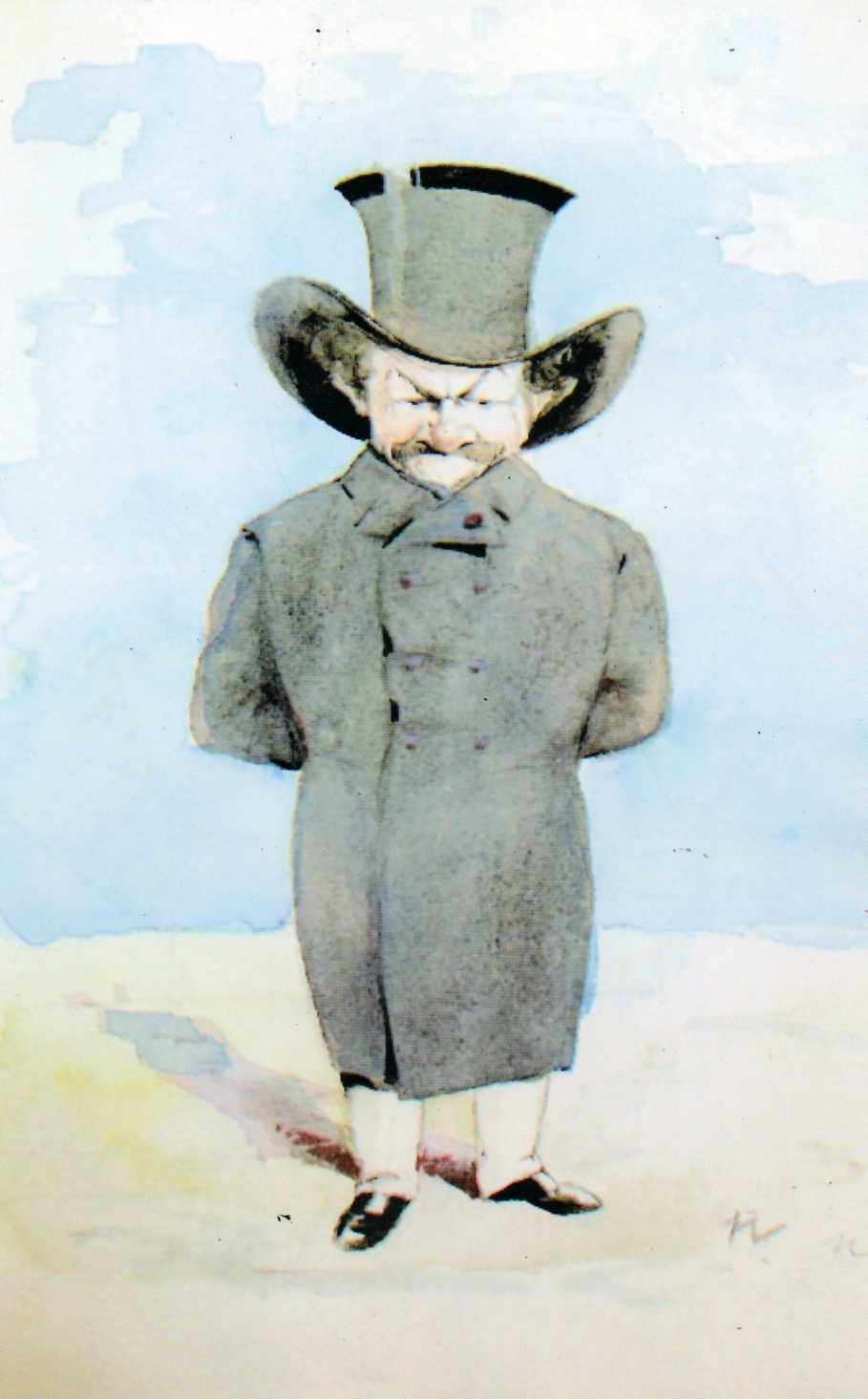
Il marche...
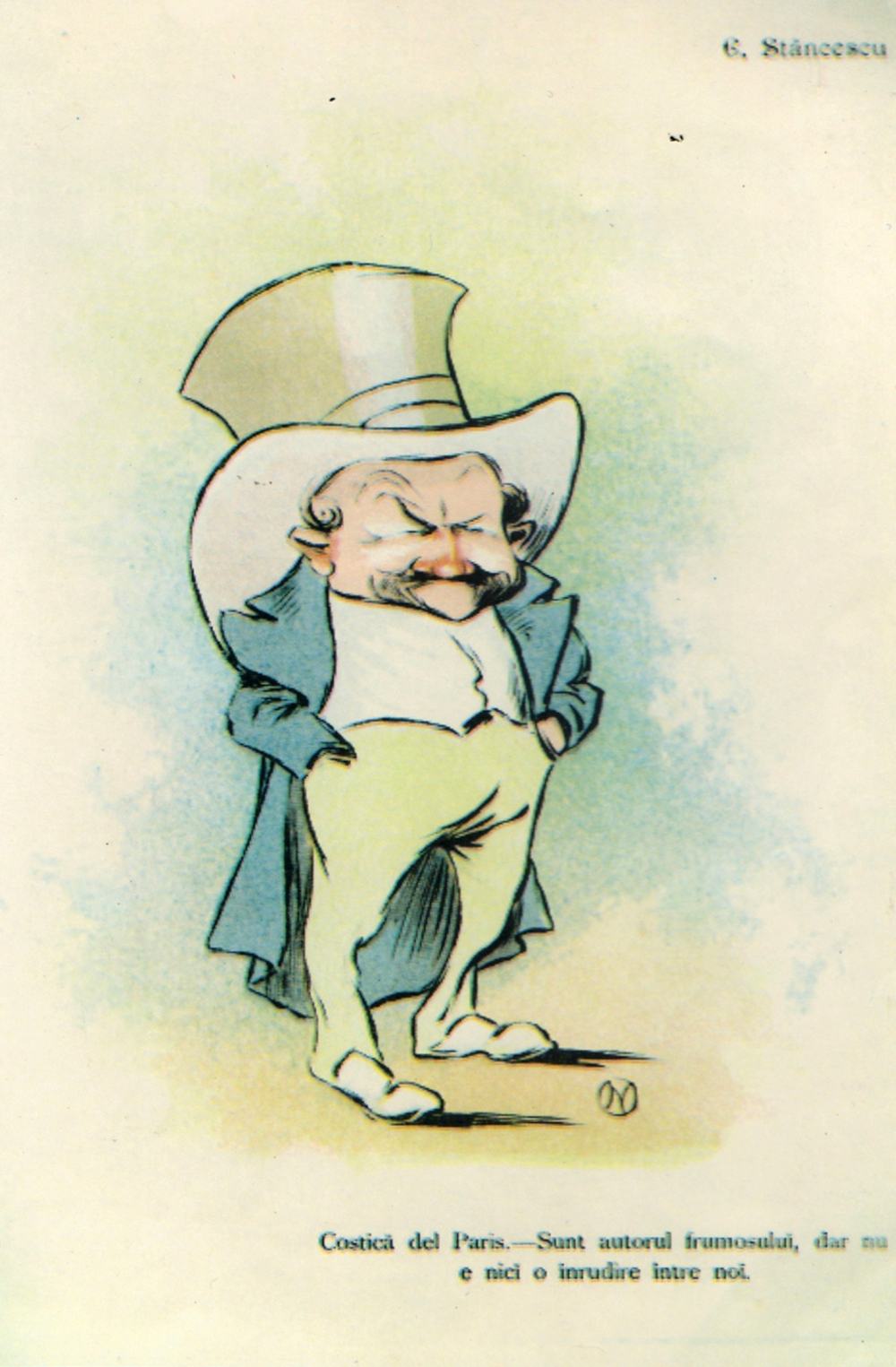
C'est moi...

Doué d’une culture sérieuse, agréable et spirituel, Nicolae Petrescu est facilement accueilli dans les différents milieux de Bucarest. Une nécrologie le décrit comme un « homme plein de contradictions, mais gentleman irréprochable »,.
Il s'engage dans le dessin de caricatures, parfois politiques ou militaires dans des revues satiriques ou les quotidiens et les périodiques. En 1898, il publie l'album de caricatures intitulé Contimporani (Les contemporains), qui contient 26 caricatures des personnalités de l’époque.
Avec son ami Ștefan Luchian, Nicolae Petrescu-Gain organise en 1904 une exposition à l'Ateneul Român (l'Athénée roumain). Mais il ne réussit à y exposer que 25 caricatures, Constantin I. Stăncescu ayant déclaré que pour lui, comme pour le public, la caricature n’était qu’un genre mineur qui n’avait pas sa place à l’Athénée. Petrescu est cependant défendu par plusieurs journaux, comme Adevărul ou Furnica, dont le directeur, George Ranetti, déclare par exemple :
« Ô Daumier, ô Gavarni, ô Grandville, ô Cham ! … vous qui désarmez d’un sourire même la vengeance des souverains… si vous viviez en Roumanie aujourd’hui, vous auriez été reconduits par le maître, Mr. Costică Stăncescu, comme de simples délinquants … nous devons courber la tête, obéissant au signal de Mr. Costică Stăncescu, empereur autocratique sur tout l’esprit artistique de Roumanie — Partout votre sort comme auteur dramatique, peintre, chanteur, sculpteur, se heurte au travail de Mr. Stancescu comme un pauvre bateau sur la dureté d’une inexorable falaise. Tout talent qui ne porte pas le sceau d’approbation de la compétence universelle de M. Stancescu est un talent qui n’est pas sur le marché, ».

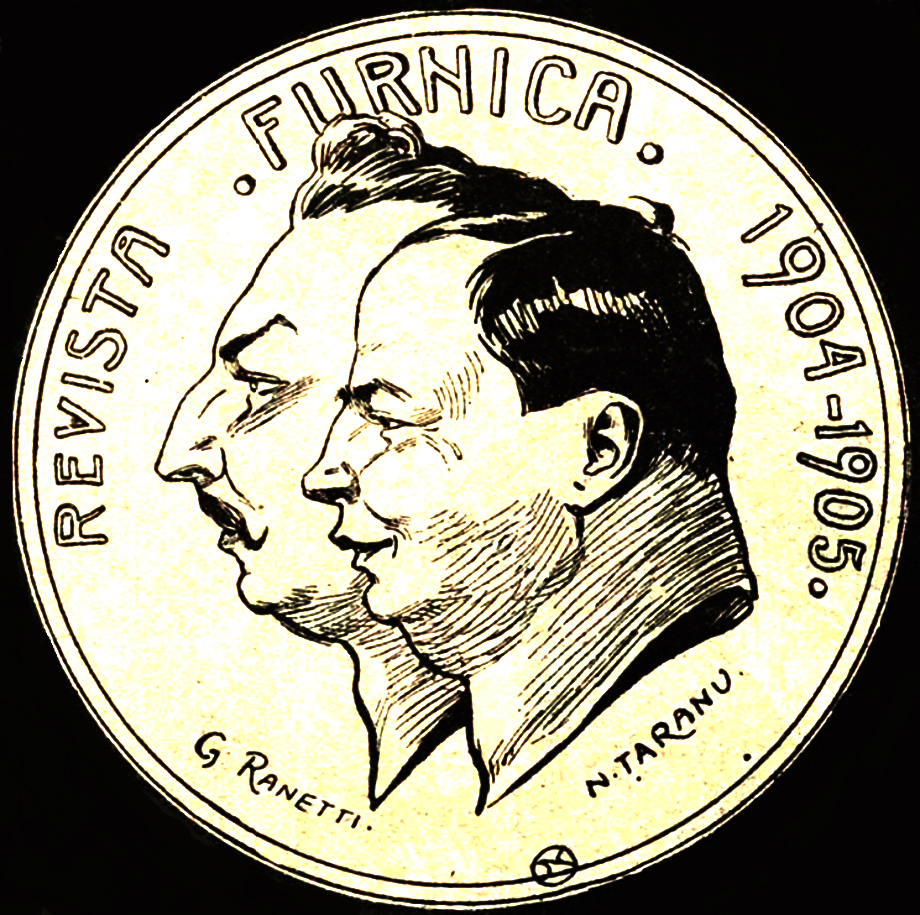
Ranetti et Țăranu, par Nicolae Petrescu-Găină (septembre 1905).

Malgré ses soutiens, les effets de l’affaire de l’Athénée attriste Nicolae Petrescu pendant de nombreuses années. Il gagne néanmoins sa vie, assez médiocrement, en vendant ses caricatures. La plupart d’entre elles sont exécutées dans les cafés de Bucarest, car Nicholas Petrescu n’a jamais d’atelier de création. Outre la publication imprimée, ses œuvres sont aussi exposées et vendues à l’Imperial Café (anciennement Kubler), au Fialkowski Café, chez Otetelişeanu ou chez Capsu, qui a ses murs couverts des caricatures des politiciens du moment.
Sensible aux événements politiques, Petrescu fait aussi des dessins satiriques à propos de la politique internationale, par exemple sur des thèmes inspirés par la deuxième guerre des Balkans ou sur le militarisme allemand représenté par Guillaume II d'Allemagne ou François-Joseph Ier d'Autriche. Cela lui vaut d’être déporté dans un camp à Golemo Konjari (alors en Bulgarie) pendant un an et demi. Après la Première Guerre mondiale, sa francophilie et ses caricatures anti-guerre contre l’Allemagne sont récompensées par le gouvernement français, qui confère à Petrescu le titre d’officier de l'Instruction publique.

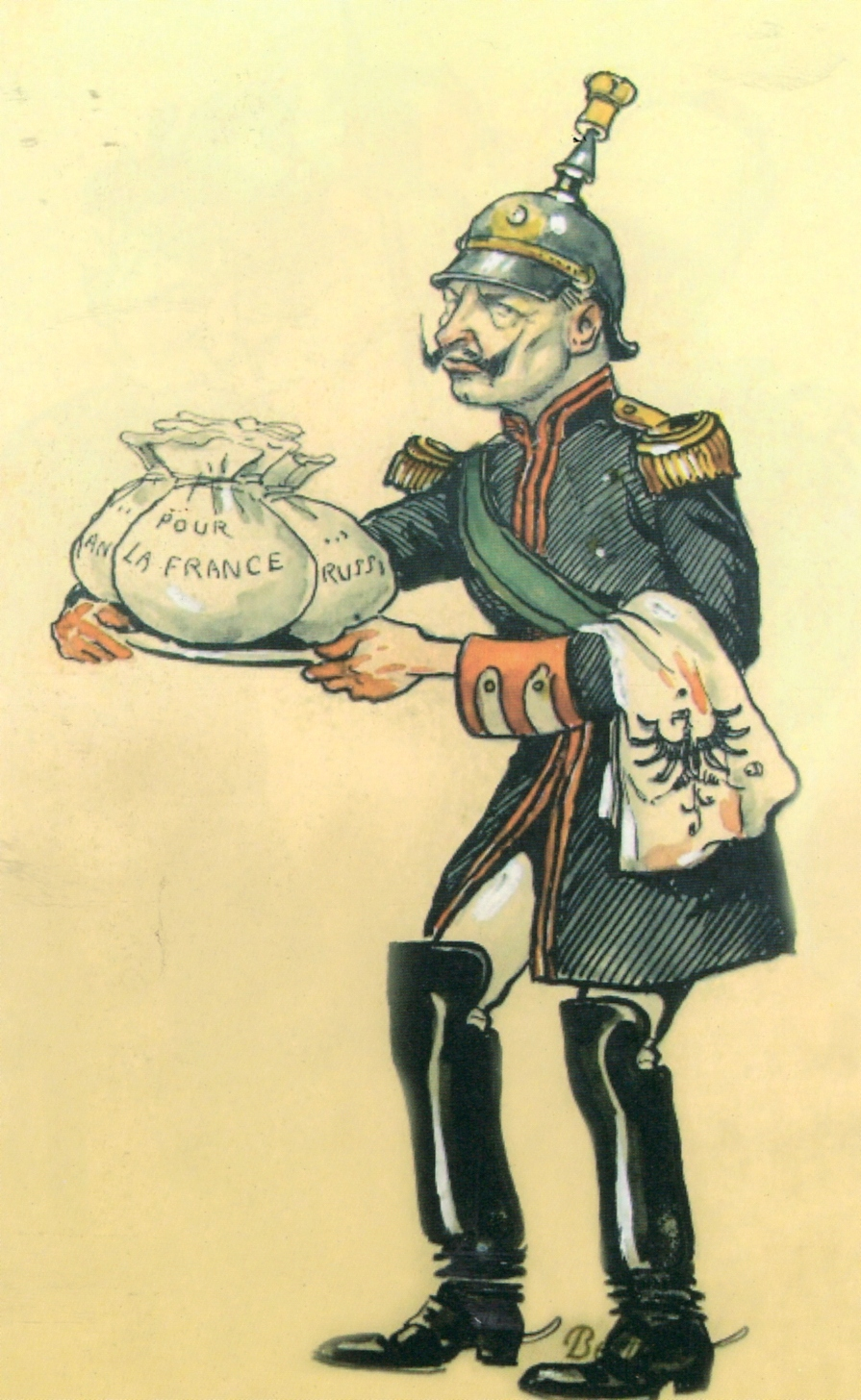
Empereur Guillaume II
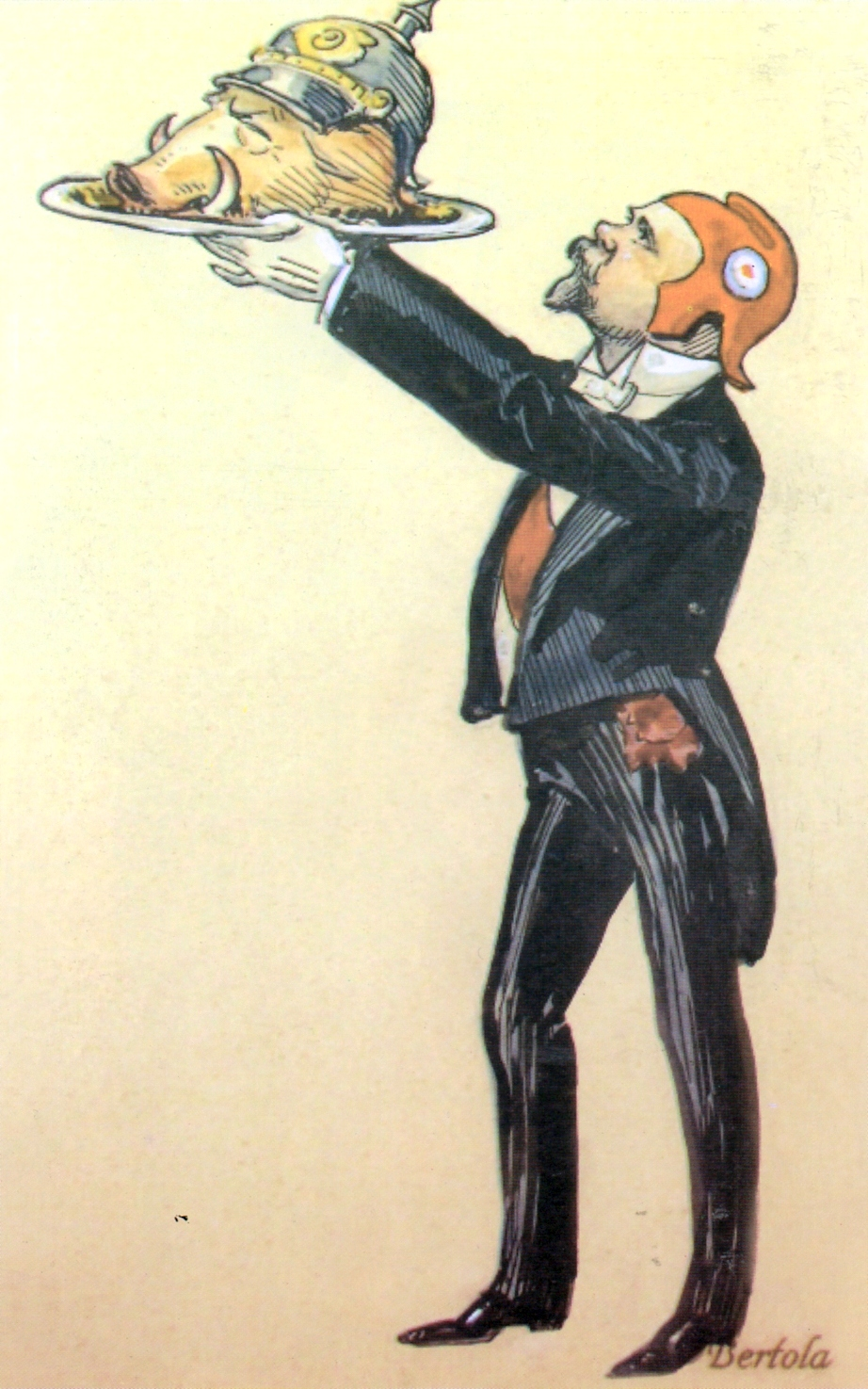
Raymond Poincaré
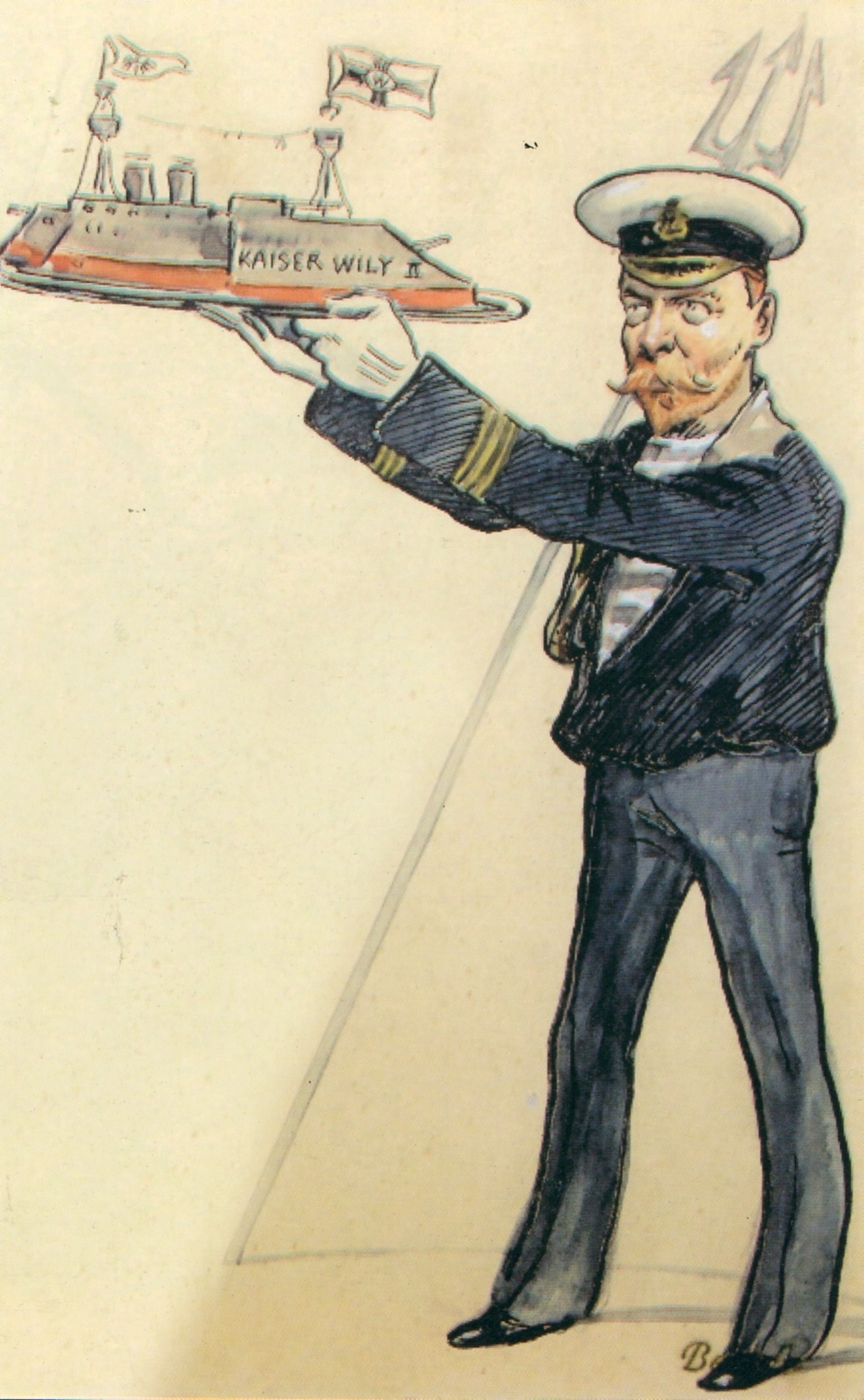
Roi George V
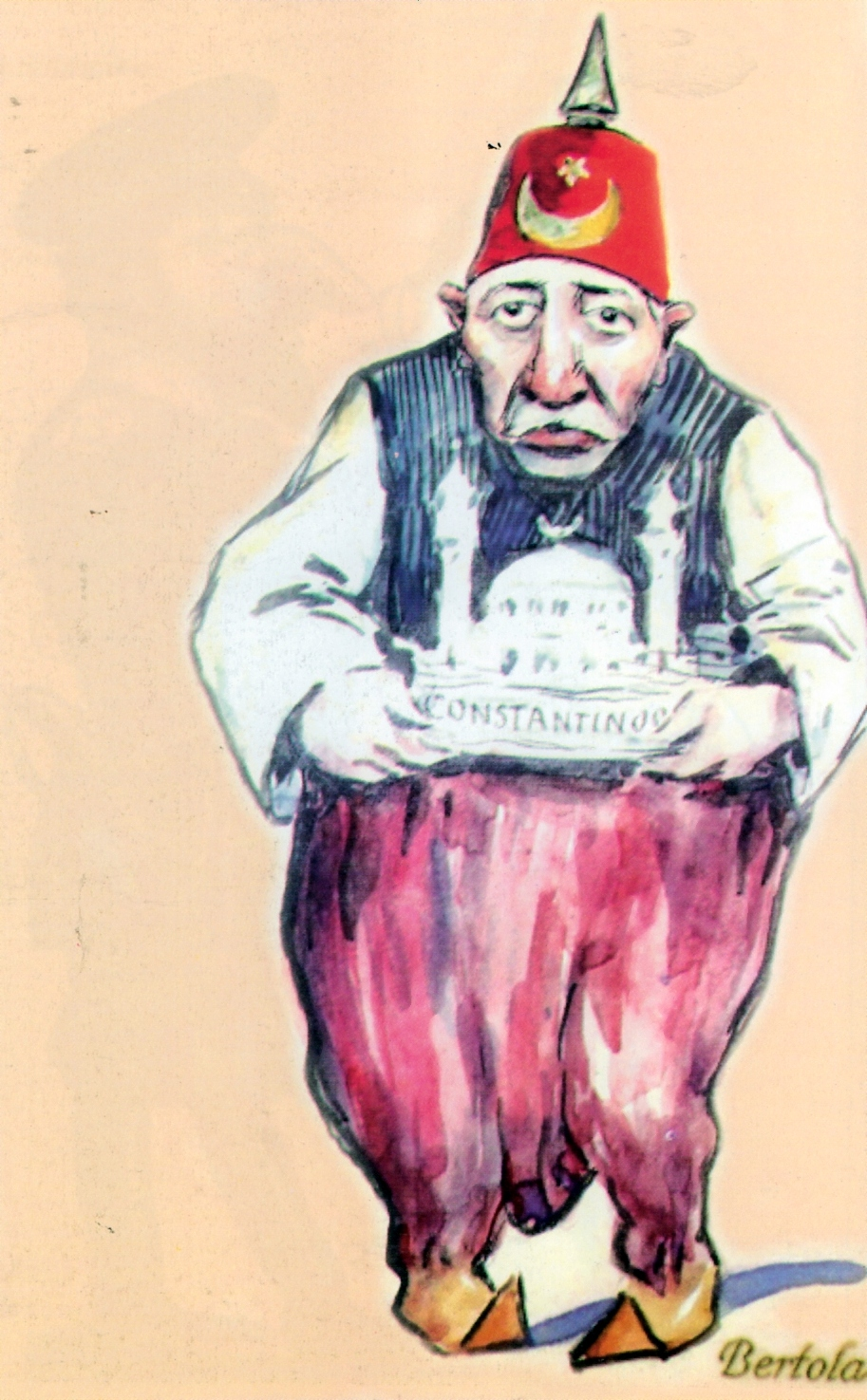
Sultan Mahomed V
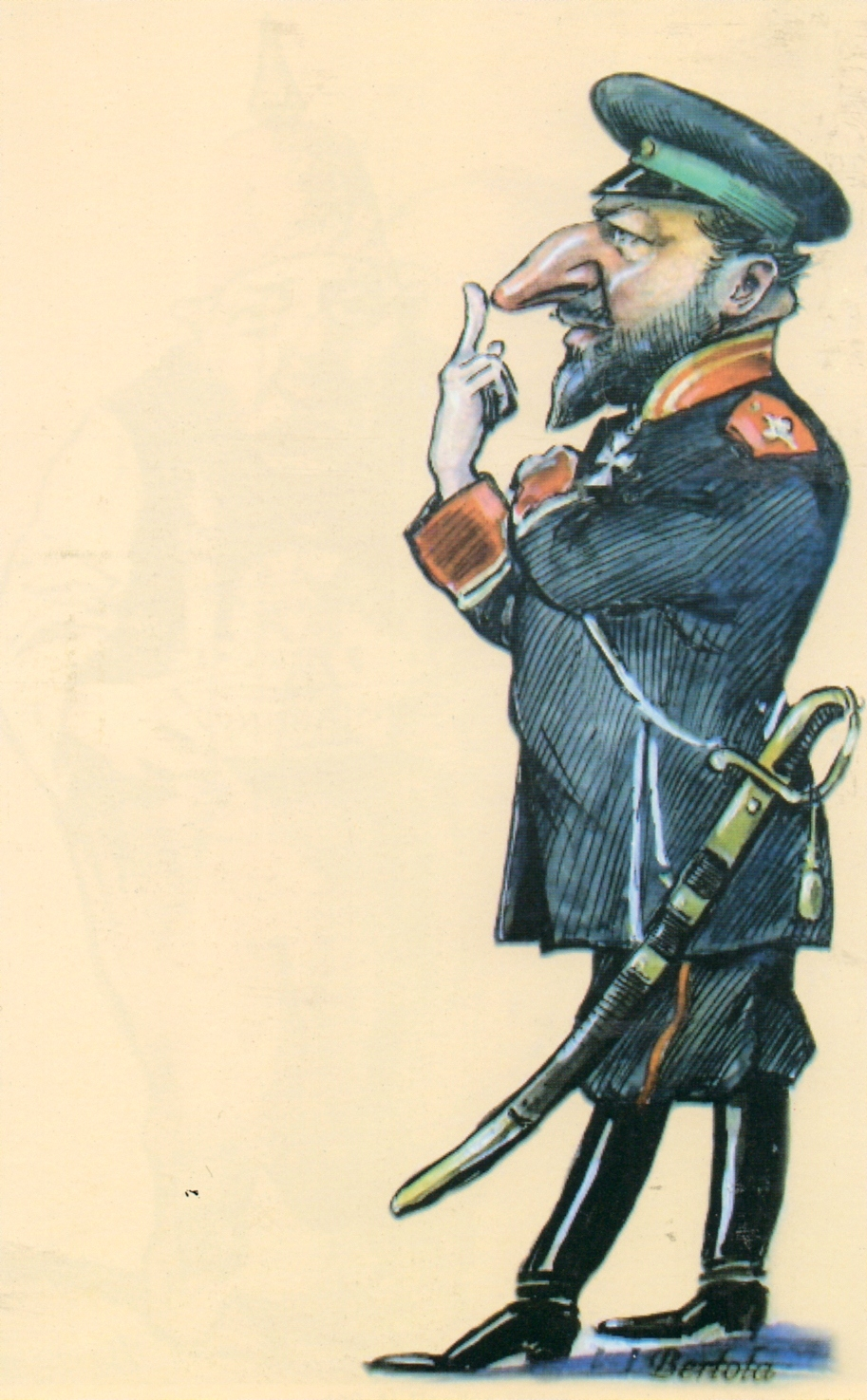
Tsar Ferdinand de Bulgarie
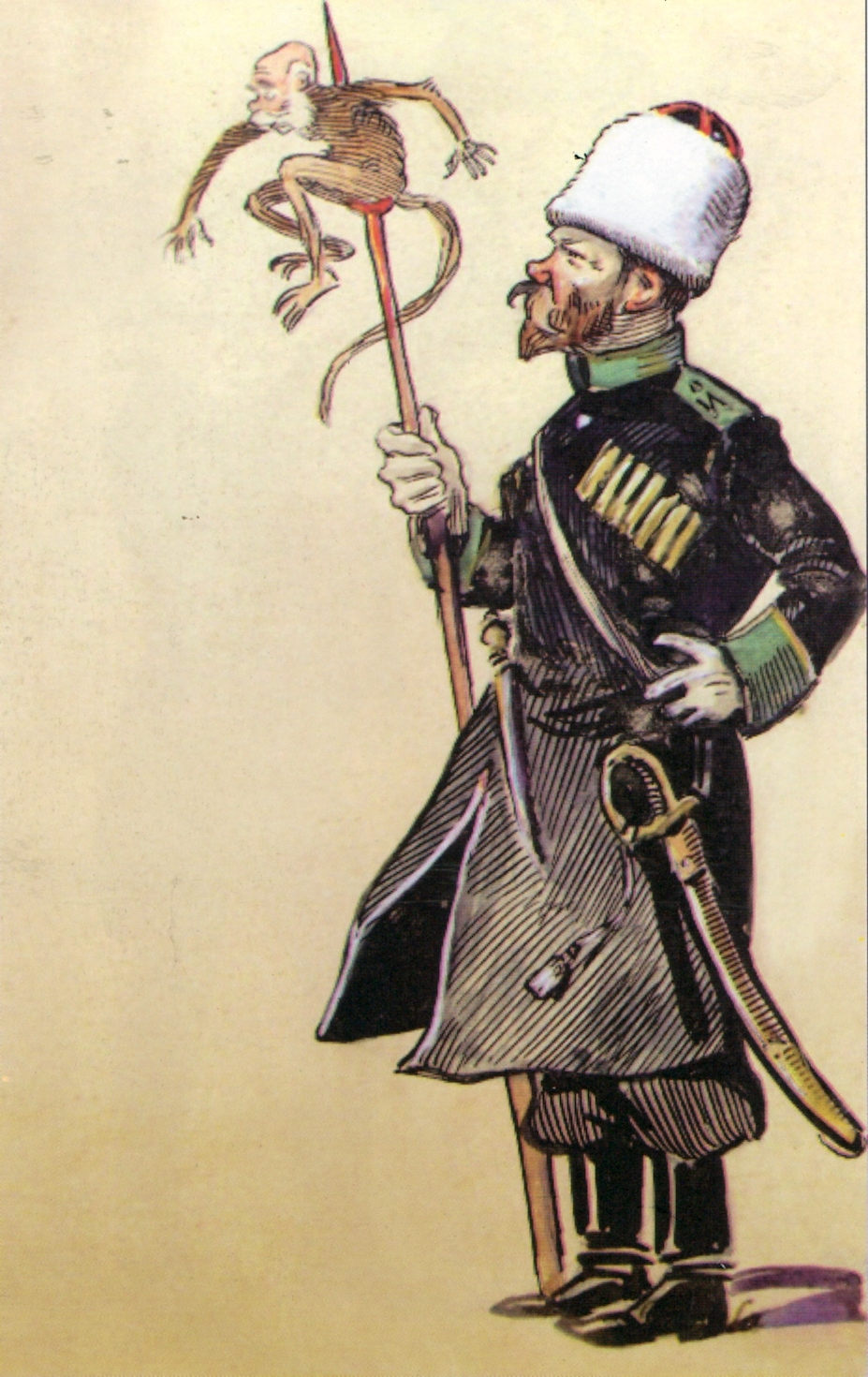
Tsar Nicolas II
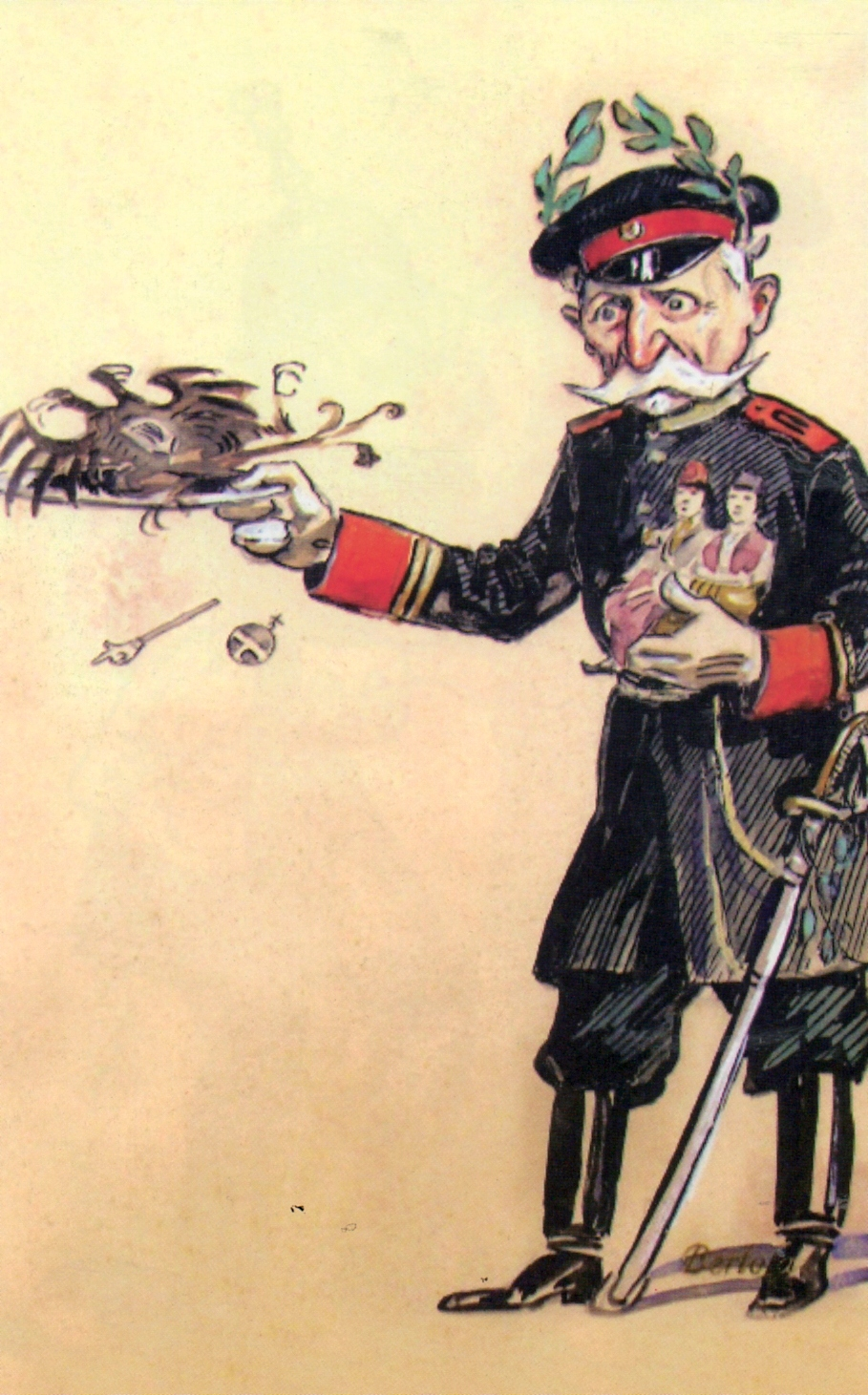
Tsar Pierre de Serbie

Après 1918, le nombre de caricatures qu'il réalise diminue nettement, et bien que membre associé de la Société de la Jeunesse artistique Societății Tinerimea artistică, il n’expose pas dans les expositions qu'elle organise, mais plutôt, au cours de la période 1921-1926, dans cinq ou six salons de satiristes à Bucarest,, avec Ion Bărbulescu (B’arg), Victor Ion Popa, Camil Ressu, Nicolae Tonitza, Joseph Theodorescu-Sion, Francisc Șirato et d’autres. À partir de 1928, il expose trois années consécutives au Salon du dessin et de la gravure.
En janvier 1928, il publie dans le magazine Rampa des articles discutant de l'authenticité d'un tableau de l'Athénée roumain signé par Luchian et intitulé Nud de femeie (Nu de femme). Il soutient que le tableau avait été exécuté par Alexandru Mihăilescu dans ses années d'école. Cette supposition est finalement avérée et le faux démasqué.

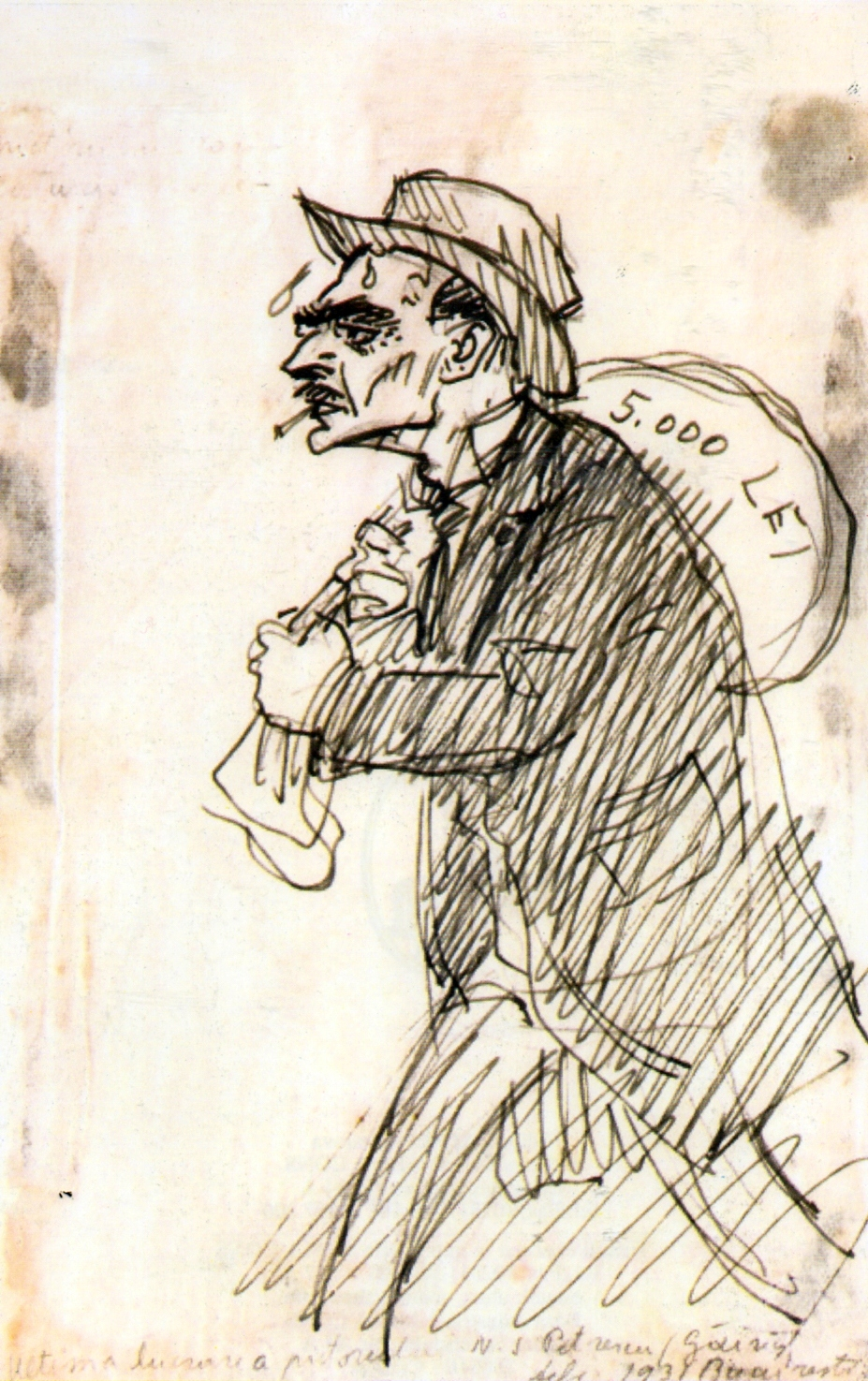
Ultima lucrare...

Dans la dernière période de sa vie, Nicolae Petrescu ne peut plus assurer son existence grâce à la vente de caricatures et doit trouver un autre moyen de subsistance. Bibliophile passionné et collectionneur de timbres, il devient antiquaire et vendeur de livres d'occasion. Il n'abandonne pas le dessin qu’il pratique en permanence, mais publie de plus en plus rarement. Les œuvres qu’il réalise circulent surtout de la main à la main ou dans son magasin.
Petrescu tombe malade au début de 1931 et est hospitalisé. Sur son lit d'hôpital, il réalise ses dernières caricatures, des autoportraits au stylo et au crayon noir sur des morceaux de papier. Sur presque toutes les œuvres, est écrit : « Dernière œuvre du peintre N.S. Petrescu-Găină ». Ces dessins le montrent courbé sous le fardeau d'un sac d'argent sur lequel est écrit 5 000 lei, tandis que sa sueur coule à flots. Il meurt le 15 février 1931. De nombreux amis peintres, sculpteurs, écrivains et antiquaires suivent son enterrement : Jean Alexandru Steriadi, Camil Ressu, Constantin Artachino, Alexandru Obedenaru, Alexandru Theodor Stamatiad, Ion Minulescu, Francisc Șirato, Ary Murnu, Oscar Han, Alexandre Satmari, Ion Foti, Alexandre Tzigara-Samurcaş, Jean Demetrescu, Nicolae Dărăscu, Corneliu Moldovan et la presse de l'époque commente l'événement.

## Œuvre
Le dessin humoristique roumain a constamment évolué depuis 1859, lorsque les premières caricatures sont apparues dans l’espace roumain. Ce genre artistique a imposé son propre style, en concordance avec le niveau atteint dans la presse internationale au cours des premières décennies avant la Première Guerre mondiale, à travers la création de jeunes artistes tels que Constantin Jiquidi, Ary Murnu, Nicolae Mantu, Nicholas Petrescu-Gain, puis Joseph [Iser], Francisc Șirato et Camil Ressu.
Le travail de Nicolae S. Petrescu été influencé par Honoré Daumier. Il se caractérisait par l’utilisation d’un corps petit par rapport à la tête, et l’ajout de détails physiques ou vestimentaires spécifiques du modèle caricatural. Dessinateur et caricaturiste, il savait capturer le visage et le caractère de ses modèles, sans blesser, parfois avec une fine ironie. Un témoignage en ce sens est constitué par les commentaires critiques formulés par Tudor Arghezi en 1913 :
« Le caricaturiste Găină, comme l'appellent ses amis, a [des] qualités d'intelligence et un sarcasme bienveillant qui le rendent intéressant et qu'il aurait pu transformer en talent classique et d’une finesse surprenante, si le bohémien en lui ne l'avait empêché, du moins jusqu'à présent, de l'approfondir à l'aide de journées d’étude et de voyages actifs à travers les mondes de l'art international, en France, en Italie et aux Pays-Bas,. »

Caricatures d'Alexandru Macedonski
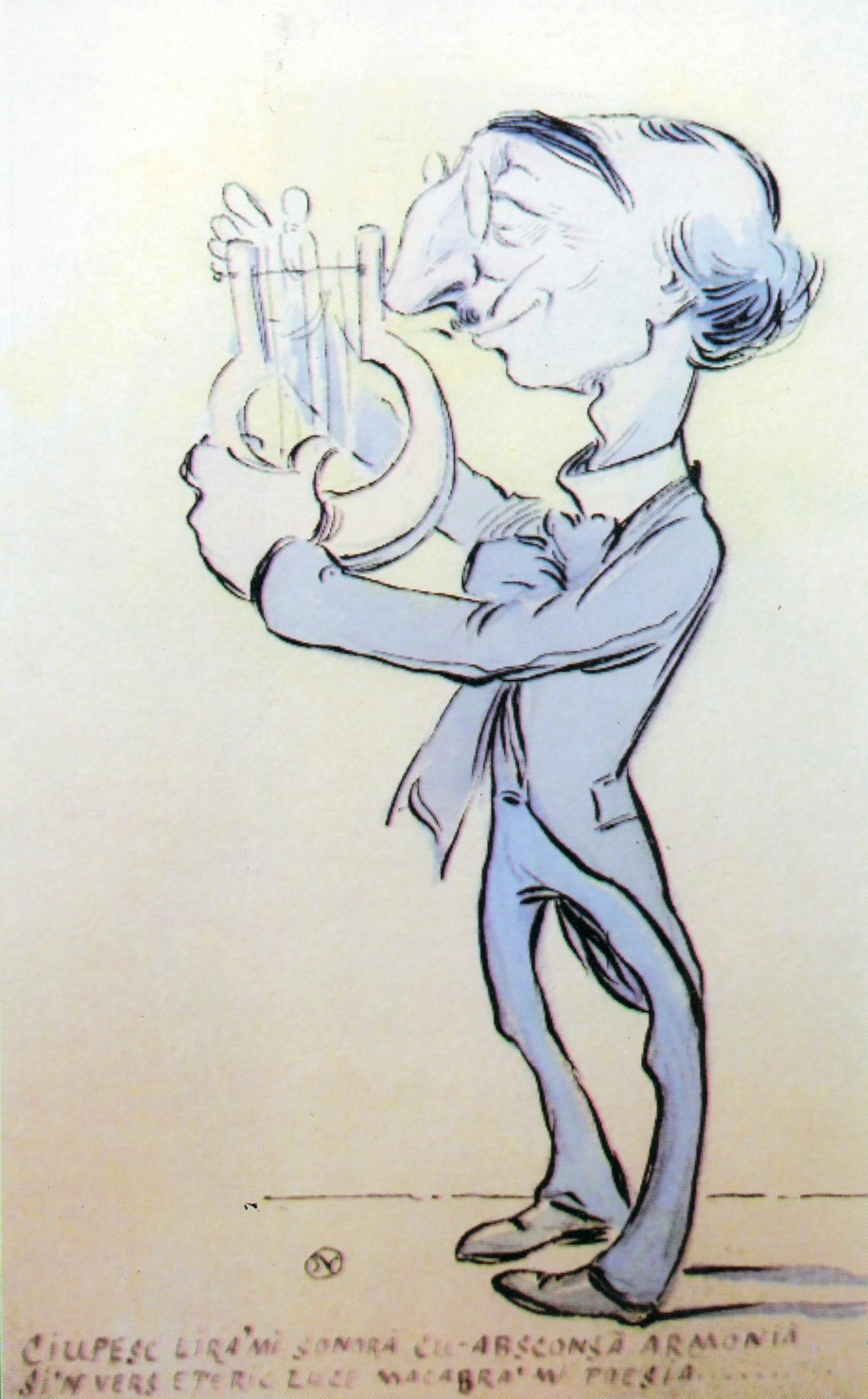
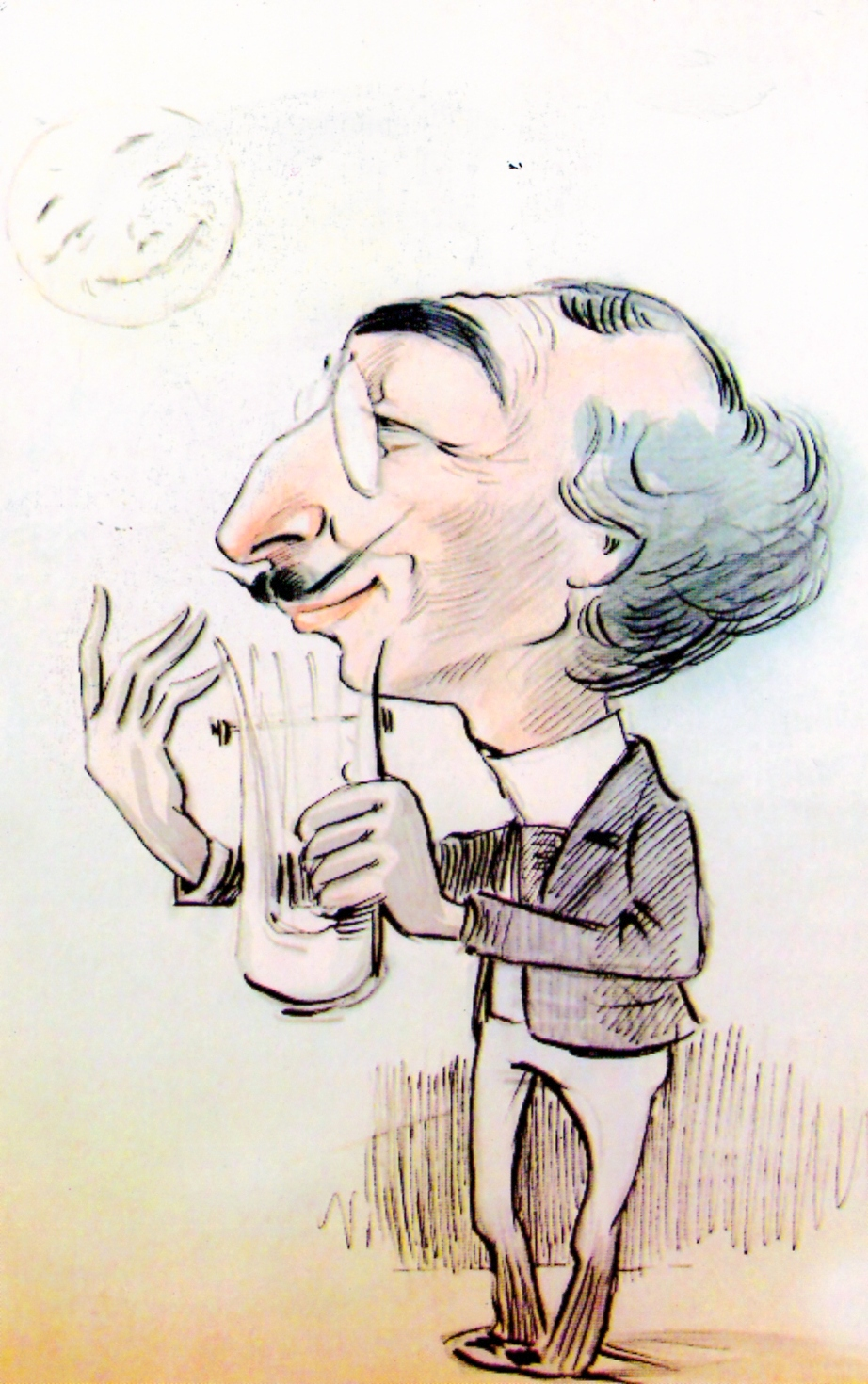
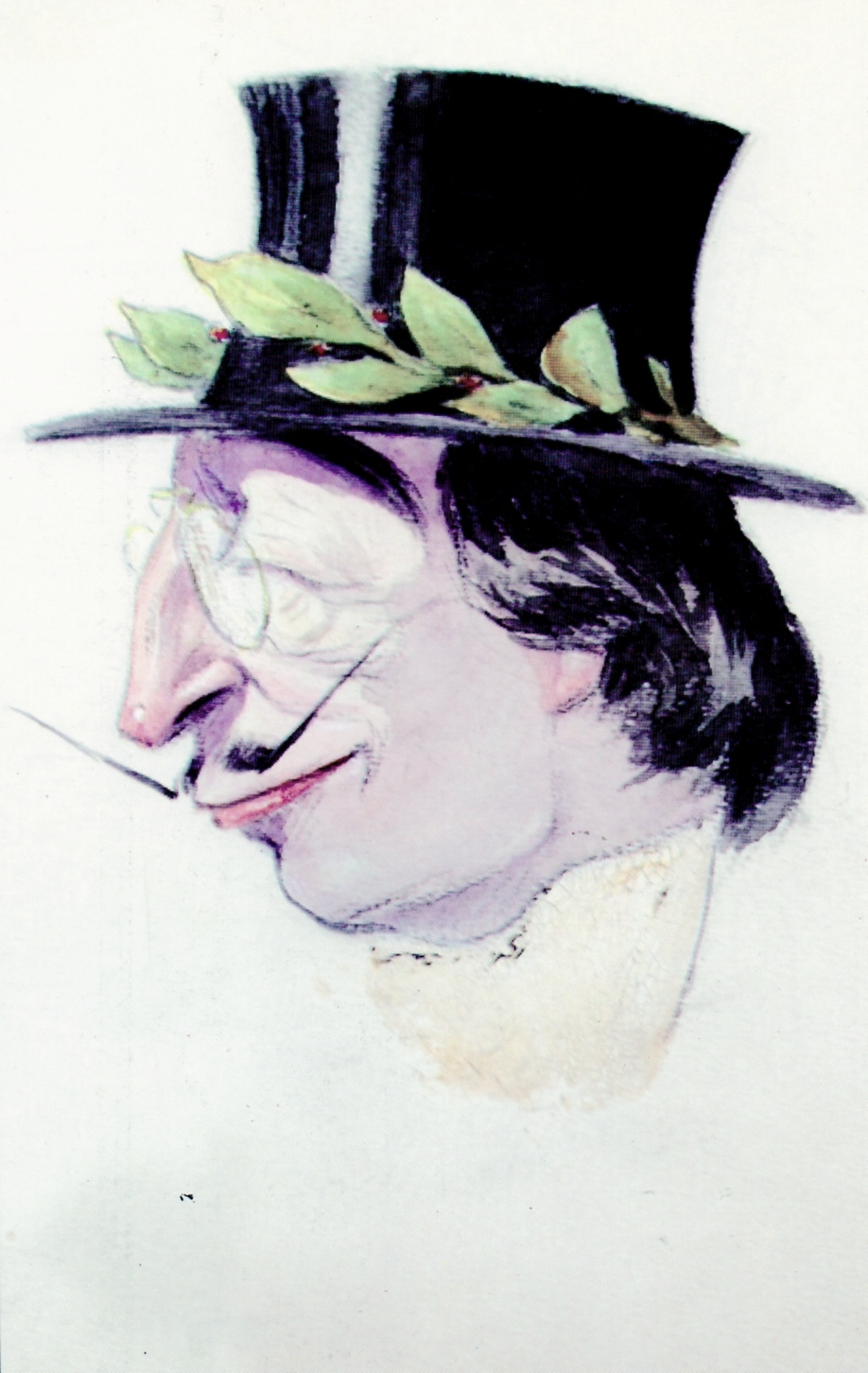
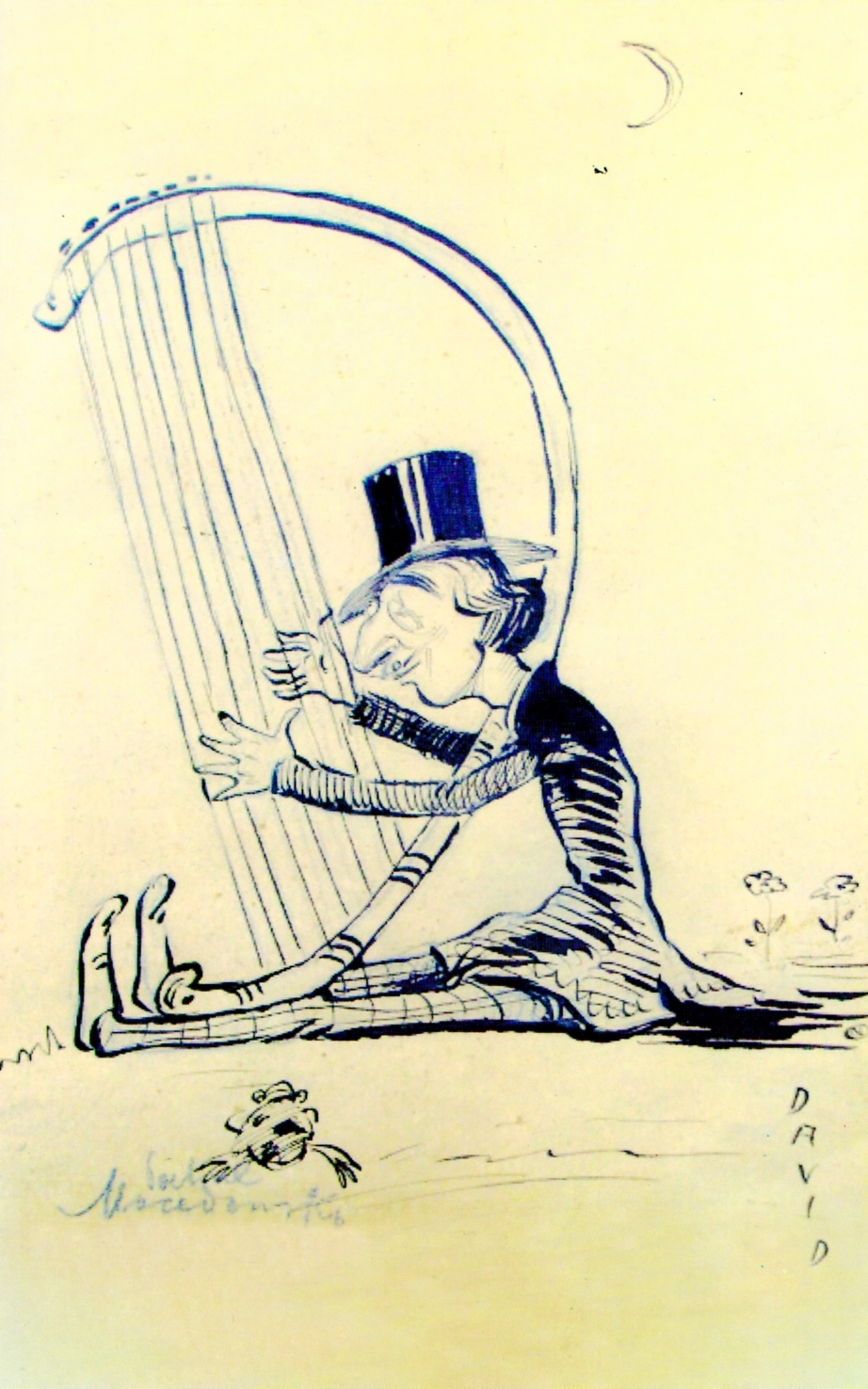
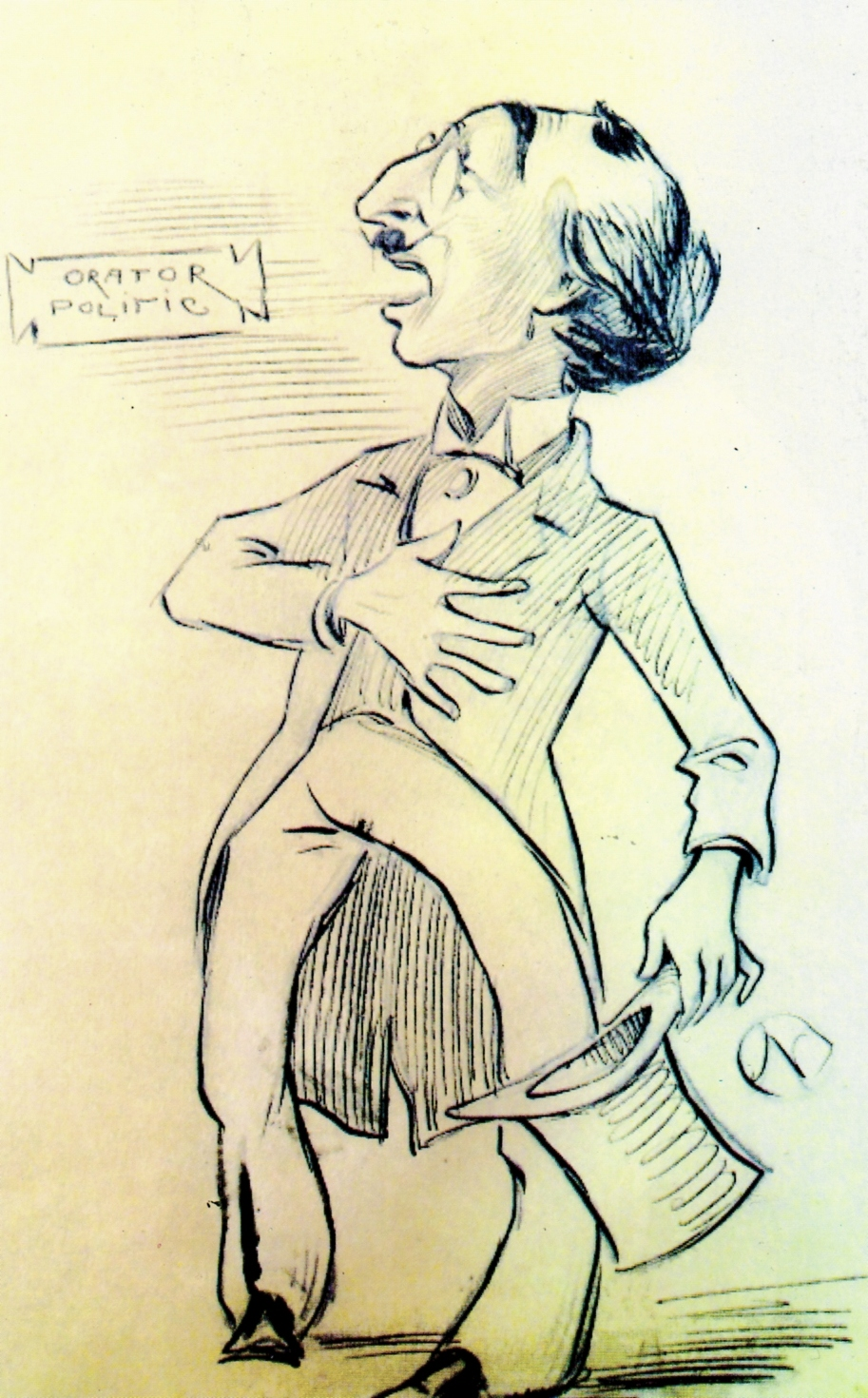

Nicolae S. Petrescu-Gain a aussi montré qu'il était un excellent dessinateur grâce aux portraits qu'il a réalisés au cours de la première décennie du 20e siècle jusqu'à la première Guerre mondiale. Ce sont des compositions d’intellectuels, d’écrivains, de peintres et de sculpteurs, comme la douzaine de portraits de Nicolae Romanescu, maire de Craiova, ou ceux de Grigore Ventura, de l'architecte G. Davidescu, de l'ami Alexandru Bogdan-Piteşti, d'Alexandru Macedonski, de Constantin Mille, de Nicolae Iorga, de Ion D. Berindey, de Grigore Tocilescu, d'Ion Brezeanu, etc..

### Les Contemporains

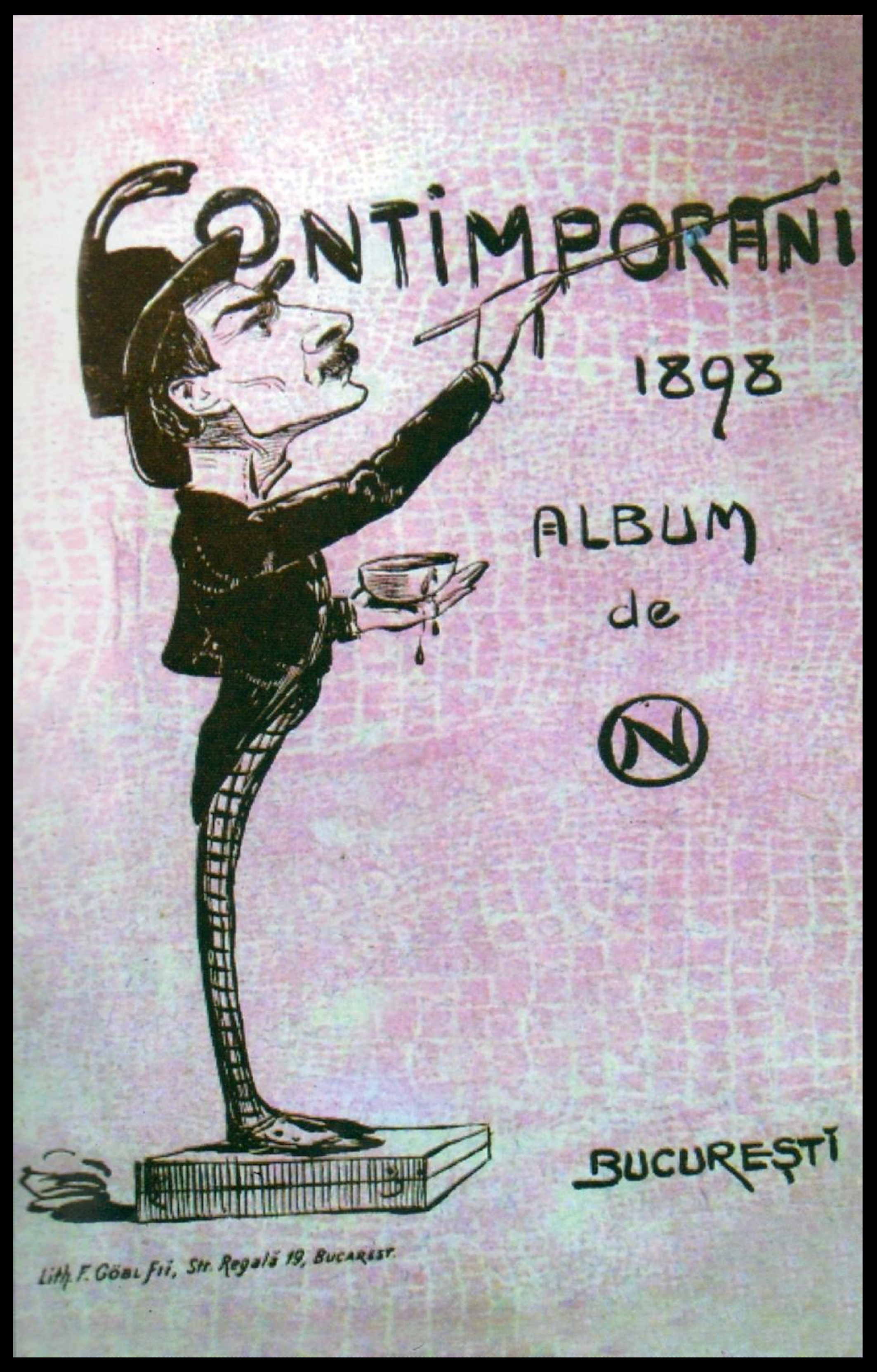
La couverture de l’album Contimporani

Nicolae S. Petrescu a publié en 1898 un album de caricatures intitulé Contimporani. Cet album est l’un des premiers ouvrages de caricatures publiés en Roumanie. L’album contient 26 reproductions en couleurs d'après des dessins, des caricatures et des aquarelles réalisés par Nicolae Petrescu entre 1897 et 1898. Comme l’annonce l’auteur au début de l’album, sont représentés « les contemporains les plus sympathiques : politiciens, soldats, artistes, savants et journalistes qui ont accepté de poser en face de l’article dont le crayon, quand il griffonne, ne produit que des histoires, aussi fugaces que plaisantes, donc si cela vous plaît, feuilletez, et vous ne verrez aucun médécin. Signé-Galus, ». Petrescu choisit les sujets, l’accompagnement de textes explicatifs lui fut en revanche imposé par d’autres. 
Après l’autoportrait de l’auteur en couverture, l’album commence avec le croquis de Constantin I. Stăncescu (alors directeur du Théâtre national et professeur à l’université des arts de Bucarest) dans une pose grotesque, un sujet repris par Petrescu au fil des ans, avec seulement quelques variantes. Le texte fut une allusion ironique aux études de Stăncescu à Paris : « Costică del Paris - Je suis l’auteur du beau, mais il n’y a pas de relation entre nous ».

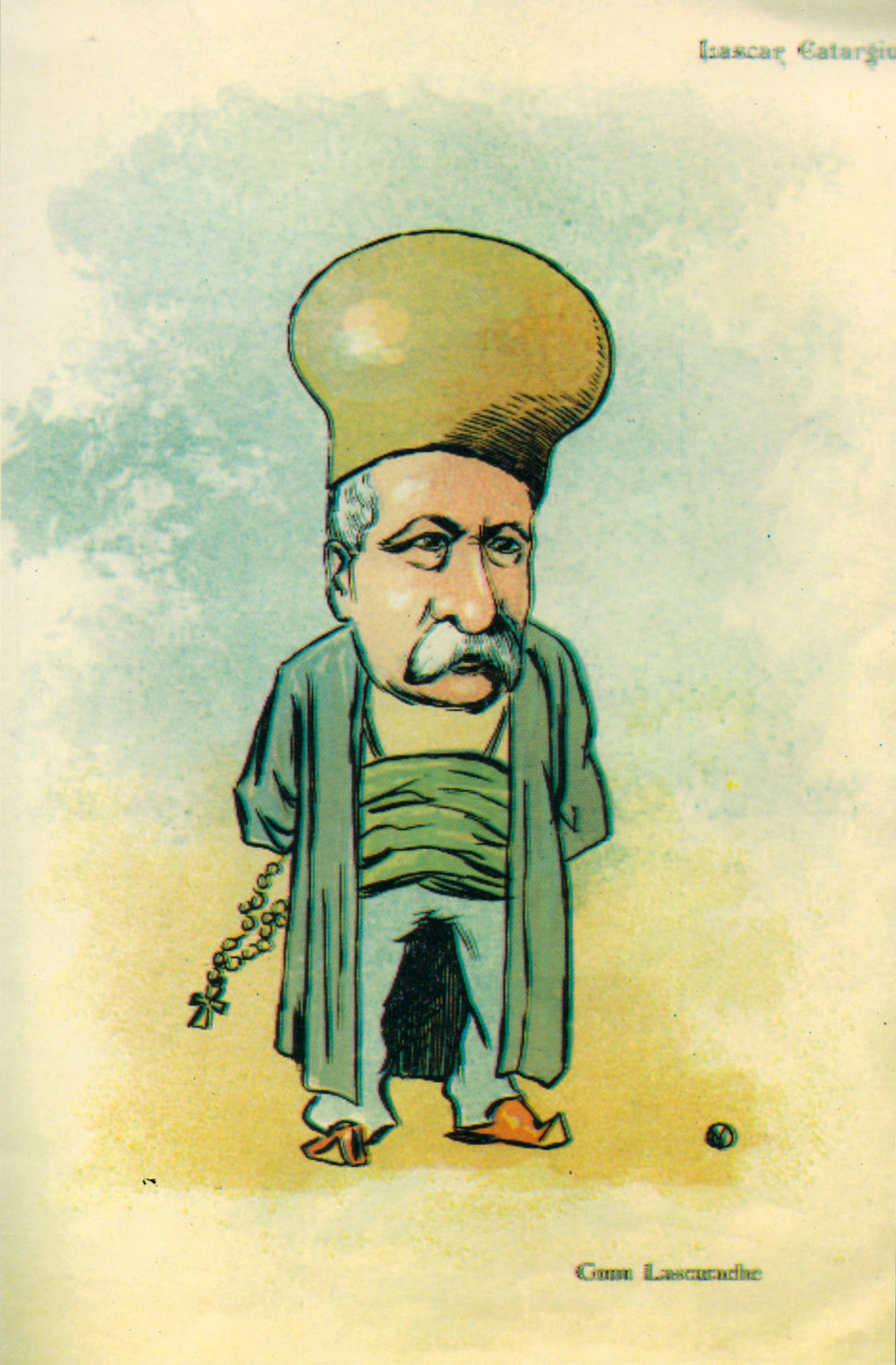
Lascăr Catargiu
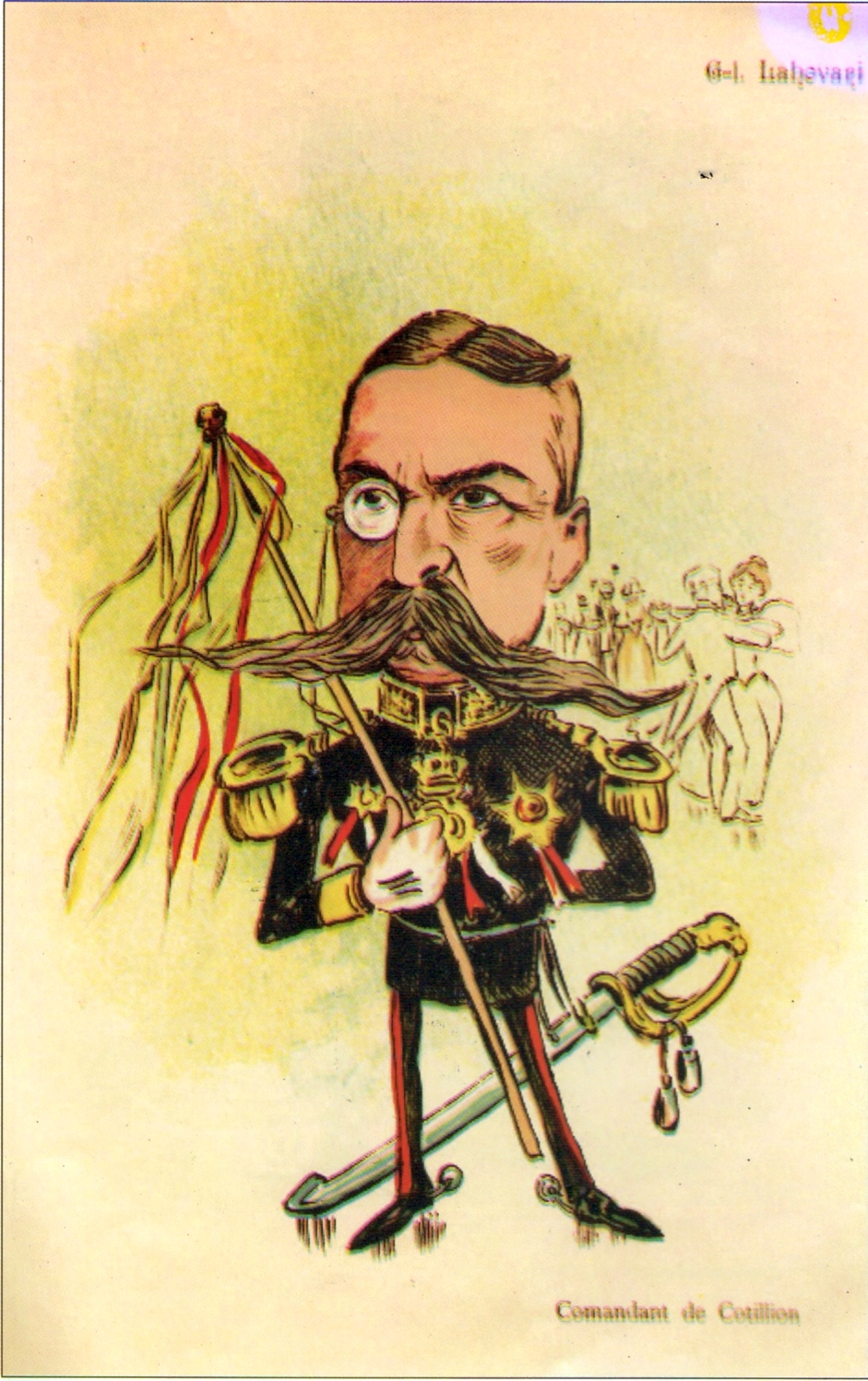
Ioan Lahovary
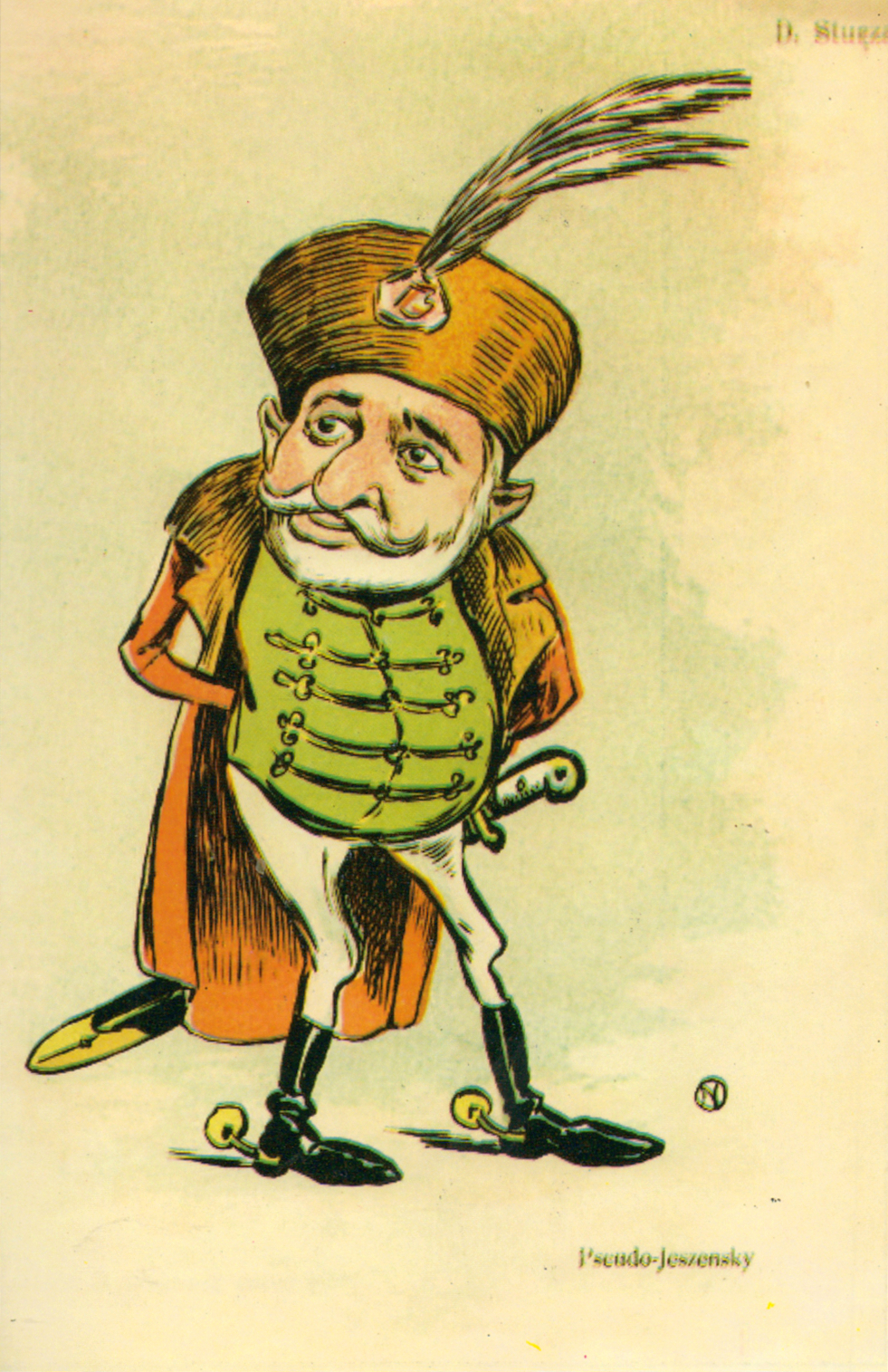
Dimitrie Sturdza
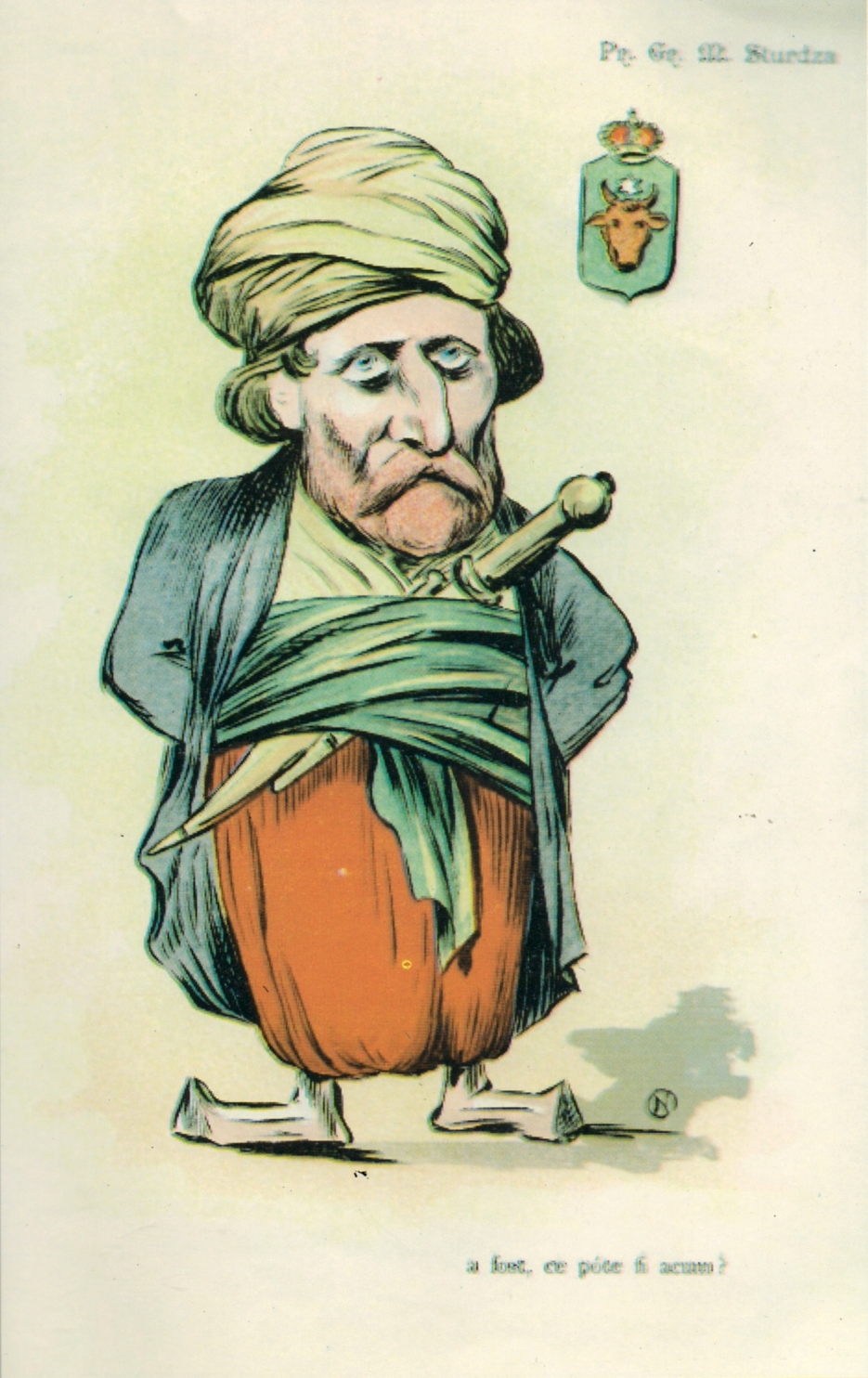
Grigore Sturdza
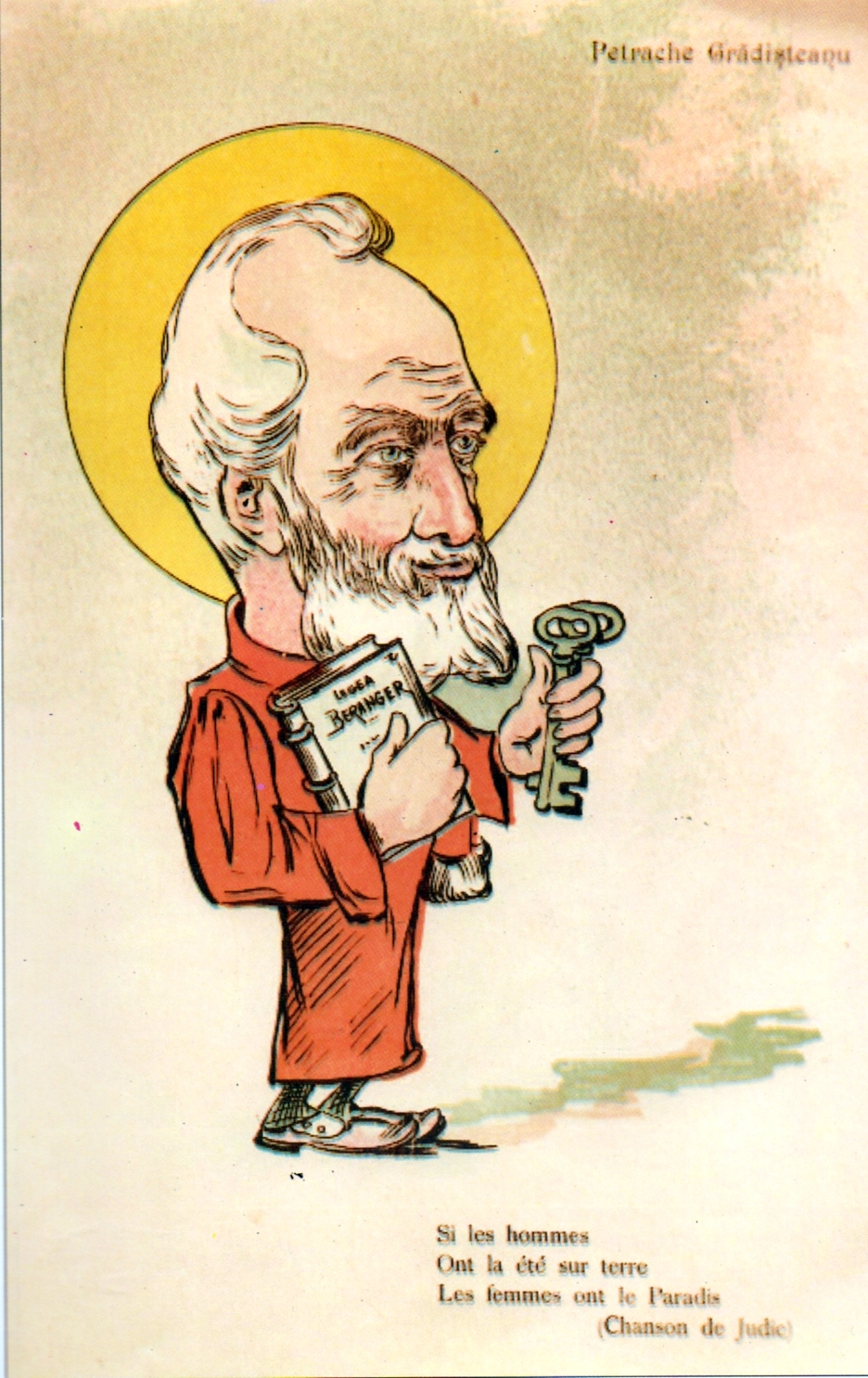
Petrache Grădișteanu
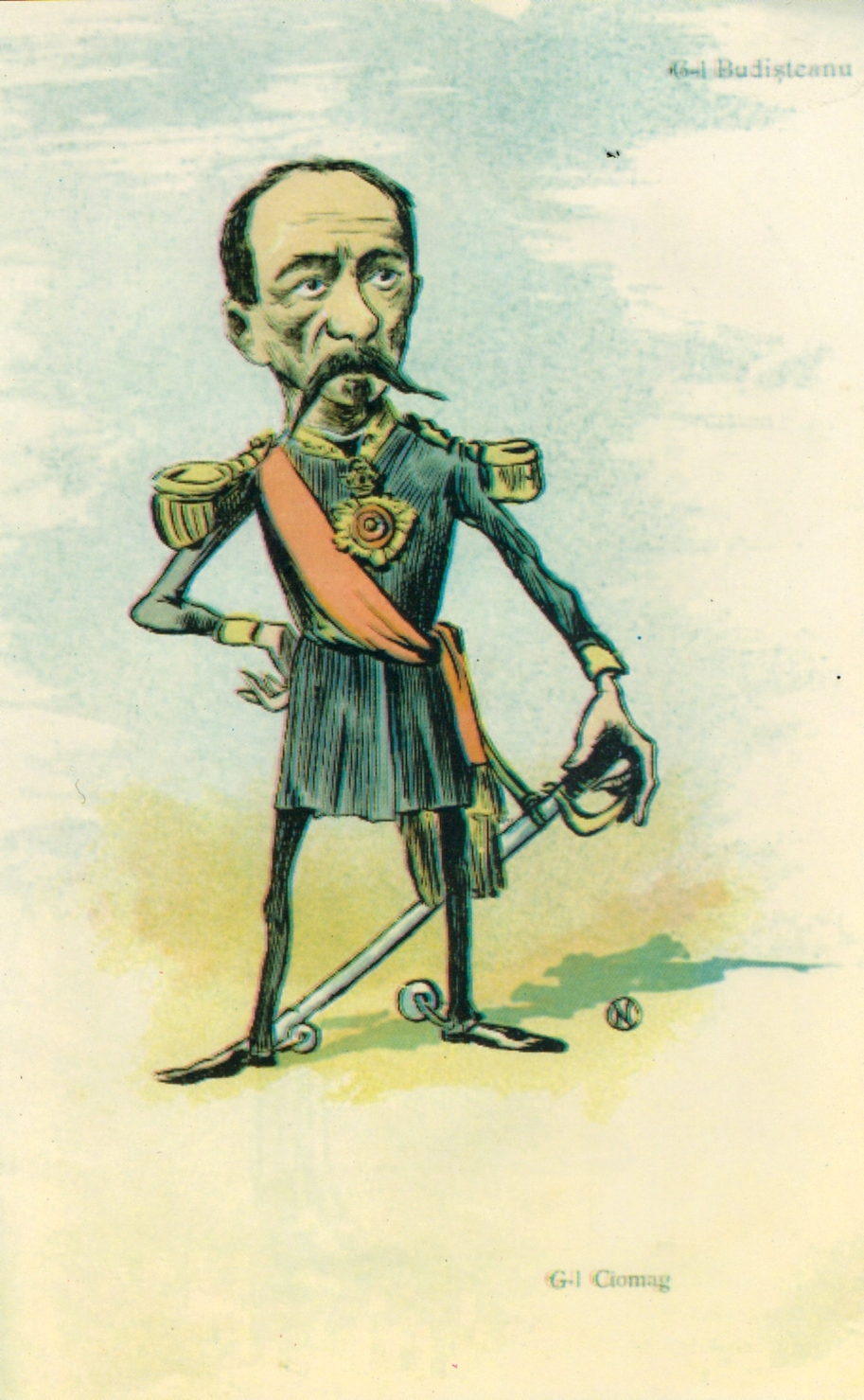
Constantin Budișteanu

L’album inclut aussi des politiciens comme Anastase Stolojan - plein d’ennui, et fumant un cigare à 5 francs, le député Nicolae Filipescu présenté en guerrier avec une plume à la main (une allusion au journal Epoca qu’il soutenait ; le Premier Ministre Lascăr Catargiu, sous les traits d’un boyard, le progressiste Dimitrie A. Sturdza avec une épée, des éperons à ses bottes et une plume au chapeau, le prince Grigore Sturdza, père de Mihail Sturdza dans un costume oriental.

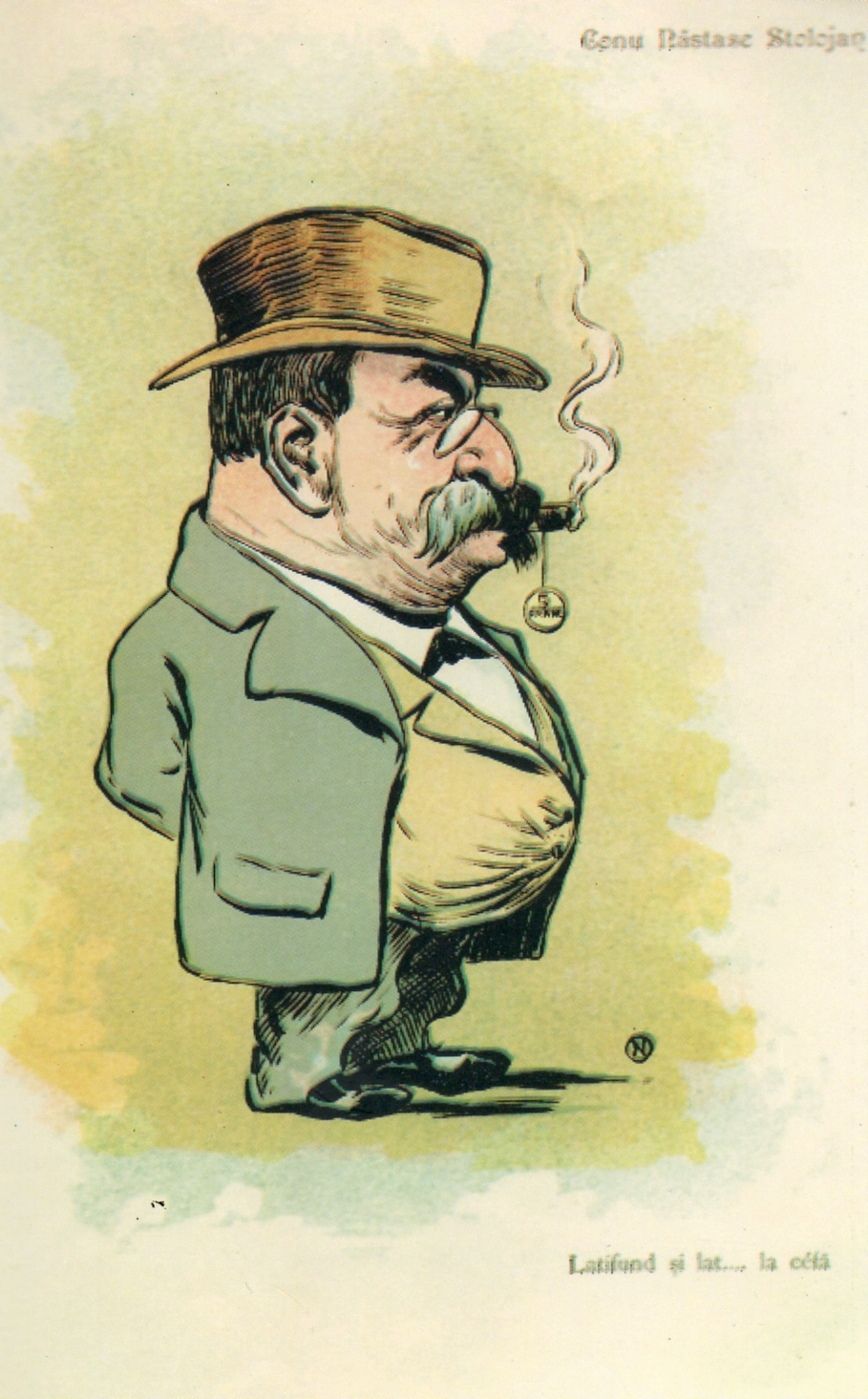
Anastase Stolojan
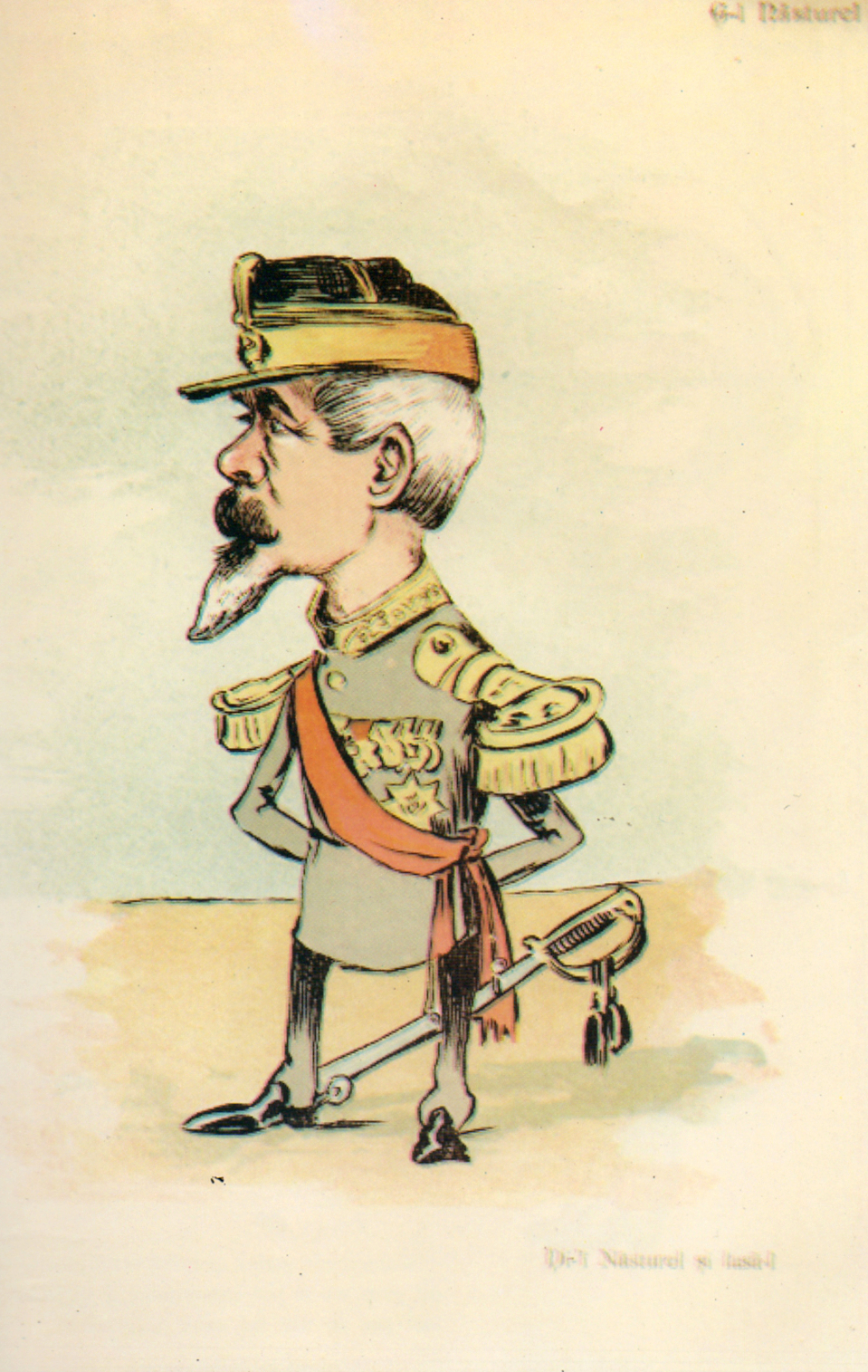
Général Năsturel
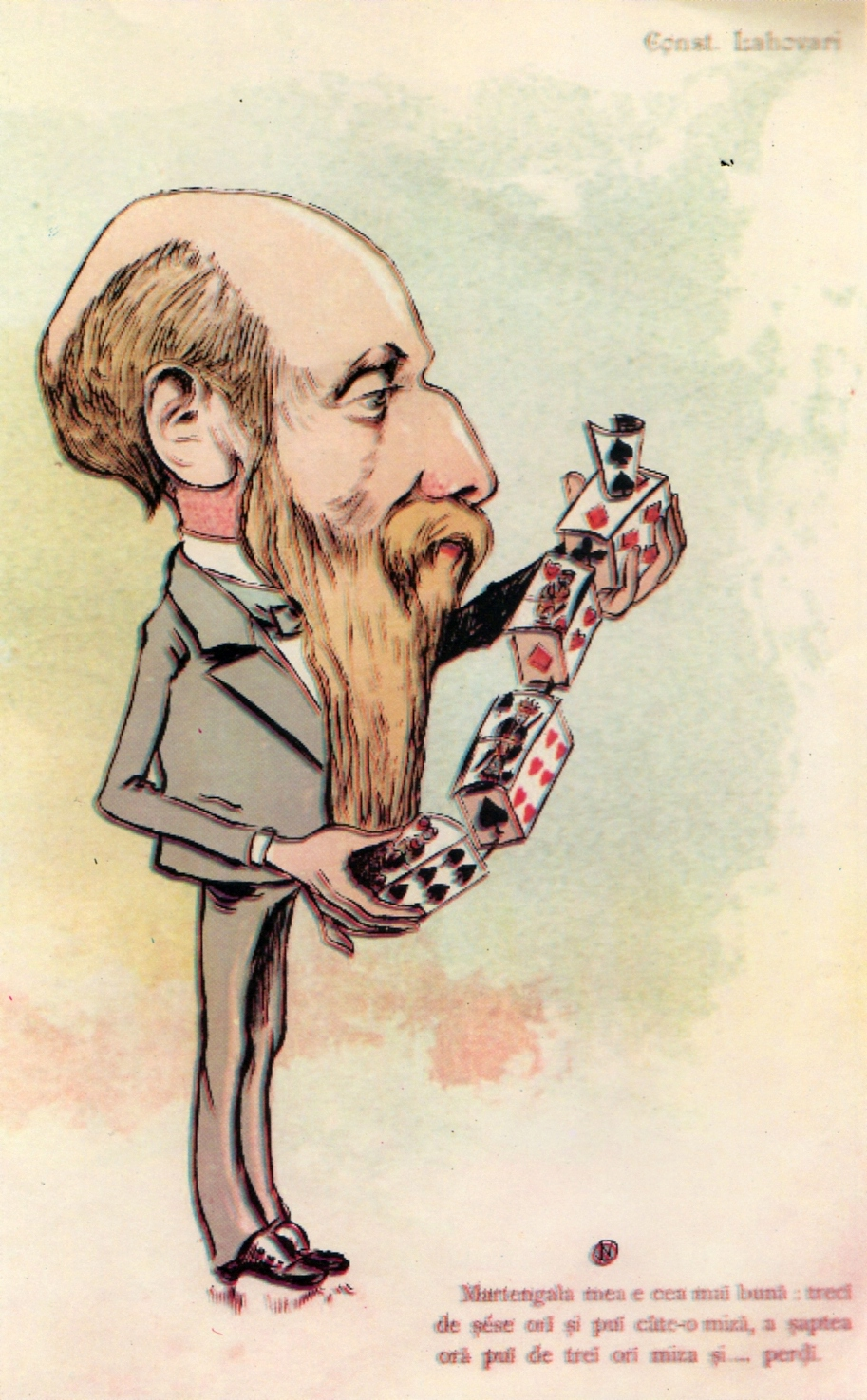
Costache Lahovary
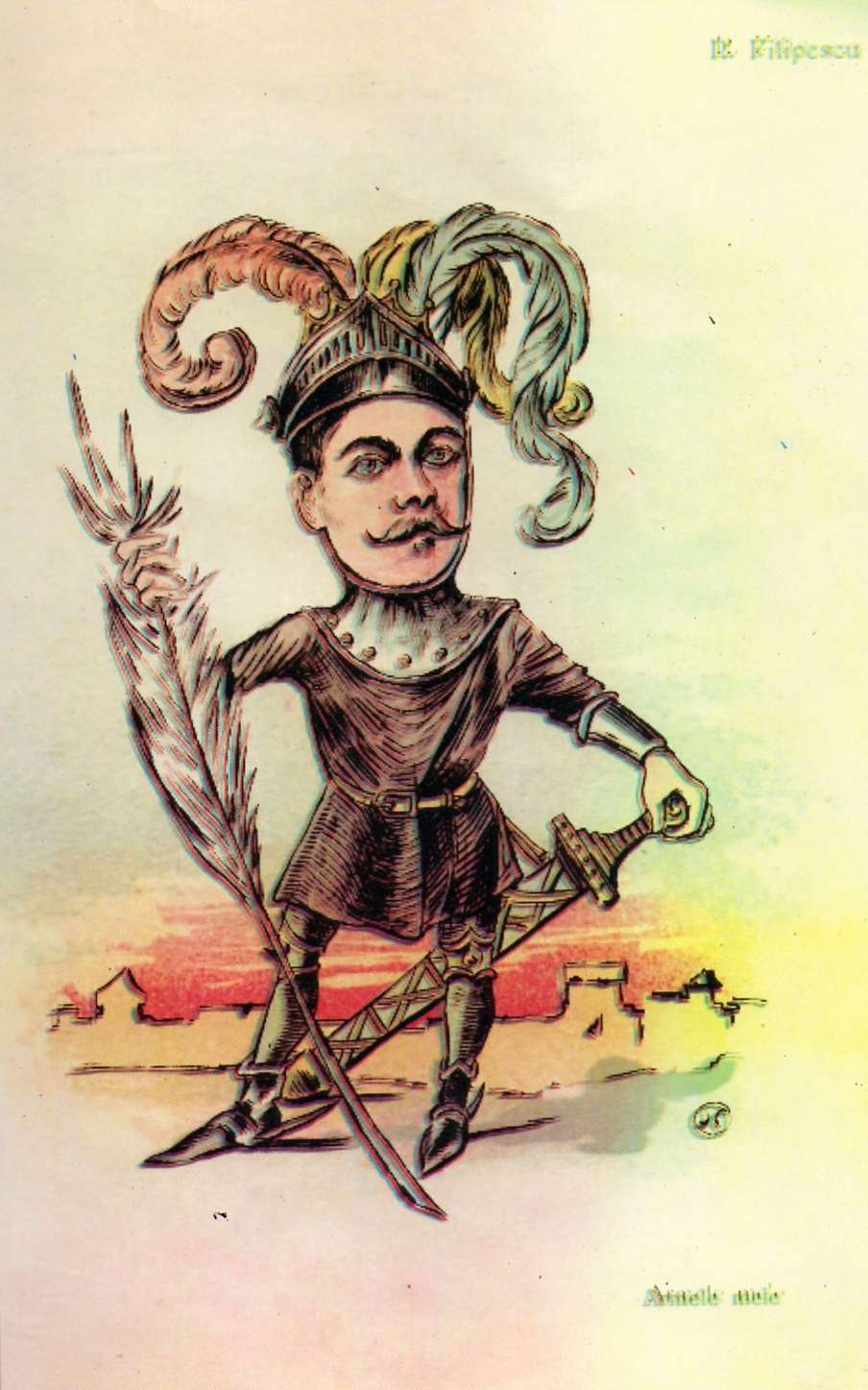
Nicolae Filipescu
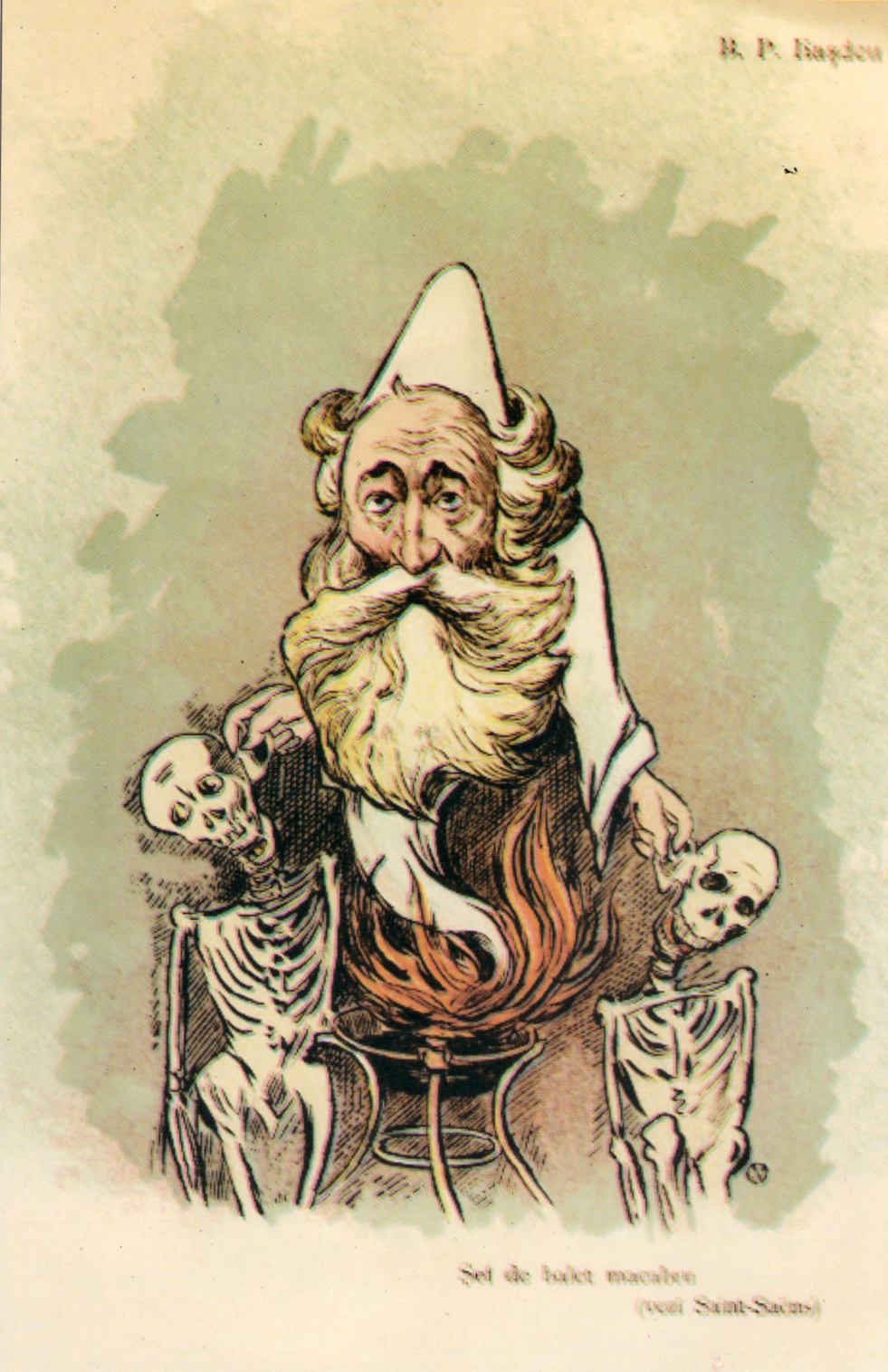
Bogdan Petriceicu Hasdeu
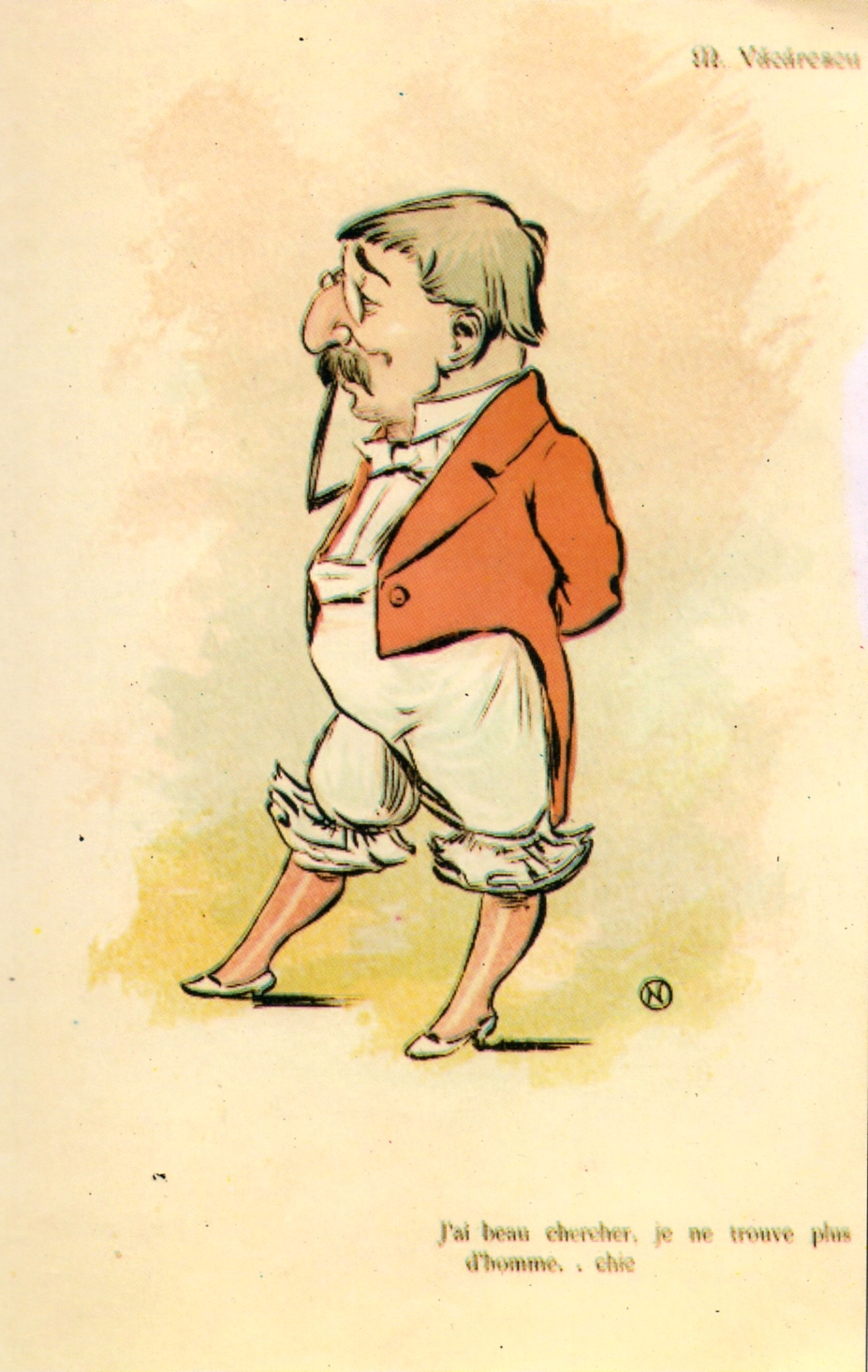
Mihai Văcărescu
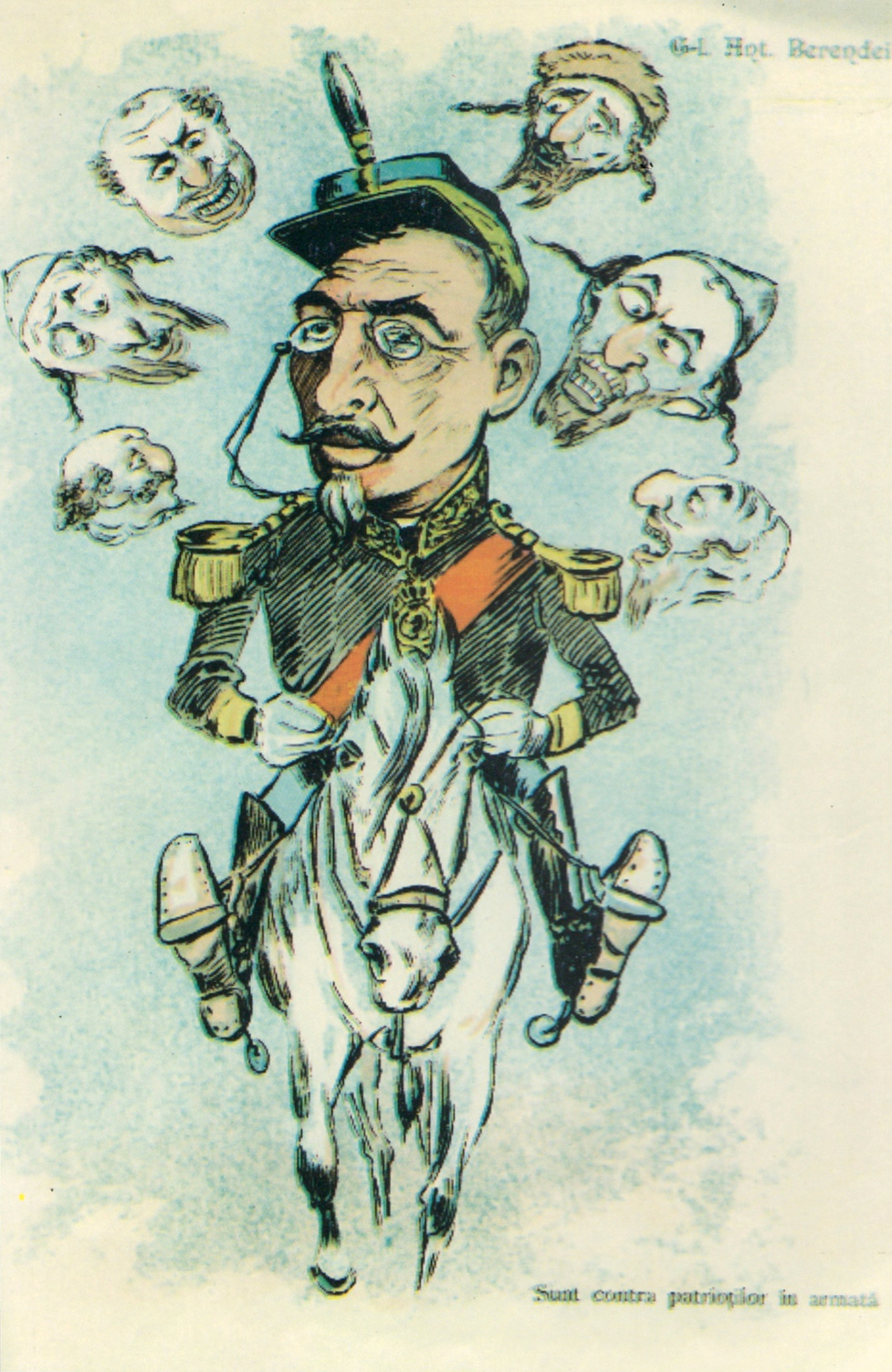
Anton Berindei

Des généraux roumains sont aussi caricaturés comme le général Năsturel (Constantin Năsturel-Herescu), Anton Berindei, accompagné d’un texte (« Je suis contre les patriotes de l'armée »), faisant allusion au fait qu'il était contre la loi de l’incorporation des Juifs dans l'armée roumaine ; Jacob Lahovary en costume de gala militaire dans une bataille de bals et de salons ; Constantin Budişteanu, ministre de la guerre de l'époque, avec un fusil à la main, une allusion à sa déclaration devant le Parlement roumain que le fusil Mauser était un canular et demandant l'achat d'un nouveau.

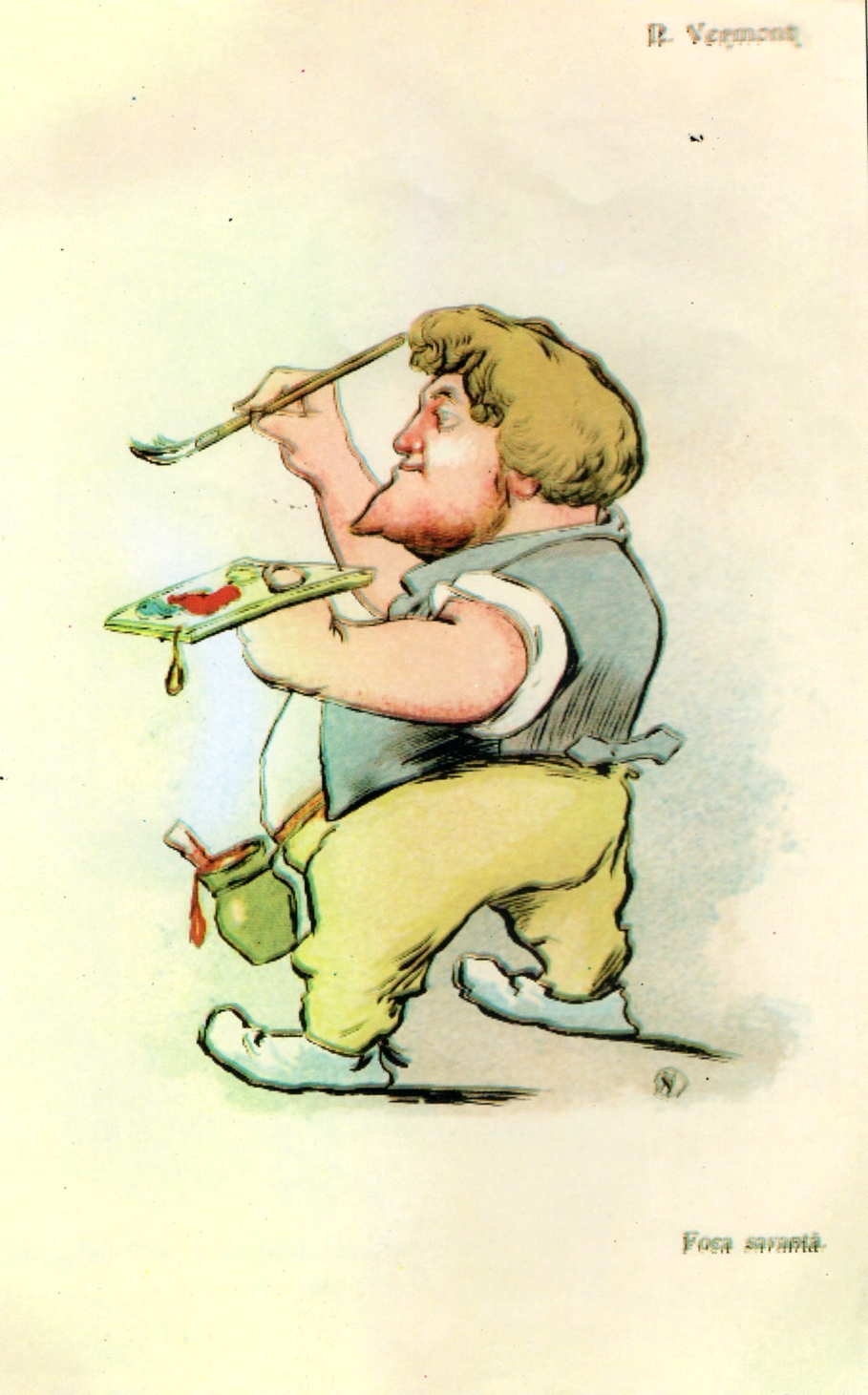
Nicolae Vermont
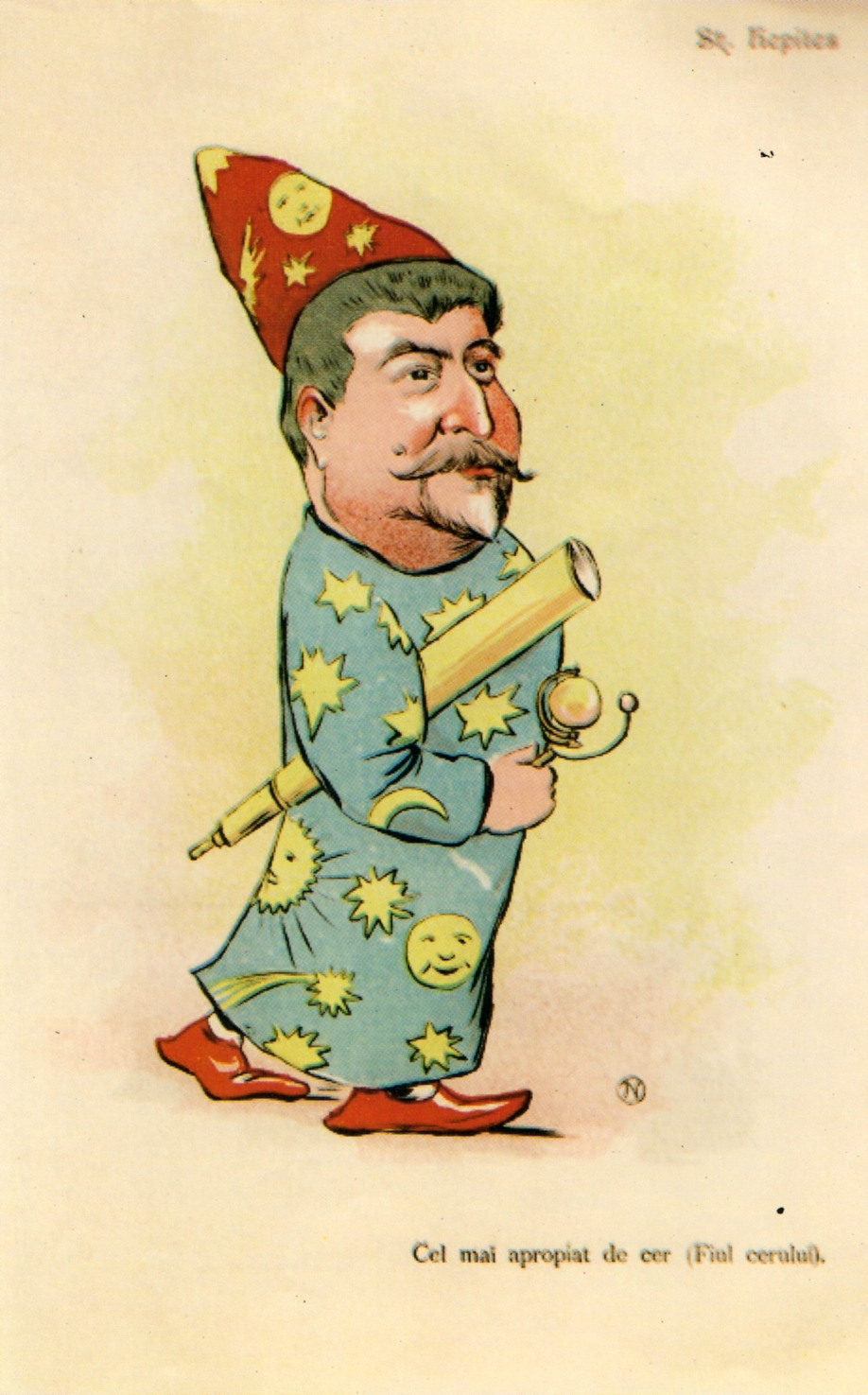
Ștefan Hepites
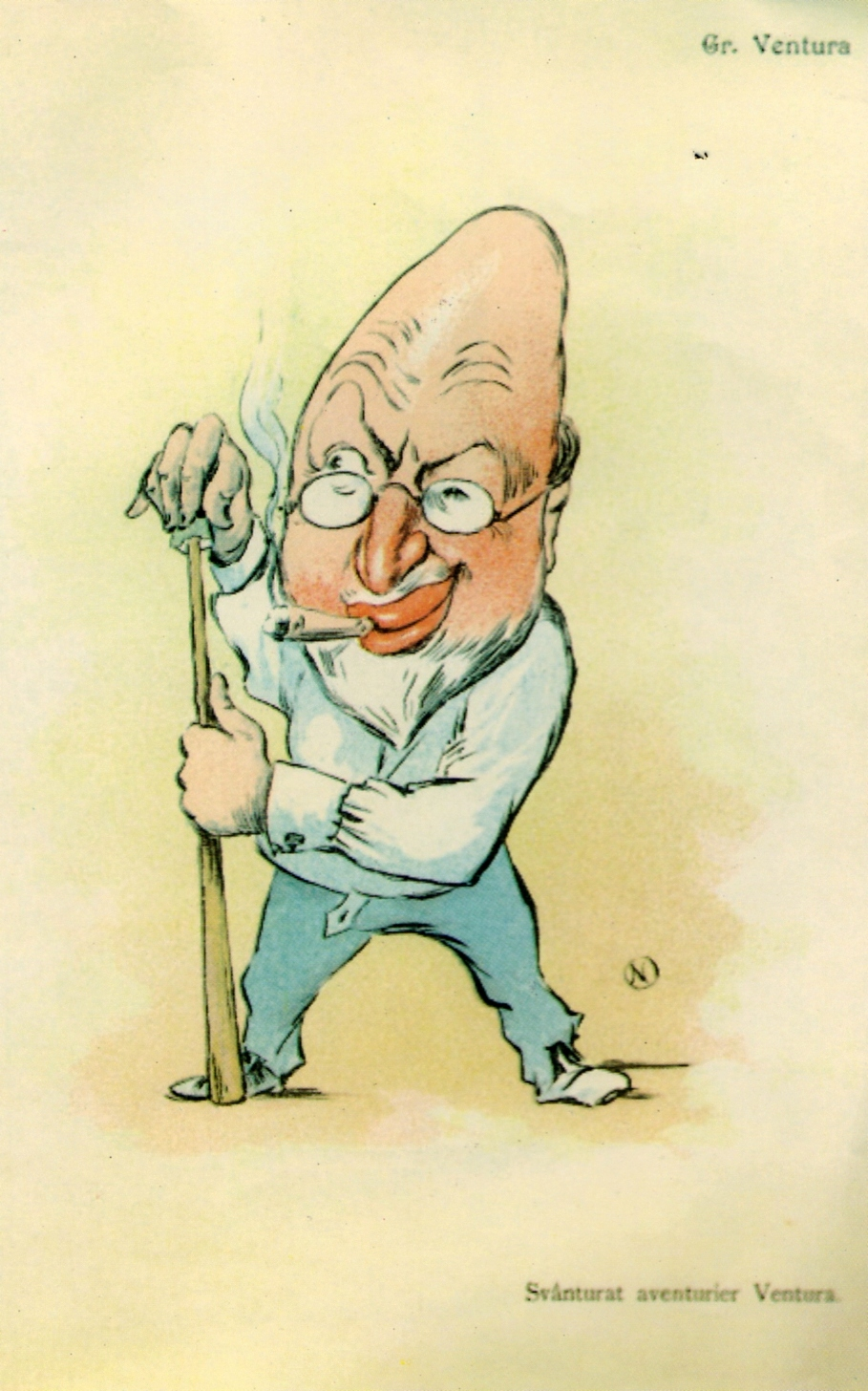
Grigore Ventura
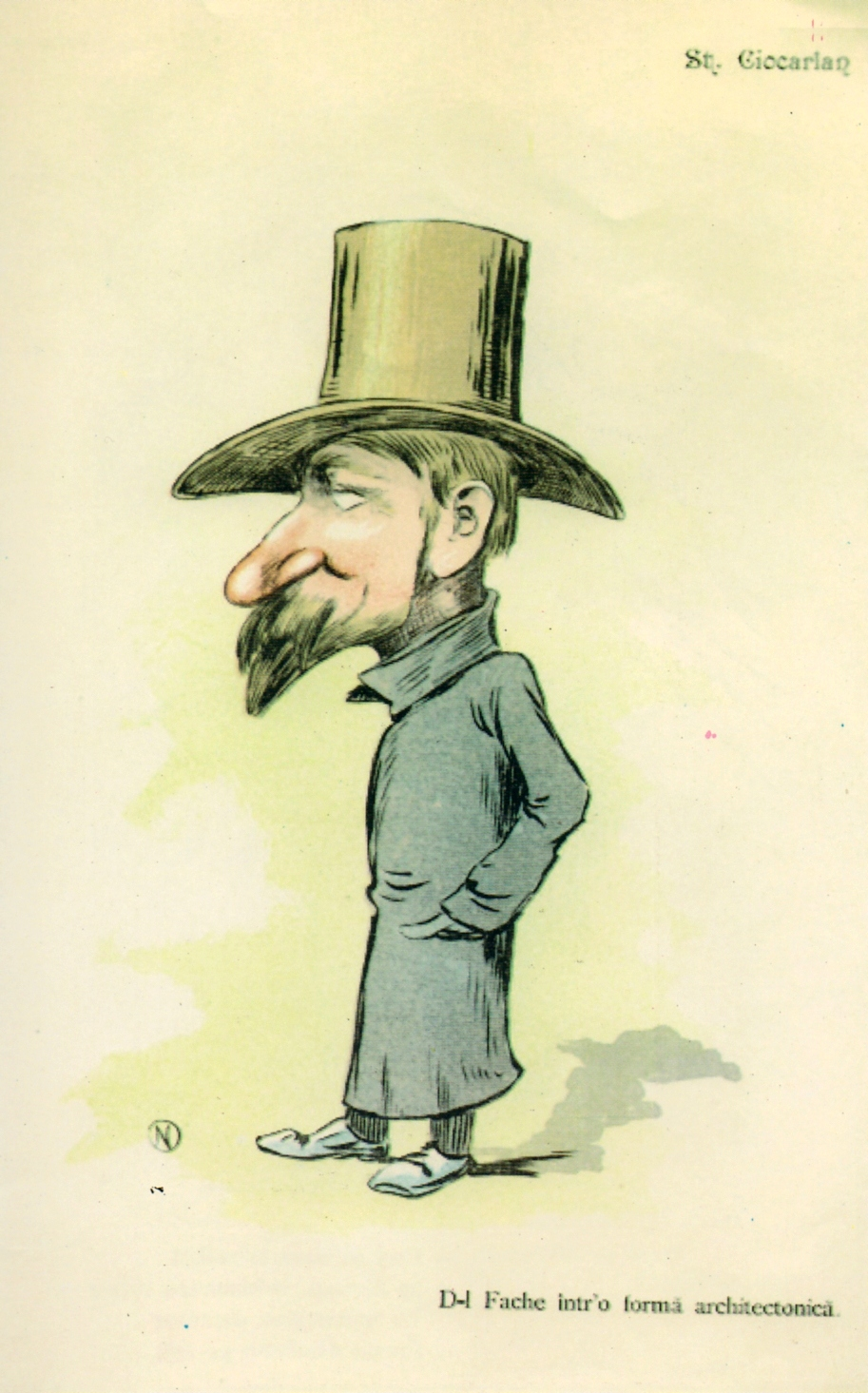
Ștefan Ciocârlan
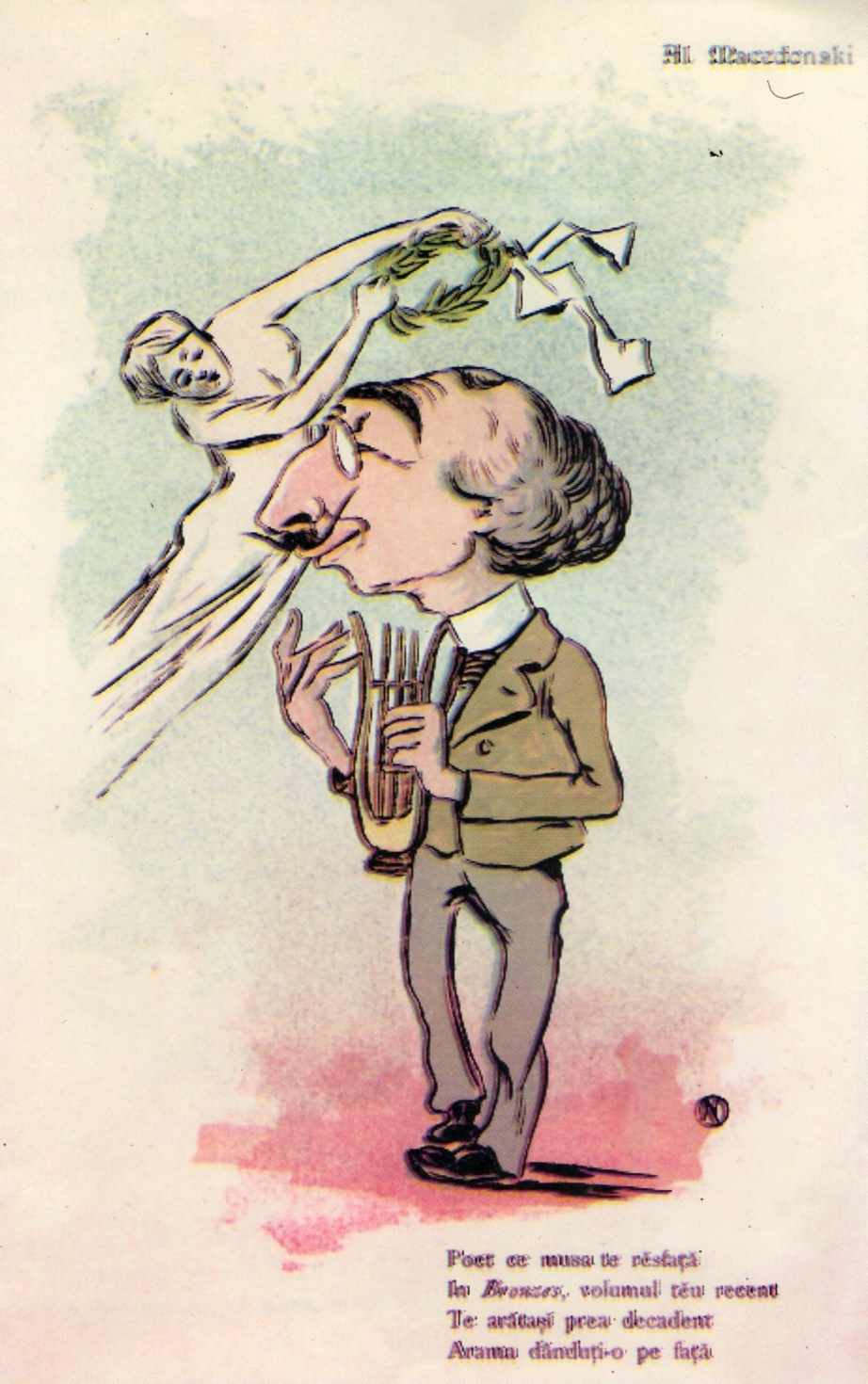
Alexandru Macedonski
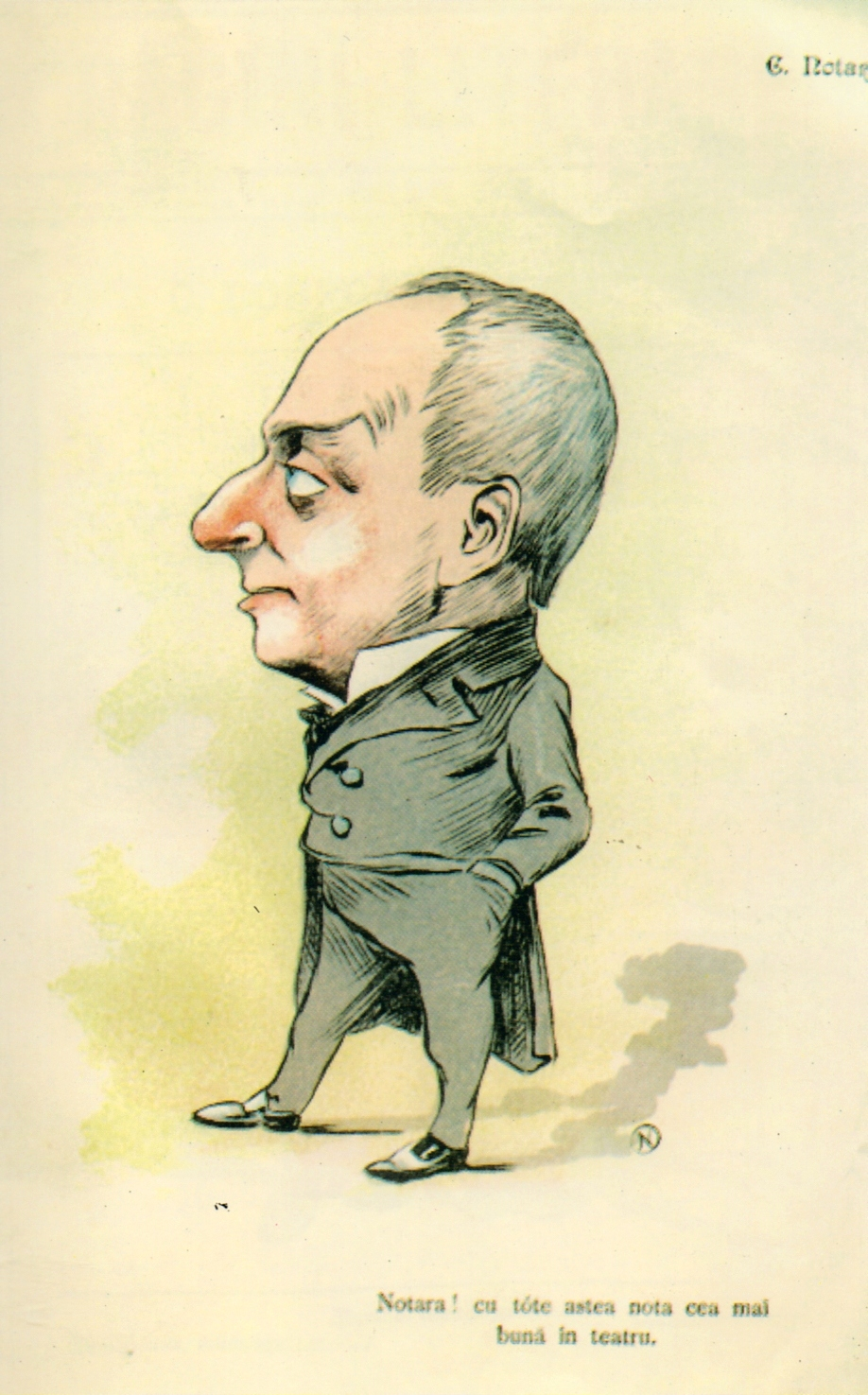
Constantin I. Nottara
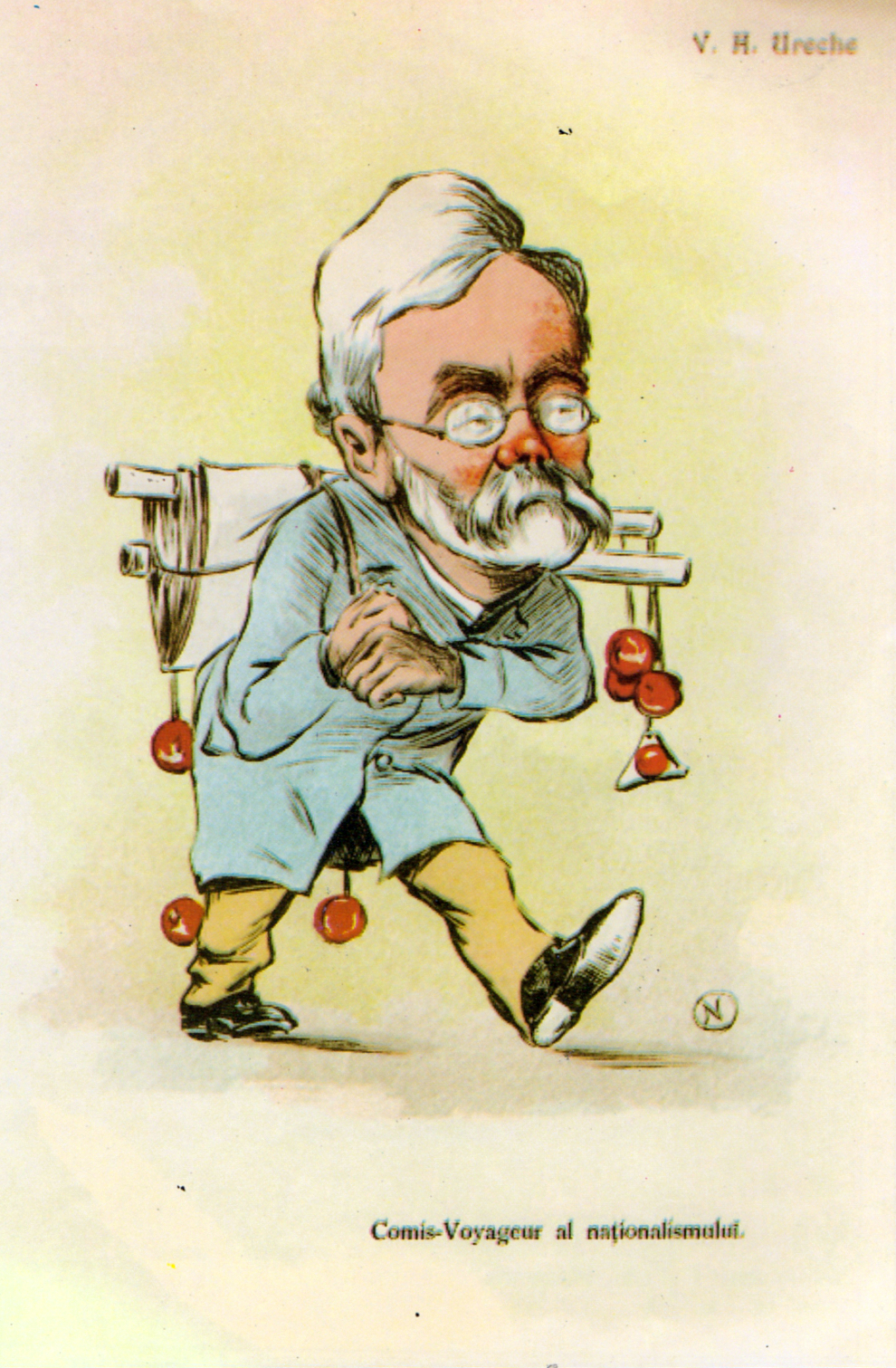
VA Urechia

Les grands intellectuels de l’époque sont aussi présents : Alexandru Macedonski, V.A. Urechia, Bogdan Petriceicu Hasdeu, Ștefan Hepites, Grigore Ventura, Constantin Nottara, Nicolae Vermont et Mihai Văcărescu. Hepites, par exemple, est revêtu du soleil, des étoiles et de la lune, une référence à se création de l’Institut météorologique de Bucarest. Văcărescu (chroniqueur de mode du journal l'Independance Roumaine apparaît comme un arbitre de la mode et du goût.

### Mon album
- Cliquez ici pour visualiser 42 caricatures de Albumul meu.

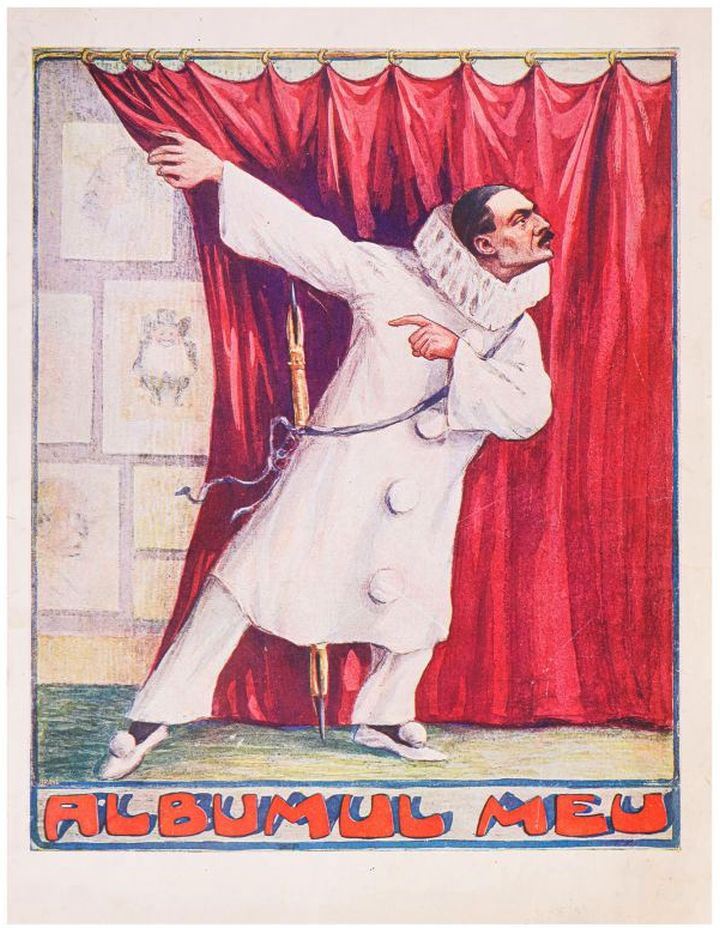
Couverture de Albumul meu

Nicolae Petrescu a publié en 1913-1914 un deuxième album intitulé Albumul meu (Mon album), édité par le journal Seara. Tudor Arghezi présente le dessinateur comme : « le meilleur des artistes de Bucarest … un véritable artiste, amoureux des couleurs et des formes, doué du goût des belles choses, de l'harmonie dans les jugements et l'esprit ».
Mon album est composé de 42 dessins réalisés à la gouache et à l'aquarelle, mais reproduits en noir et blanc. L'album est paru dans d'excellentes conditions graphiques et une fois encore présente des caricatures de grandes personnalités de l'art et de la culture ainsi que des hommes politiques de son époque. La couverture de l’album dépeint Nicolae Petrescu en costume de Pierrot. Parmi les œuvres importantes de l’album figurent par exemple le ministre des Travaux publics Barbu Ştefănescu Dela Vrancea ( Trubadur) avec une locomotive dans une main, l'autre tirant une mule ; ou Virgil Arion représenté comme un corbeau sur une patte ; ou encore Alexandru Marghiloman sur un cheval de course, une allusion à son penchant pour l'hippodrome.

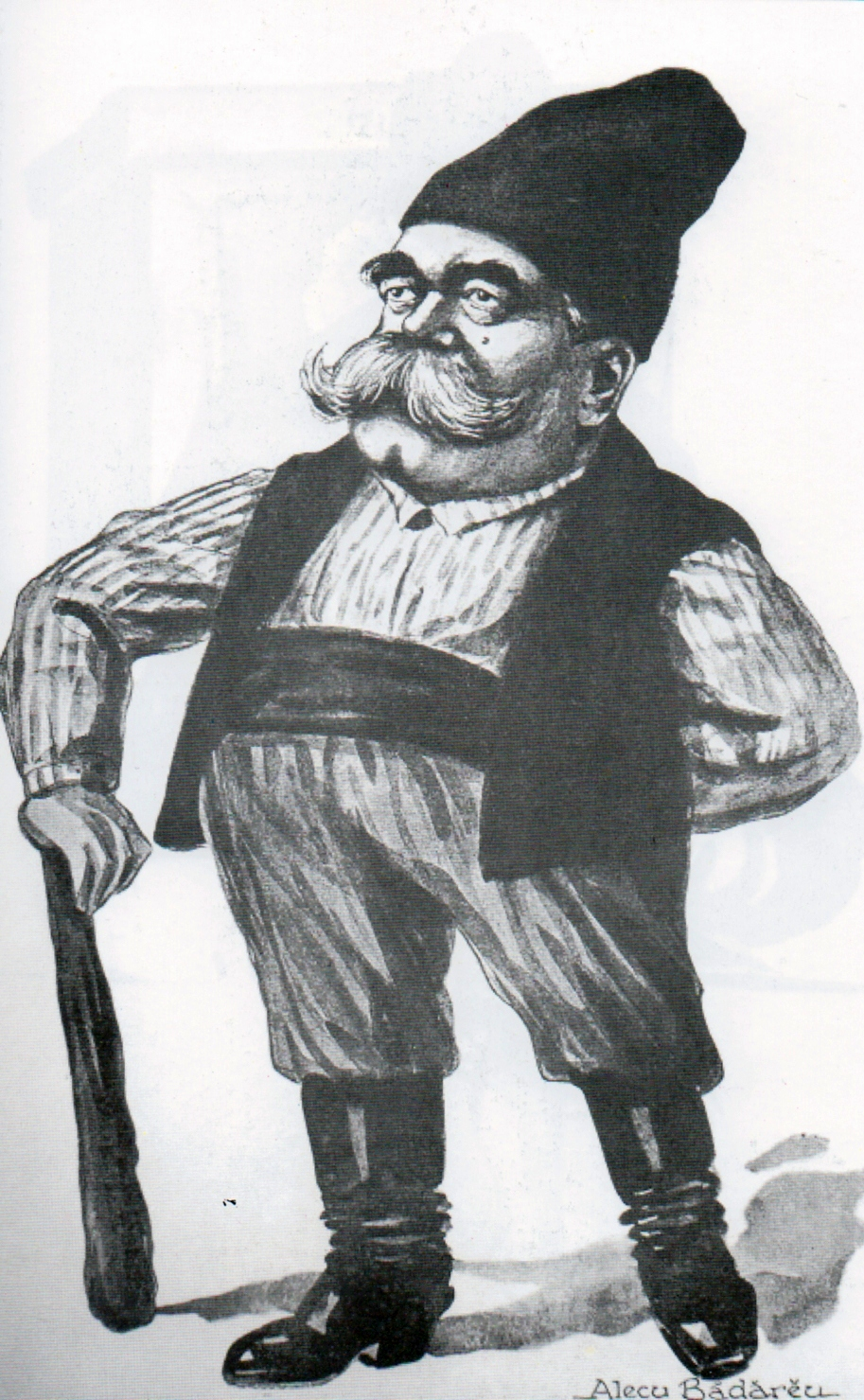
Alexandru Bădărău
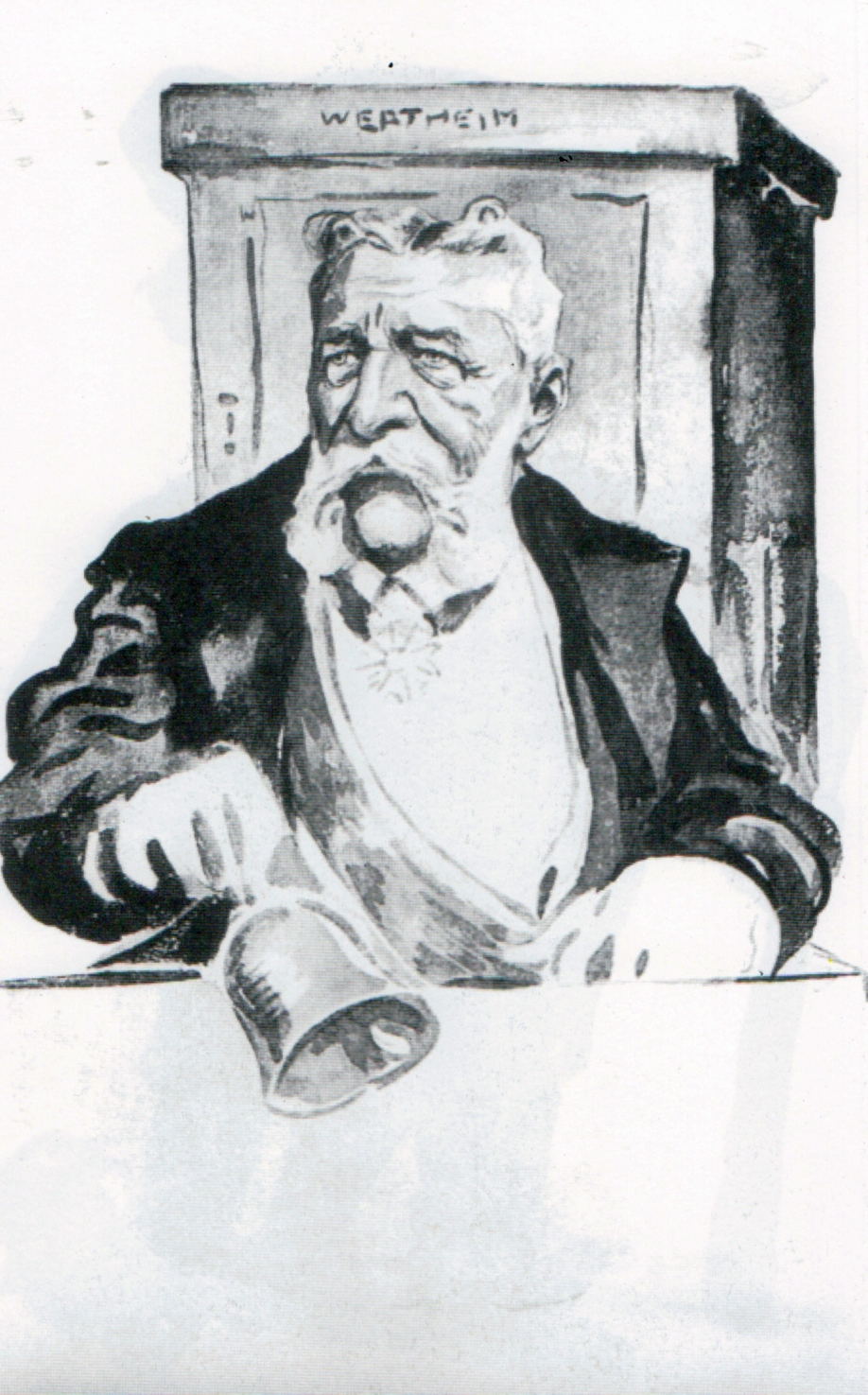
Nababul
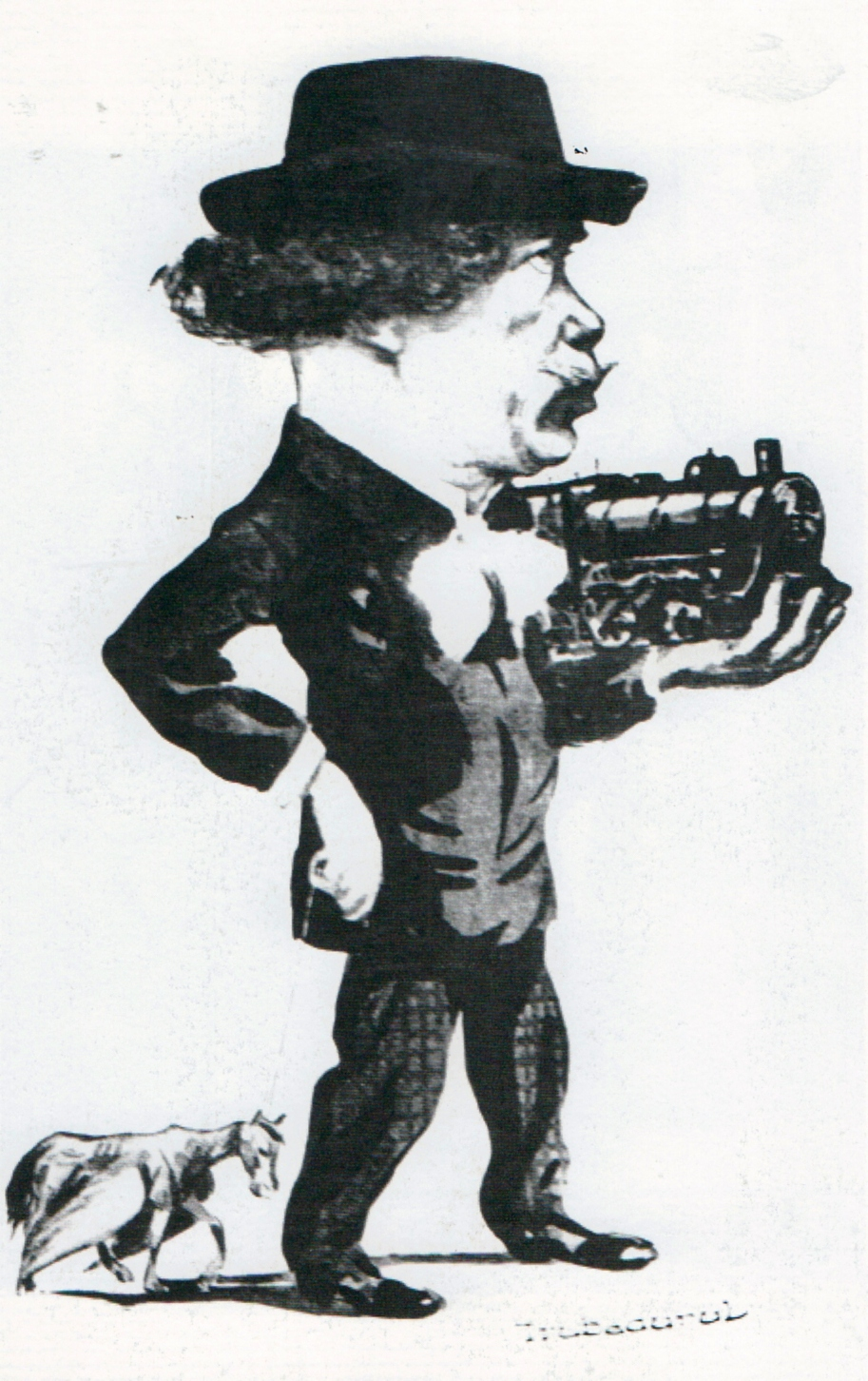
Trubadurul
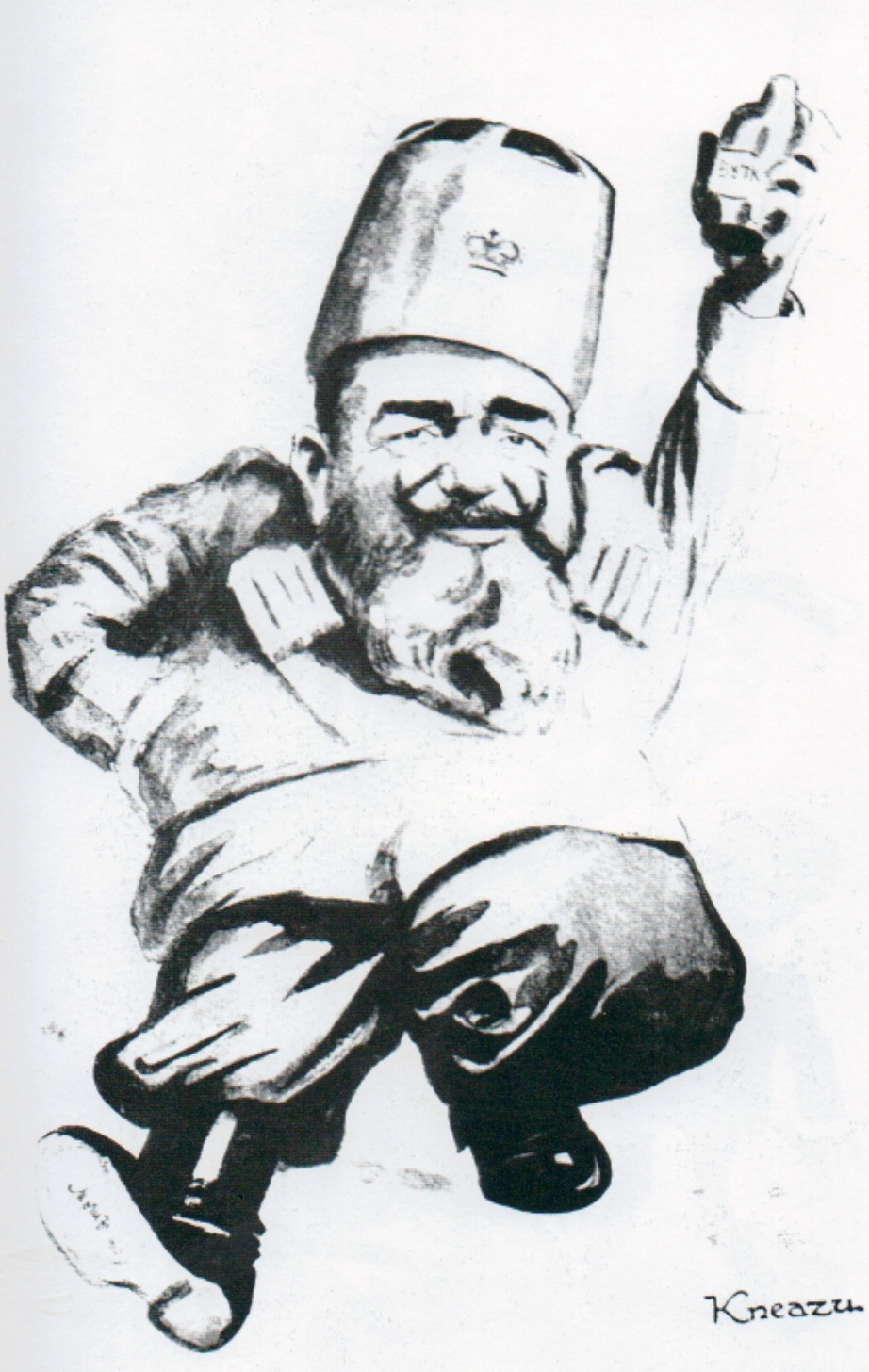
Kneazul
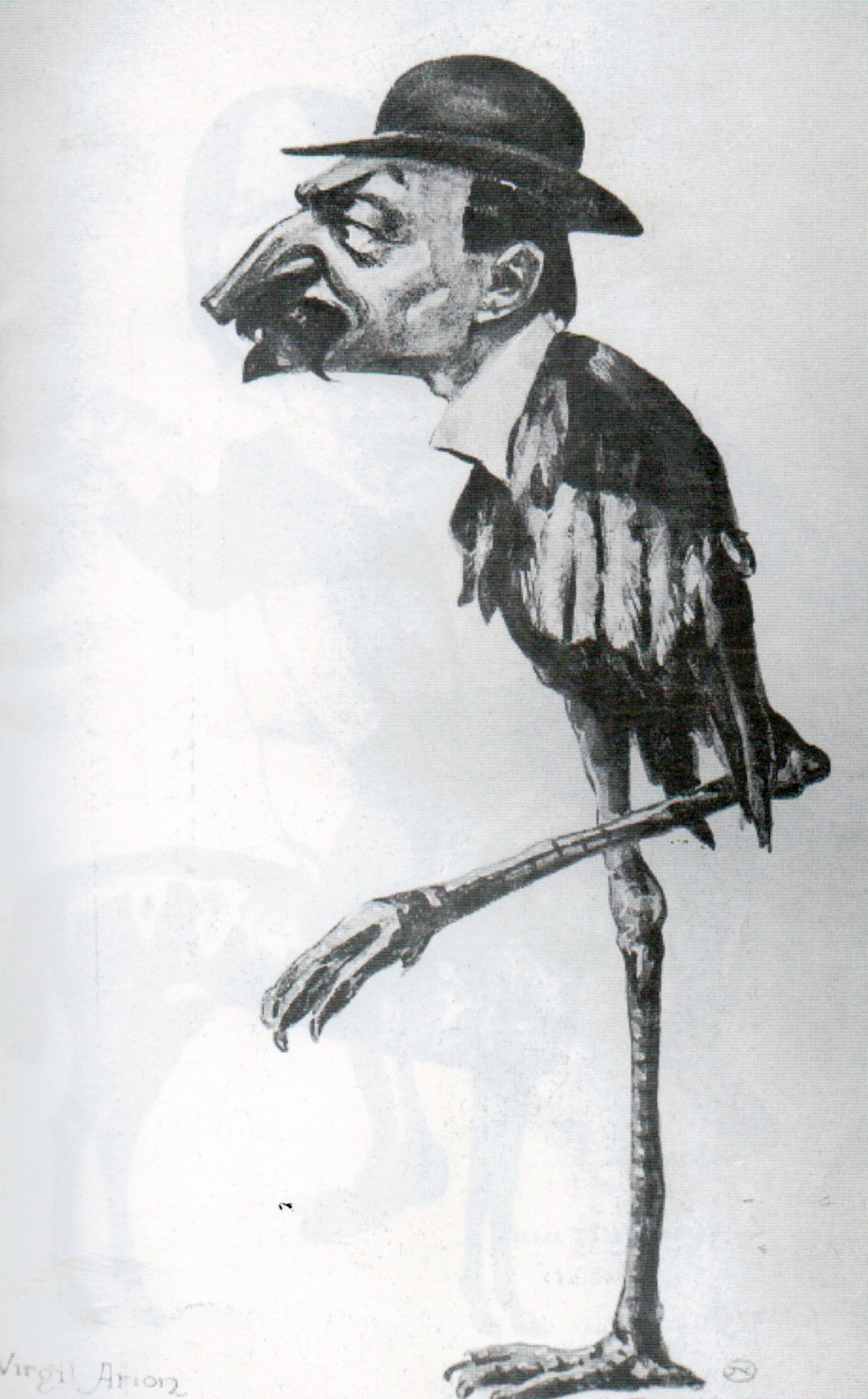
Virgil Arion
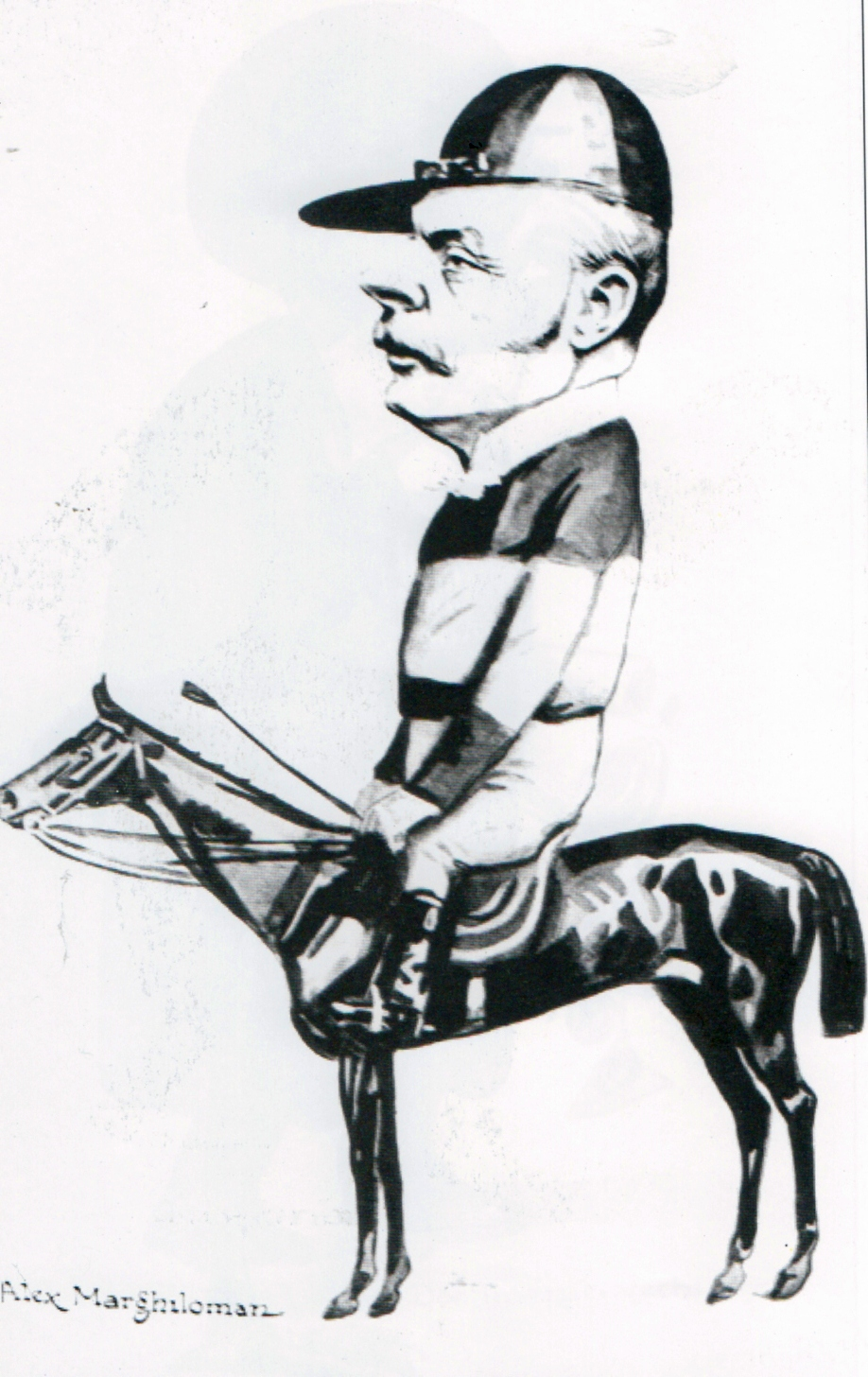
Alexandru Marghiloman

Une œuvre spéciale est celle intitulée « Architectes diplômés par le gouvernement français ». Il s'agit d'une composition de 15 portraits des architectes Ion D. Berindey, Paul Smărăndescu, Nicolae Nenciulescu, Nicolae Ghica-Budești, Duiliu Marcu, Davidescu, Petre Antonescu, Ștefan Burcuș, Leonida Negrescu, Dorneanu, Daniel Renard, Scarlat Petculescu, Bacomei et Jean Pompilian. Les architectes portent les plans de bâtiments représentatifs pour chacun.

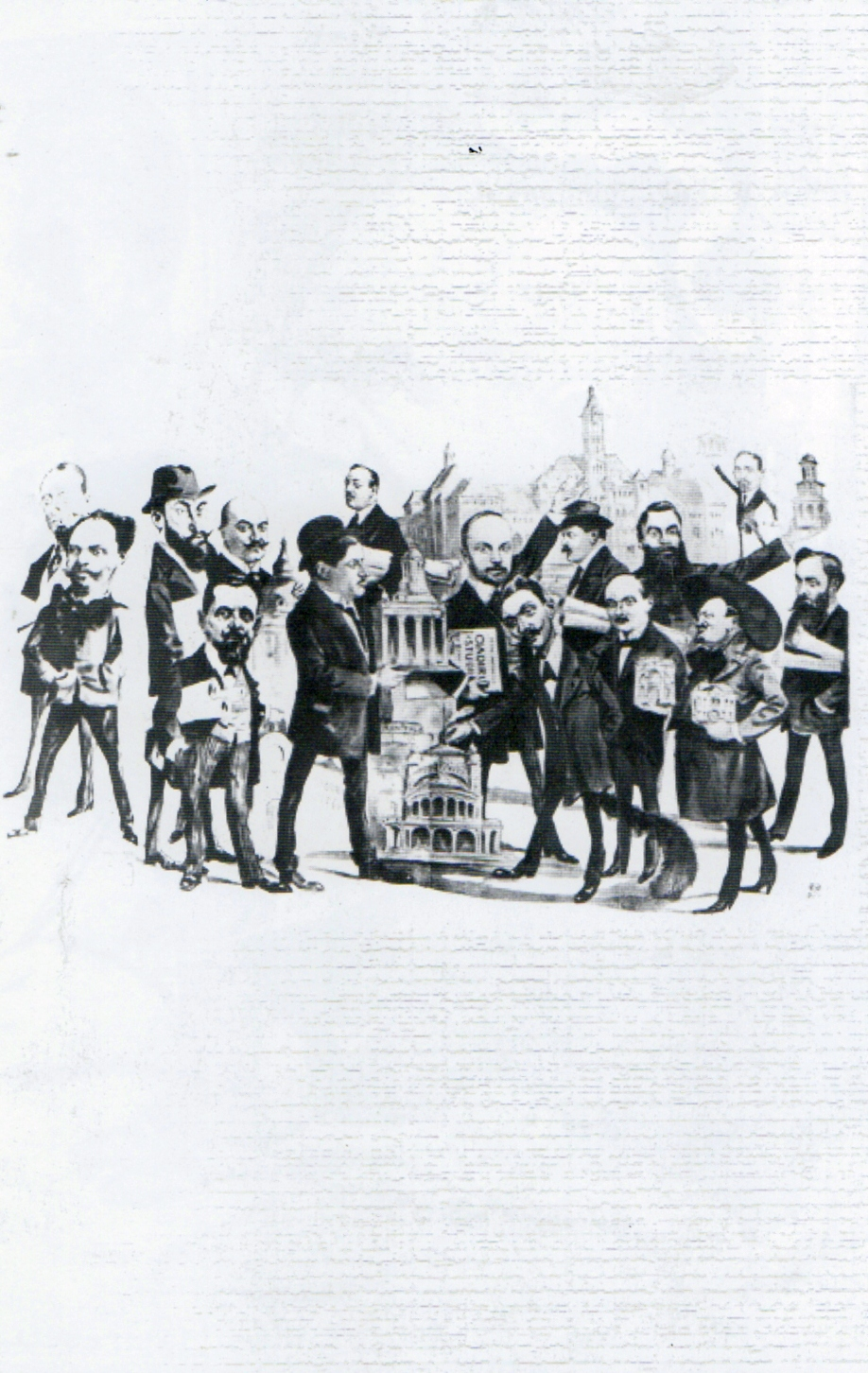
Architectes diplômés…
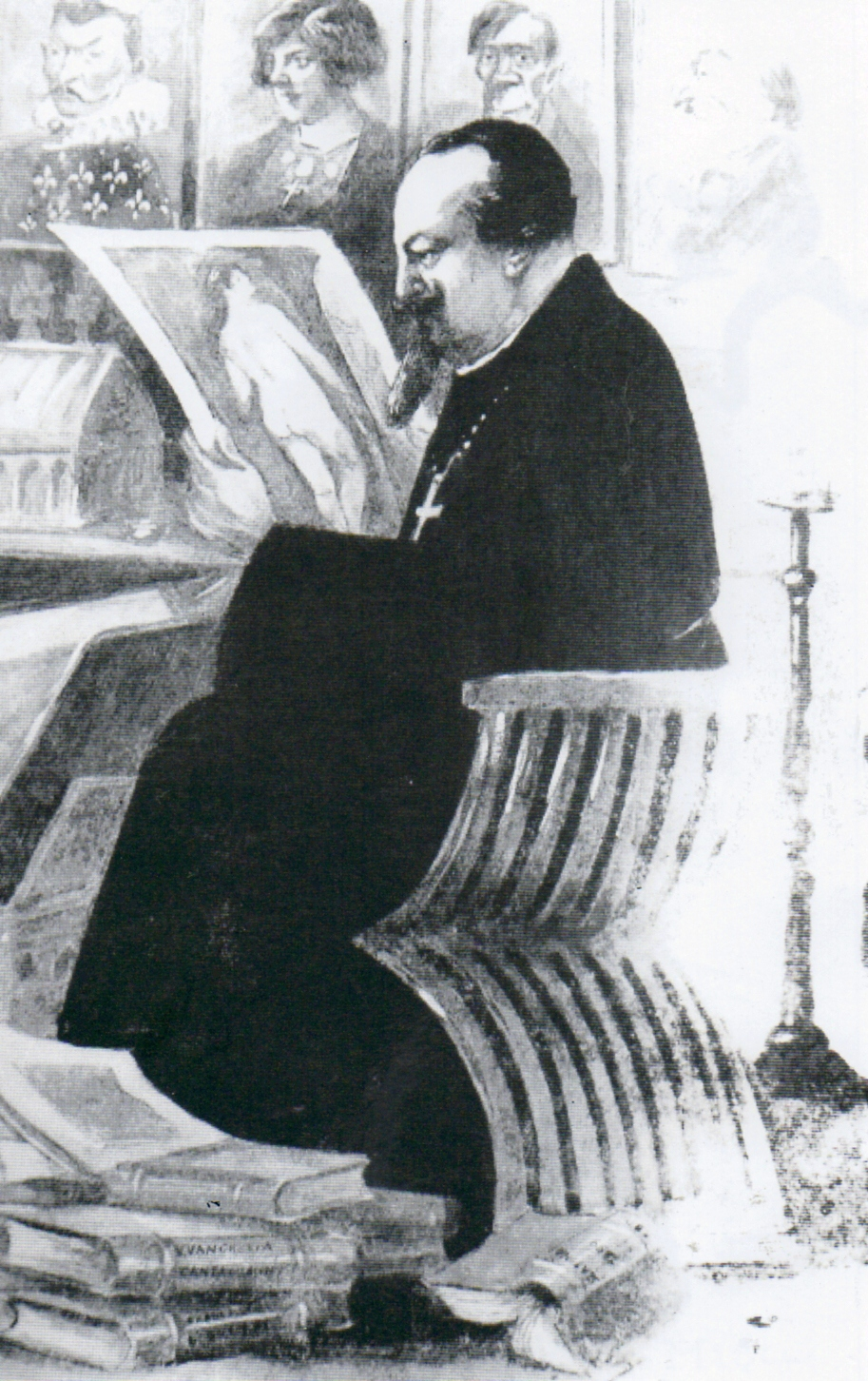
Bogdan-Pitești
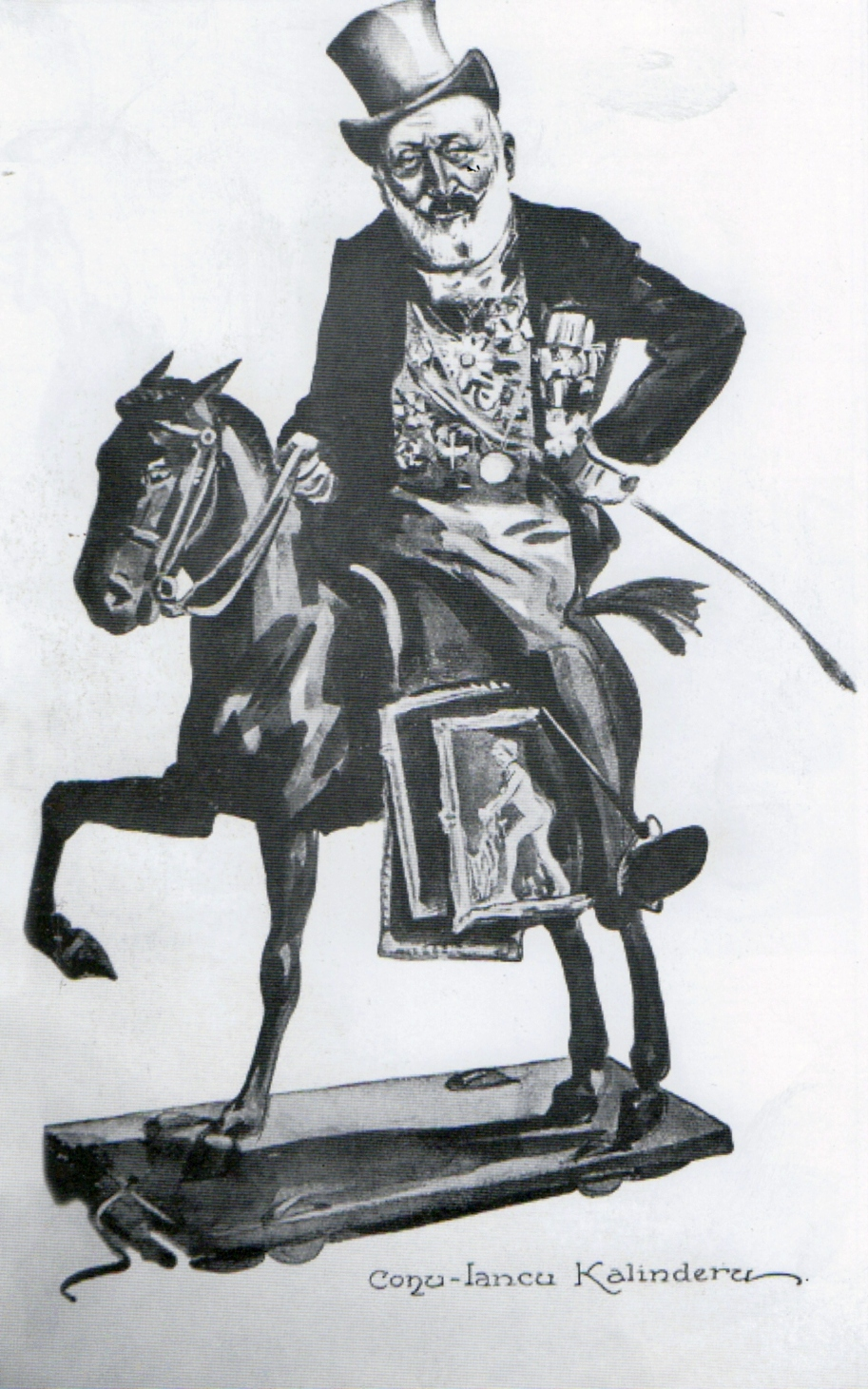
Iancu Kalinderu
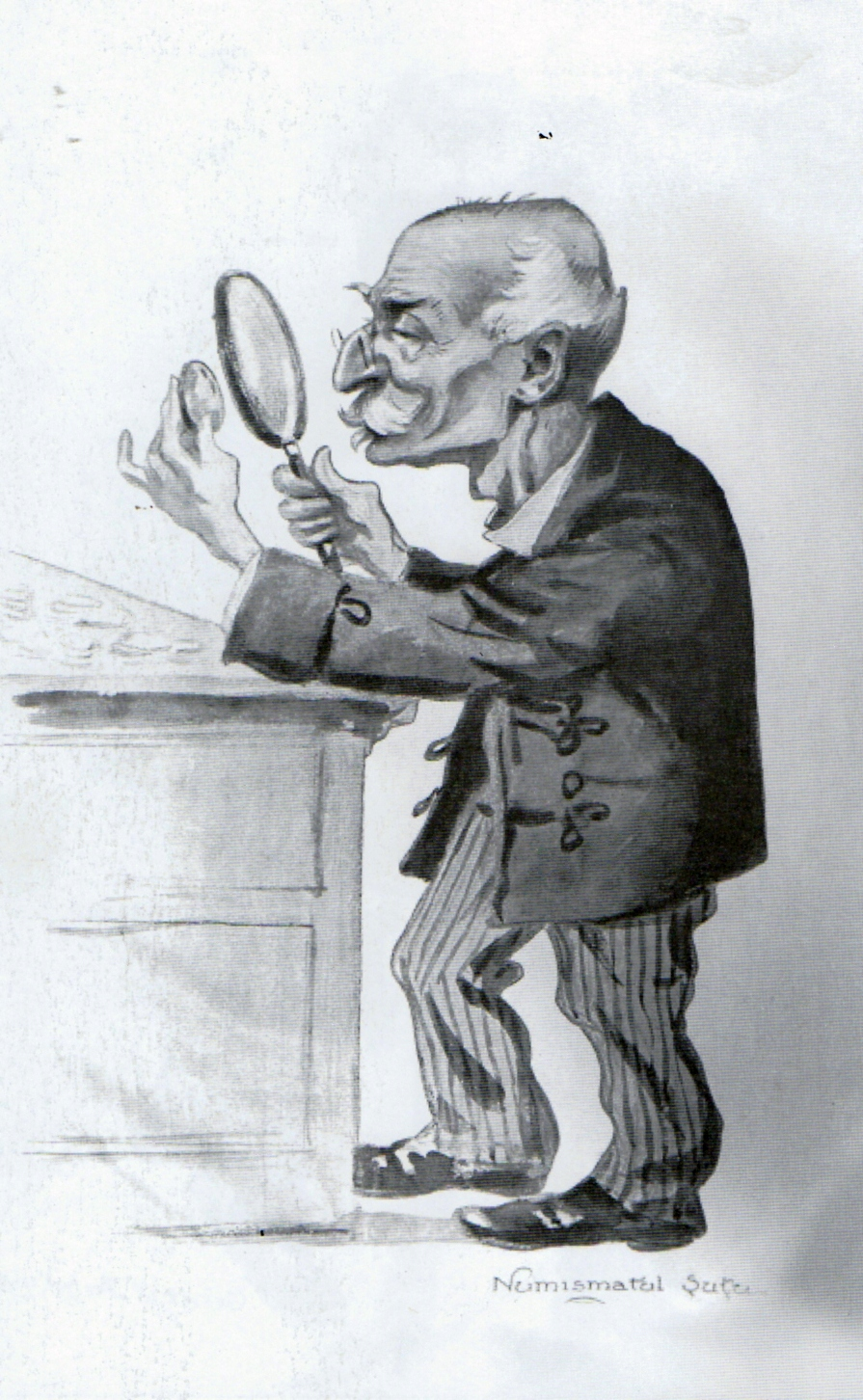
Numismatul
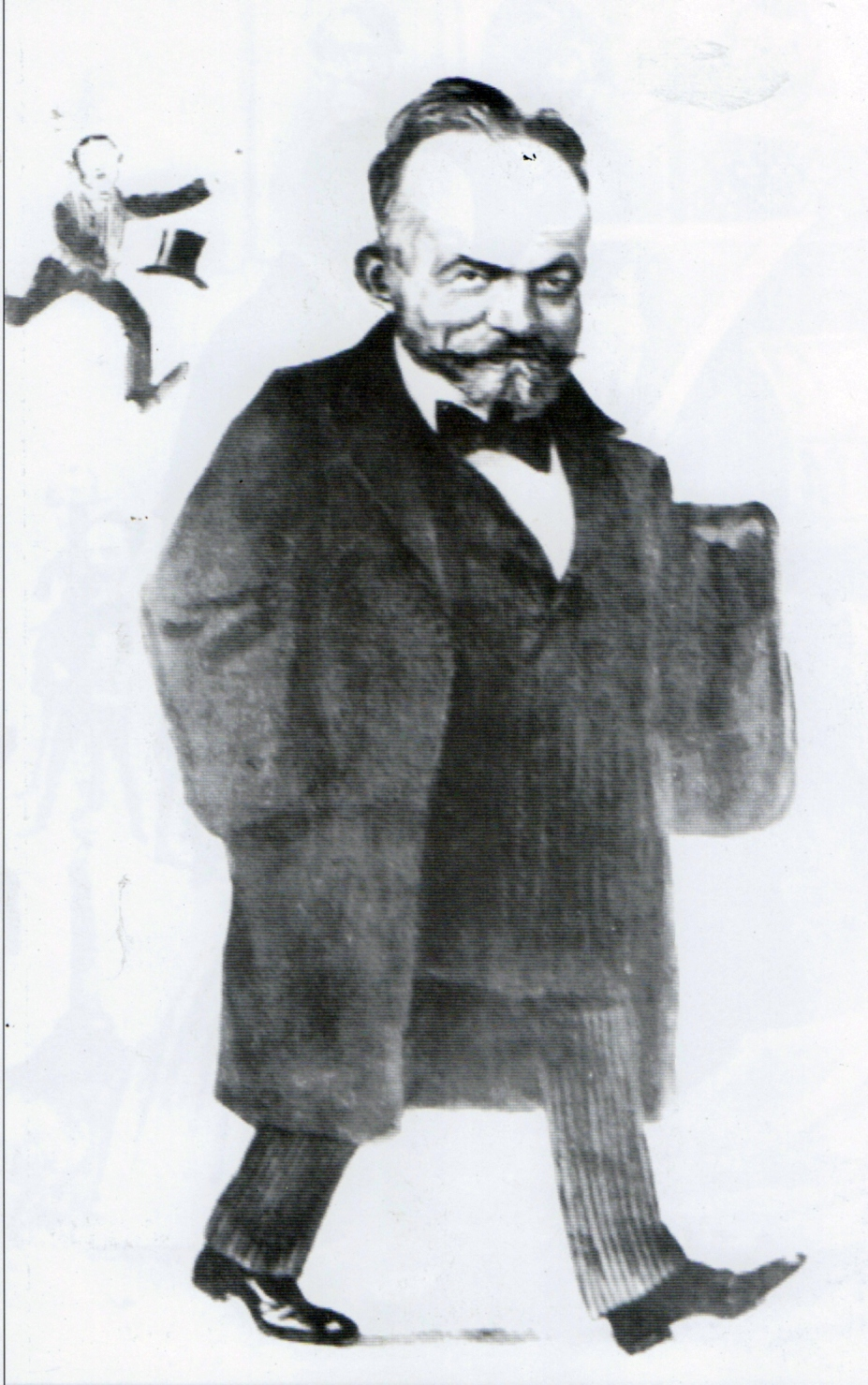
Constantin Disescu
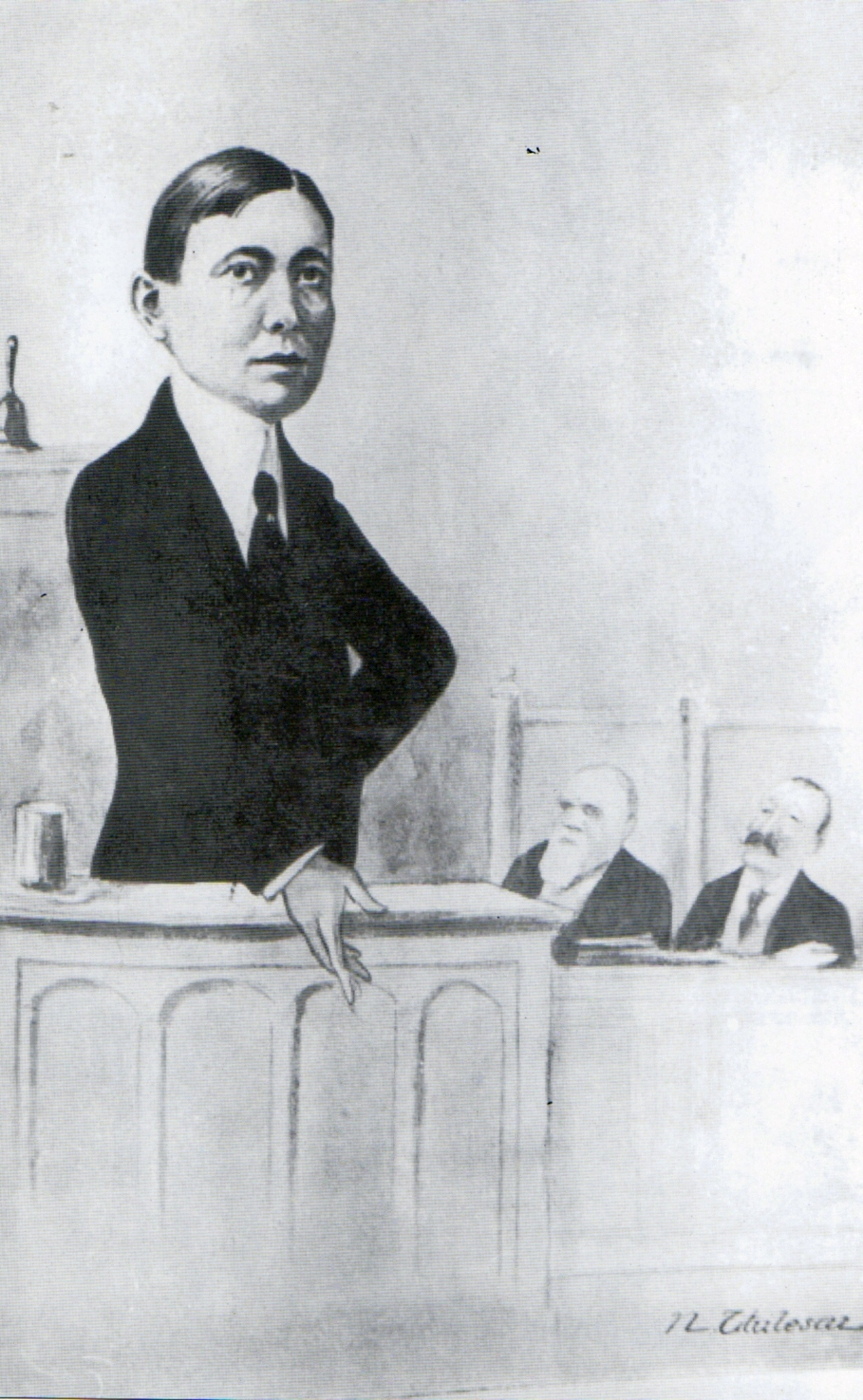
Nicolae Titulescu
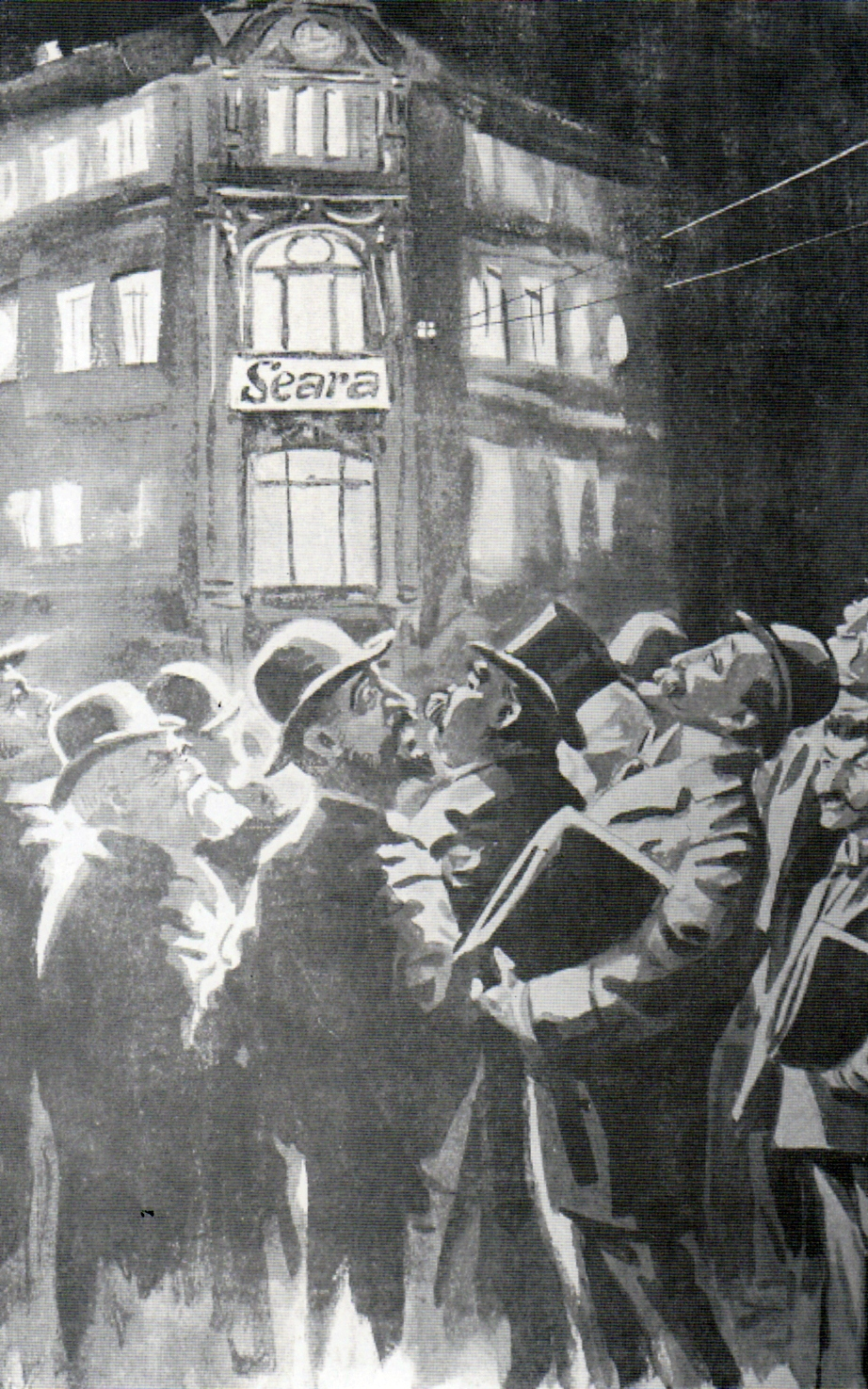
En attente…

Sont également représentés Alexandru Bogdan-Piteşti, vêtu d’habits catholiques (faisant allusion à sa conversion) et feuilletant dans une bibliothèque un catalogue de nus ; Iancu Kalinderu à cheval ; Nicolae Titulescu plaidant en justice, A.C. Parlé en Don Quichotte ou Ion Brezeanu en équilibre sur un ballon disant E pur si move ! La dernière page annonce « En attente de la parution du journal Serea » une pancarte figurant maintes fois sur la façade du journal.

### Repos dominical au Sénat
Nicolae Petrescu assiste souvent aux sessions parlementaires, notamment lors de questions aux membres du gouvernement. Participant en mars 1908 à une session dont l’ordre du jour était le repos dominical (une requête présentée par les membres du patriarcat), il s’inspire des scènes qu’il a vues pour un album Le repos dominical au Sénat, qui inclut quatre aquarelles.
Une des aquarelles représente un paysan en difficulté devant une bifurcation : une route va vers une taverne et l’autre vers une église plus loin à l'horizon. Le paysan fait son choix en disant : « Si le Seigneur met la taverne sur le chemin… ».
Une autre caricature montre le primat métropolite Iosif [Gherghian], le métropolite de Moldavie I.P.S. Partenie [Clinceni] et l'évêque du Bas-Danube en train de courir, tandis que Dimitrie Sturdza tente de les retenir par leurs vêtements sacerdotaux. La légende indique : « Si vous repoussez la légende du repos dominical, nous n'avons plus rien à voter au parlement ».

### Journaux et revues
Nicolae S. Petrescu-Găină a été très apprécié de la presse de son époque. Après la mort du dessinateur et caricaturiste Constantin Jiquidi en 1898, Nicolae Petrescu est devenu l’un des plus importants caricaturistes de Roumanie. Ses croquis de personnages du temps, avec leur morale facile à saisir et leur légèreté, sans discussion des graves problèmes socio-politiques auxquels la société roumaine était confrontée à la fin du XIXe siècle, plaisaient aux journaux et Petrescu a publié de nombreux dessins dans Pagini literare, Adevărul de joi, Furnica, Zeflemeaua, Adevărul, Războiul, Drapelul et  Țivil-Cazon,. Les sujets variaient selon les journaux.
Entre le 21 janvier 1899 et le 30 mars 1900, Nicolae Petrescu-Gain a ainsi contribué à la une du journal Pagini literare, avec des dessins et des caricatures décrivant les personnalités marquantes du temps. 

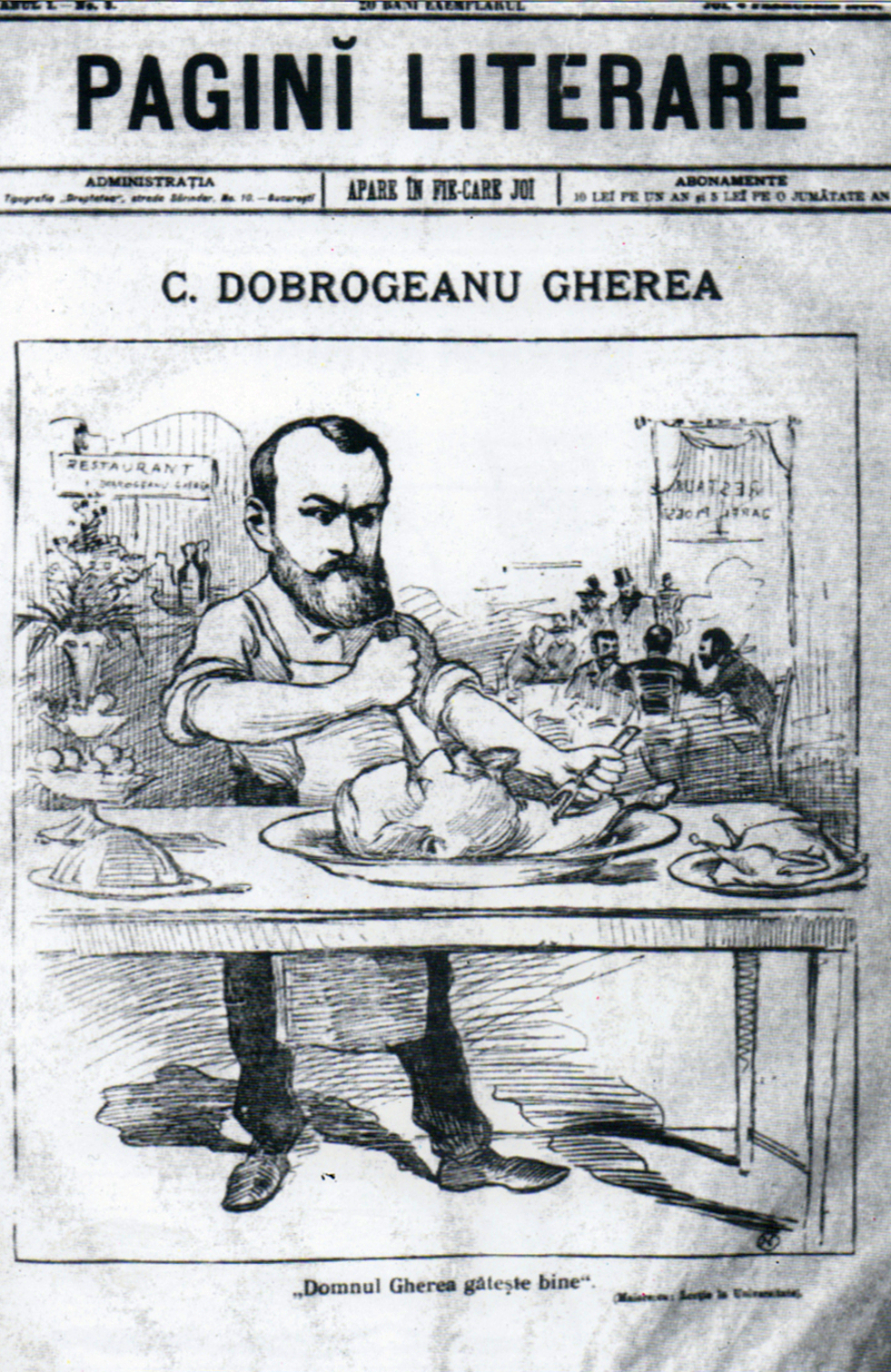
Gh.D. Gherea
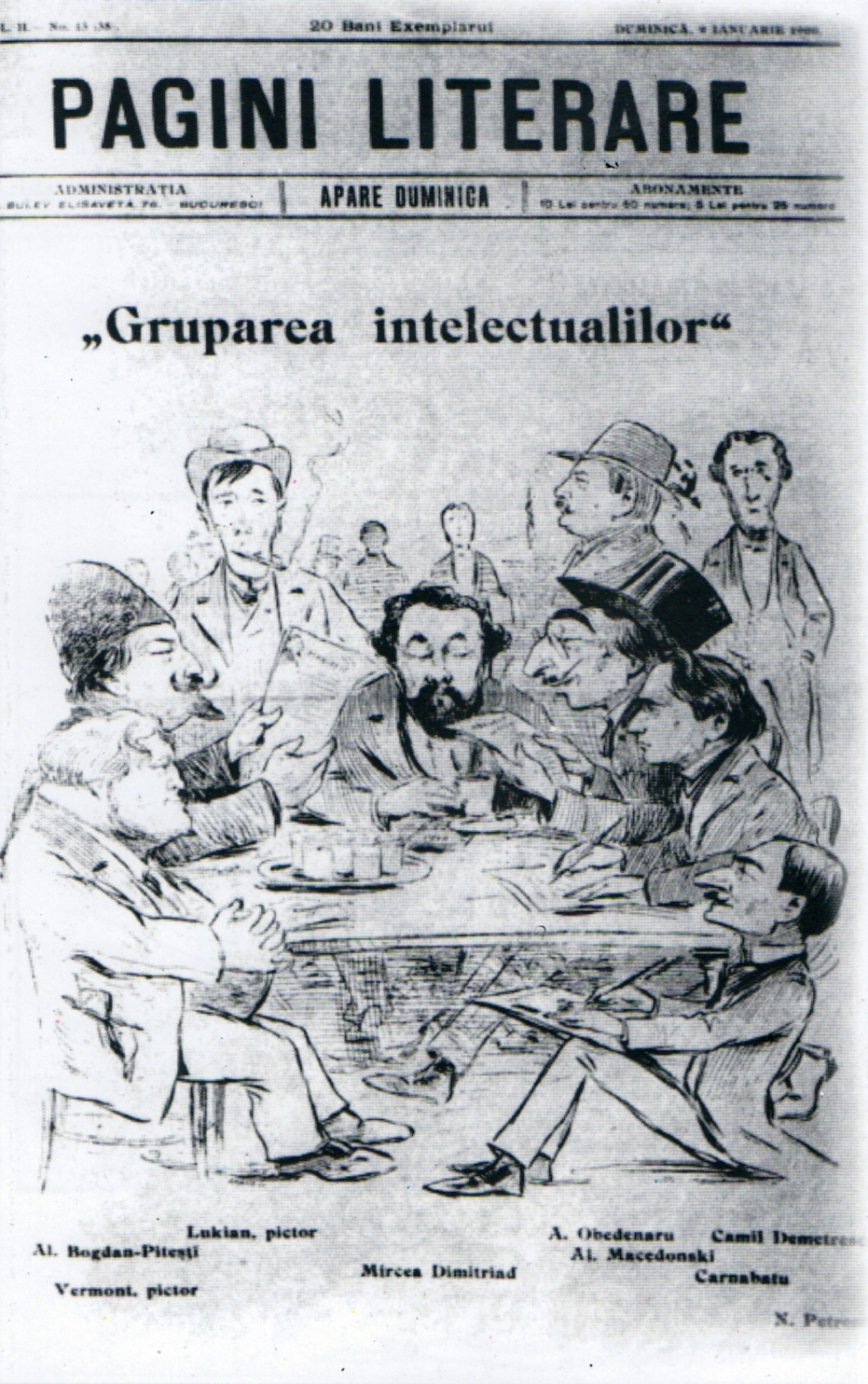
Groupe d'intellectuels
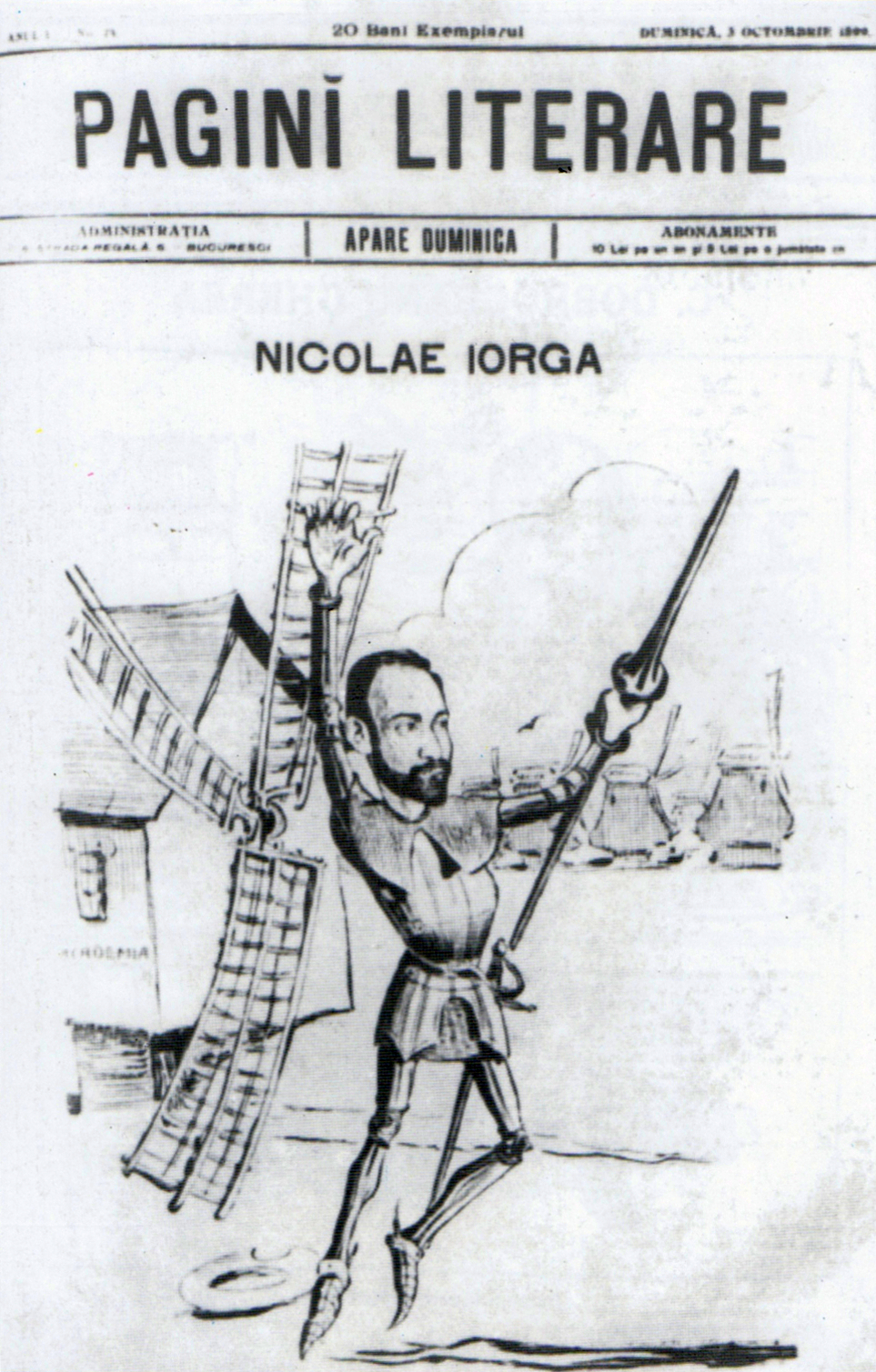
Nicolae Iorga
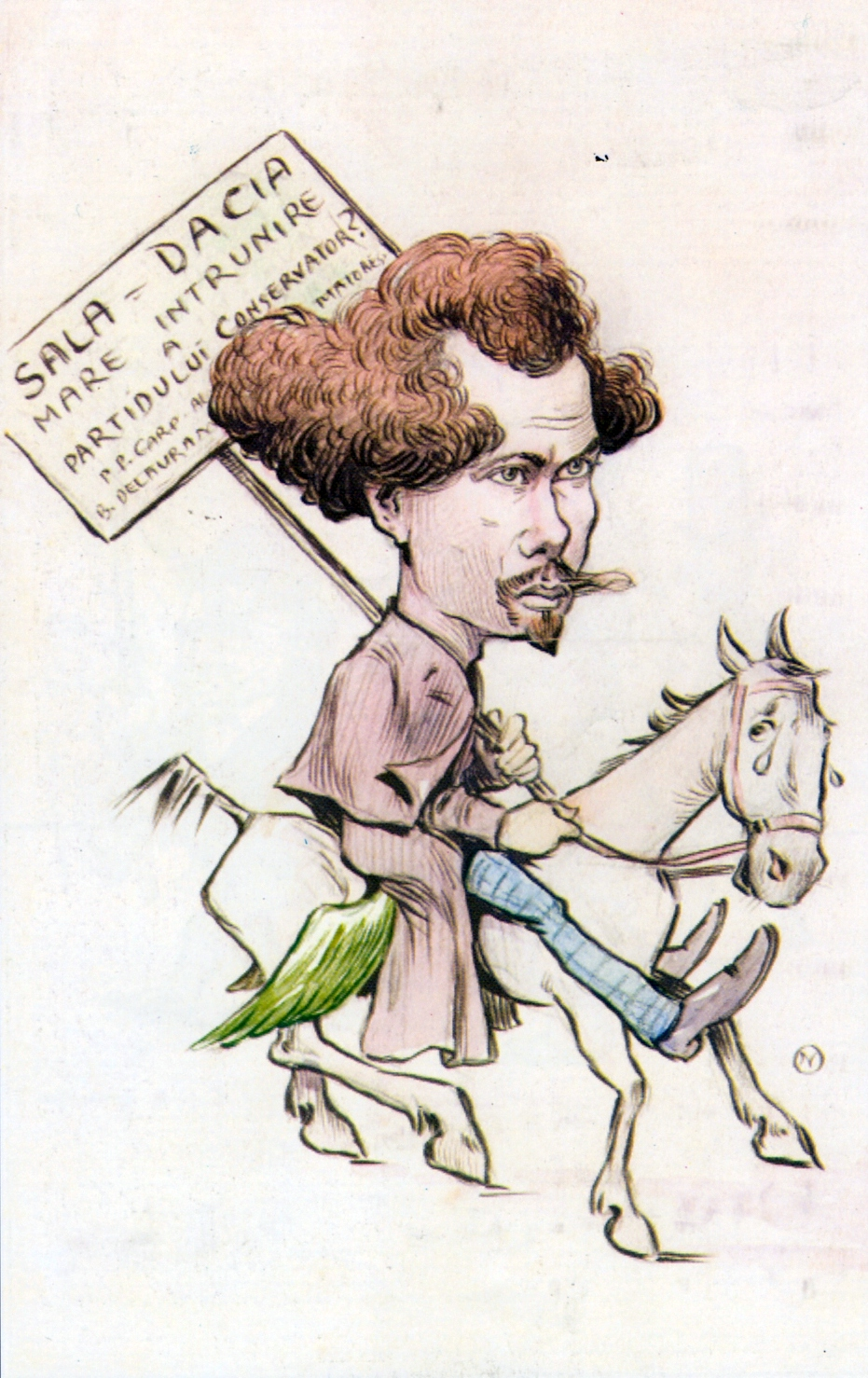
Barbu Șt. Delavrancea

Il a également publié une série de compositions telles que « Groupe d'intellectuels », représentant Stefan Luchian, Alexandru Bogdan-Piteşti, Nicolae Vermont, Mircea Demetriade, Alexandru Macedonski, Alexandru Obedenaru et d’autres, autour d’une table où ils dessinent, lisent, écrivent, discutent, ou encore « Éditorial d'Adevărul » où les rédacteurs en chef chantent ou écrivent,. Une série intitulée « Universitaires » groupe des portraits d'enseignants de l’université de Bucarest et de l’université de Iași.
En 1898-1899, Nicolae Petrescu-Găină a exécuté une série de caricatures à caractère politique pour le journal Adevărul de Joi, comme « Faits et discours » ou « La prière du traître ». 

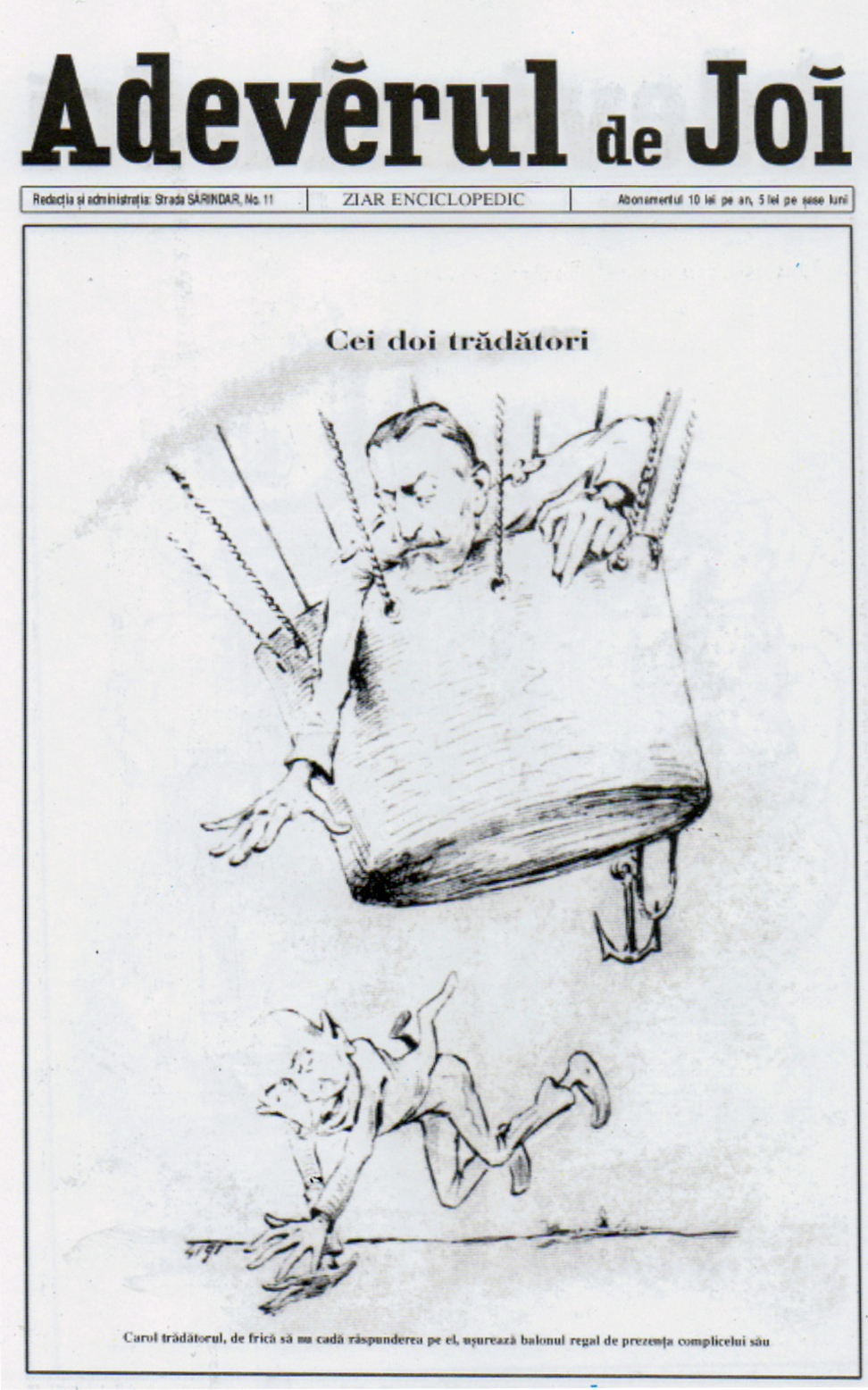
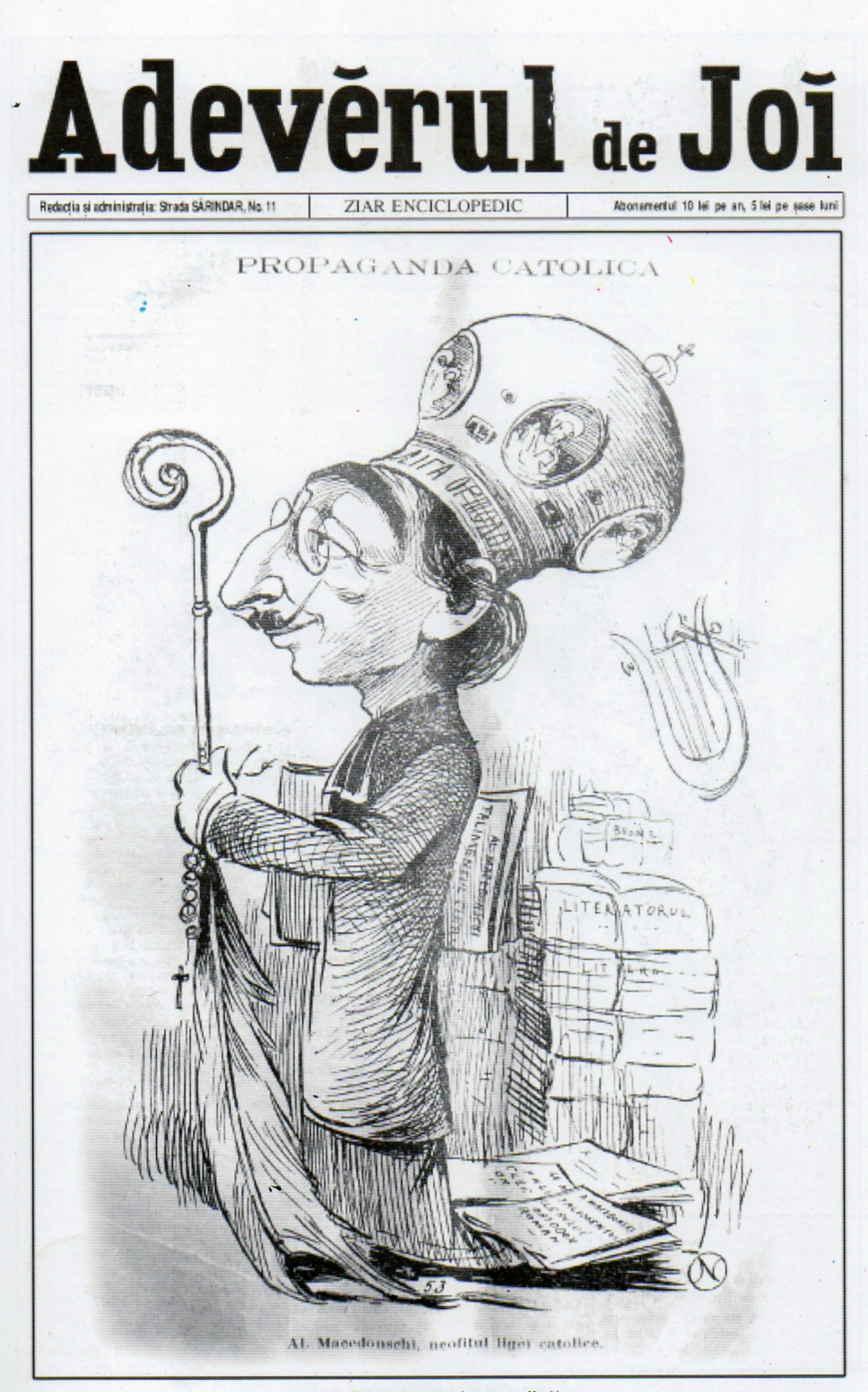
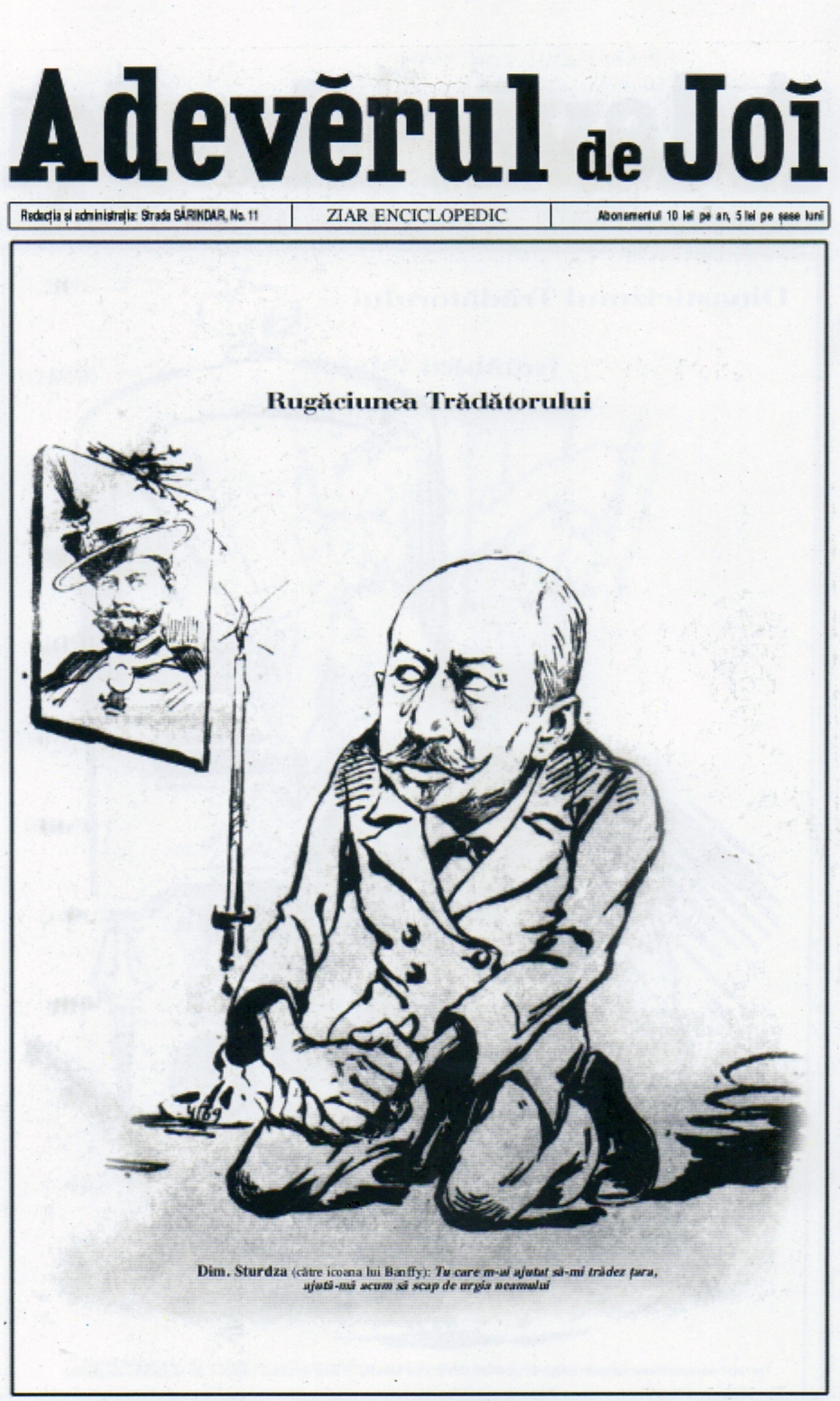
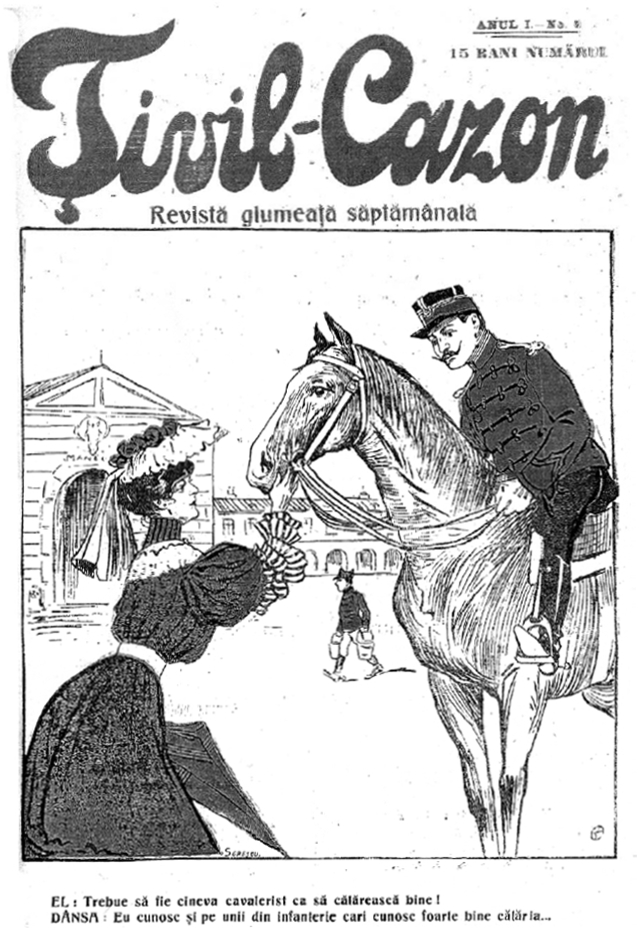
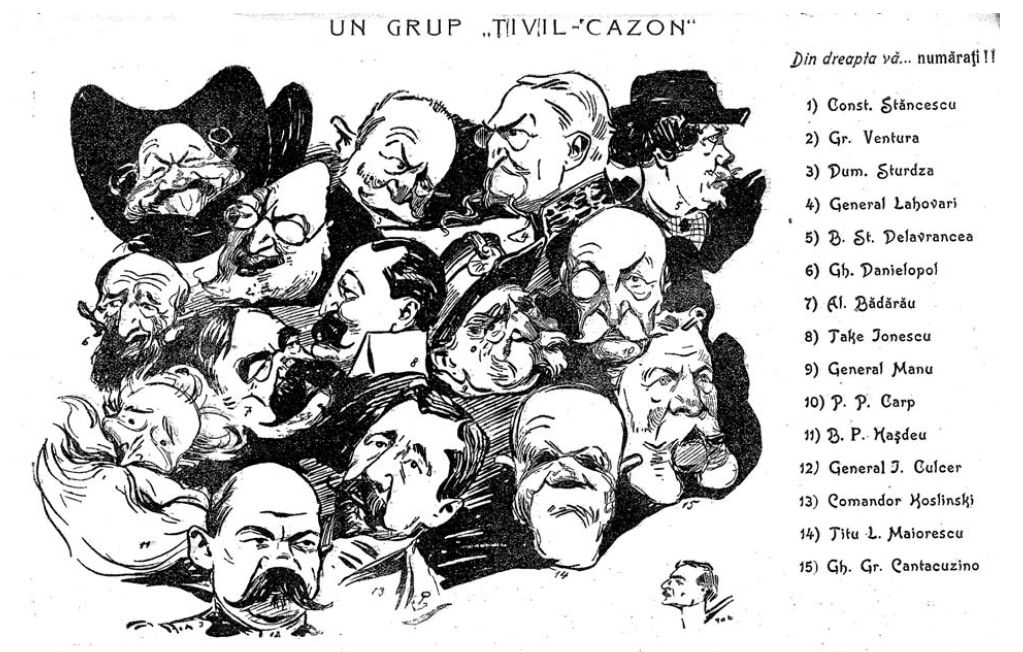

Dans le magazine Zeflemeaua édité par George Ranetti, Petrescu est l'auteur de dessins regroupés sous le titre « Manœuvres d’automne » et représentant les soldats de manière comique ; il a également consacré des dessins aux relations internationales, par exemple au fait que le roi Carol I n’était pas invité aux festivités bulgares marquant les 25 ans de la fin de la guerre de 1877.
La plupart des dessins de Ţivil-Cazon ont été réalisés par Nicolae Petrescu-Găină et repris dans Zeflemeaua : il s’agit encore de caricatures s’inspirant de la vie quotidienne des soldats et des officiers pendant leurs loisirs ou à la caserne, ou de portraits et de caricatures de personnalités politiques et militaires, comme Jacob Lahovari, John Culcer, Gheorghe Manu ou le commandant Emanoil Koslinski.
À la fin de 1904, dans le magazine Furnica, se trouve une œuvre de Petrescu représentant le peintre Ştefan Luchian, un pinceau dans une main, une palette dans l’autre, une cigarette au coin de la bouche et un chapeau sur la tête. Le commentaire de la caricature est aussi suggestif : « Peintre Luchian qui a ouvert une admirable exposition à l'Athénée, ce qui prouve que le Beau peut très bien être représenté par un méchant ». Dimitrie Sturdza a également droit à une caricature remarquable, en « banni du paradis du pouvoir » (allusion à la chute du gouvernement). Les deux caricatures ont été éditées en deux couleurs.

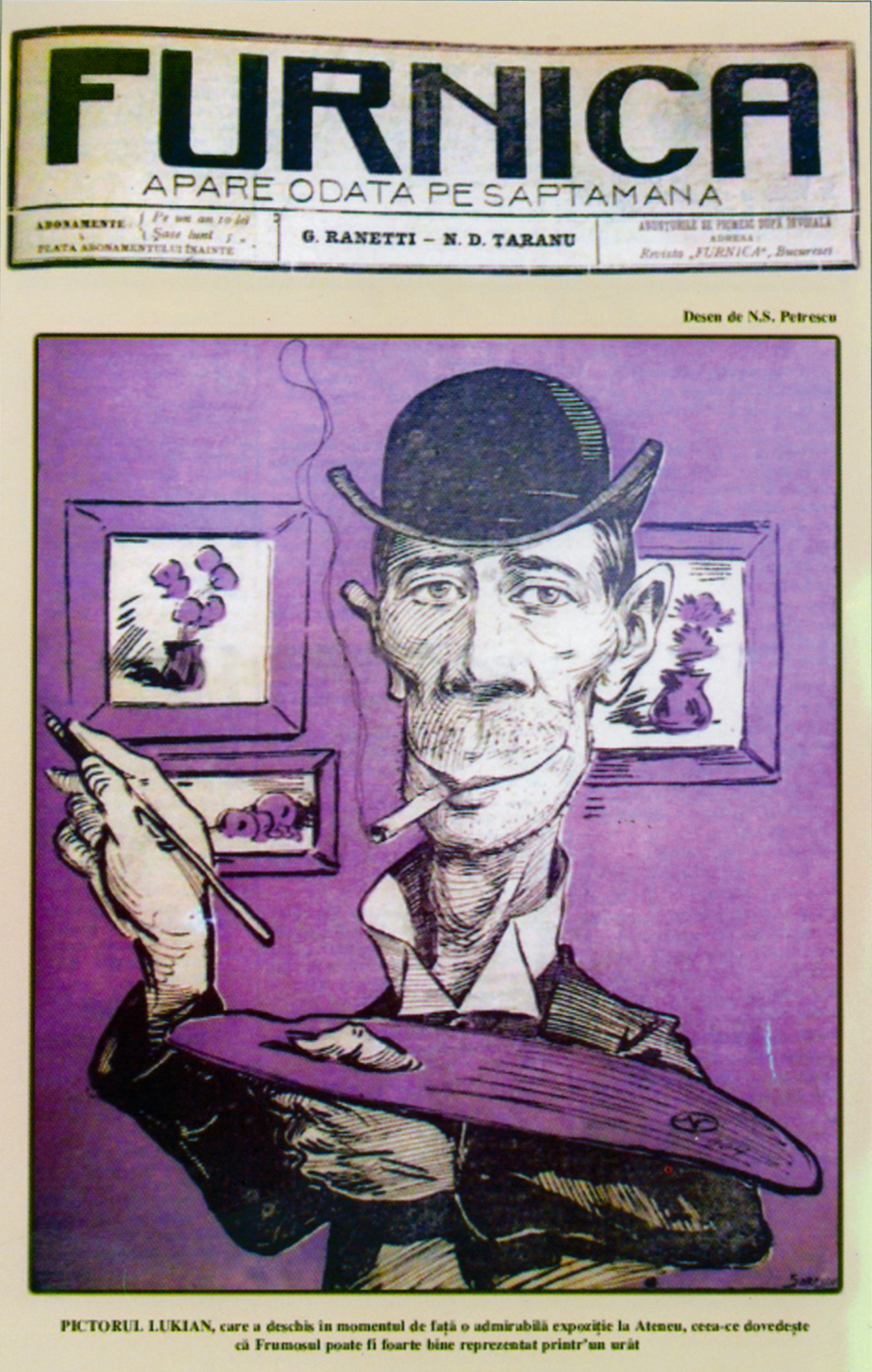
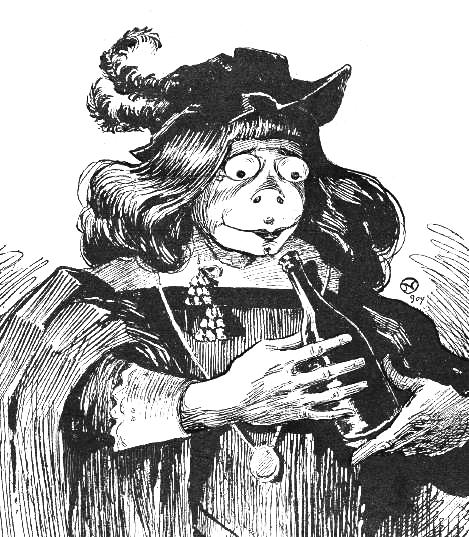
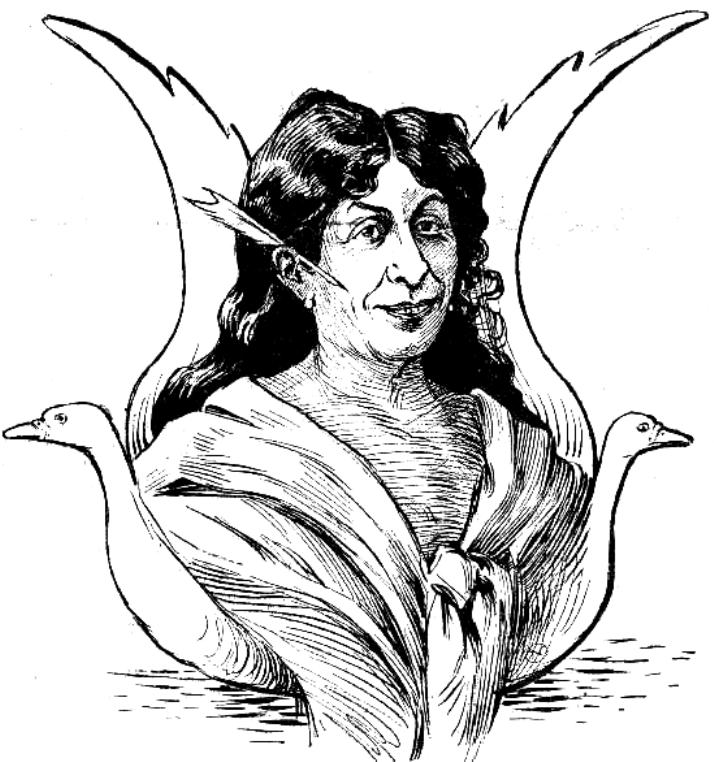
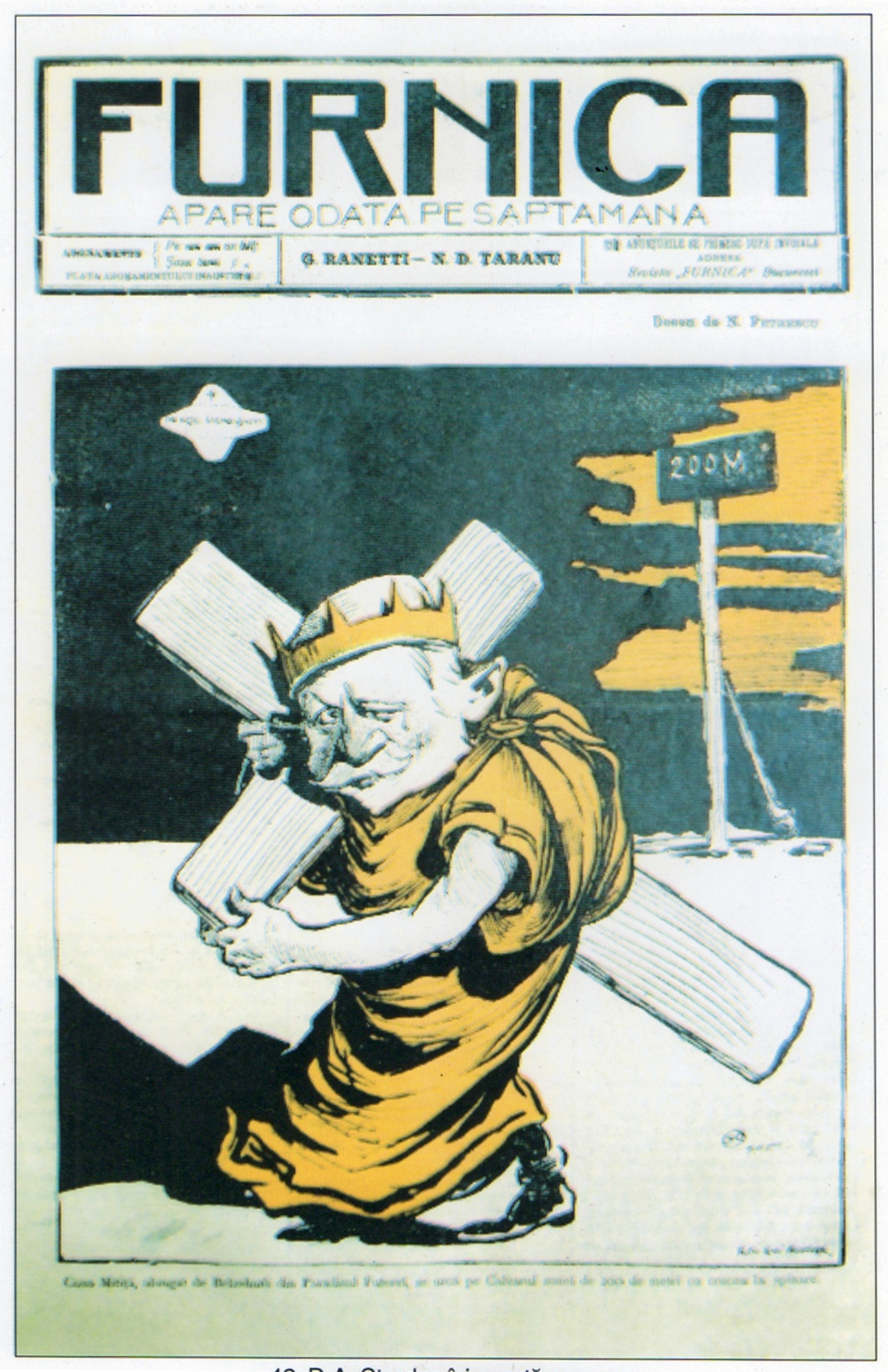

### Portraits

Portraits de Ștefan Luchian
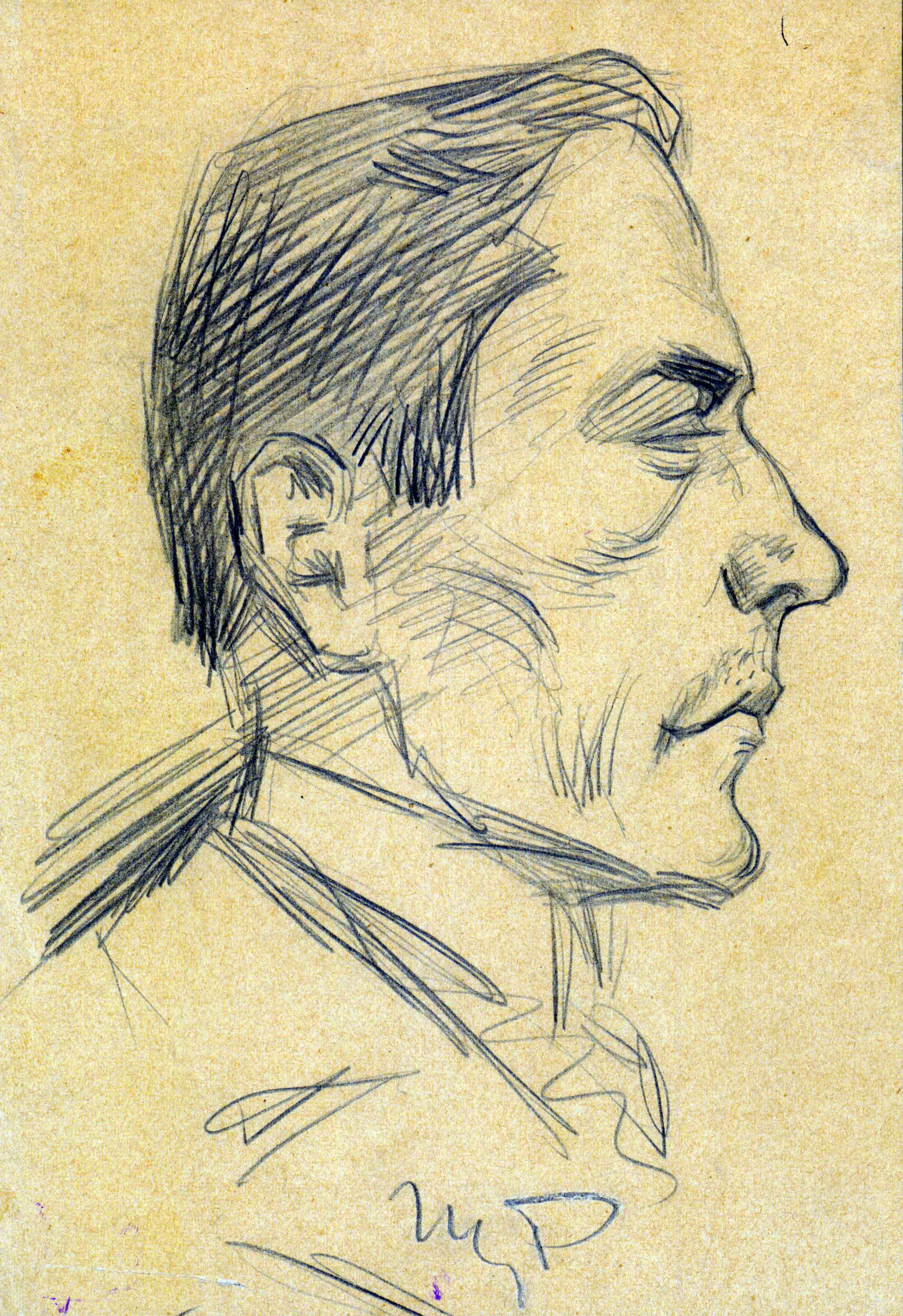
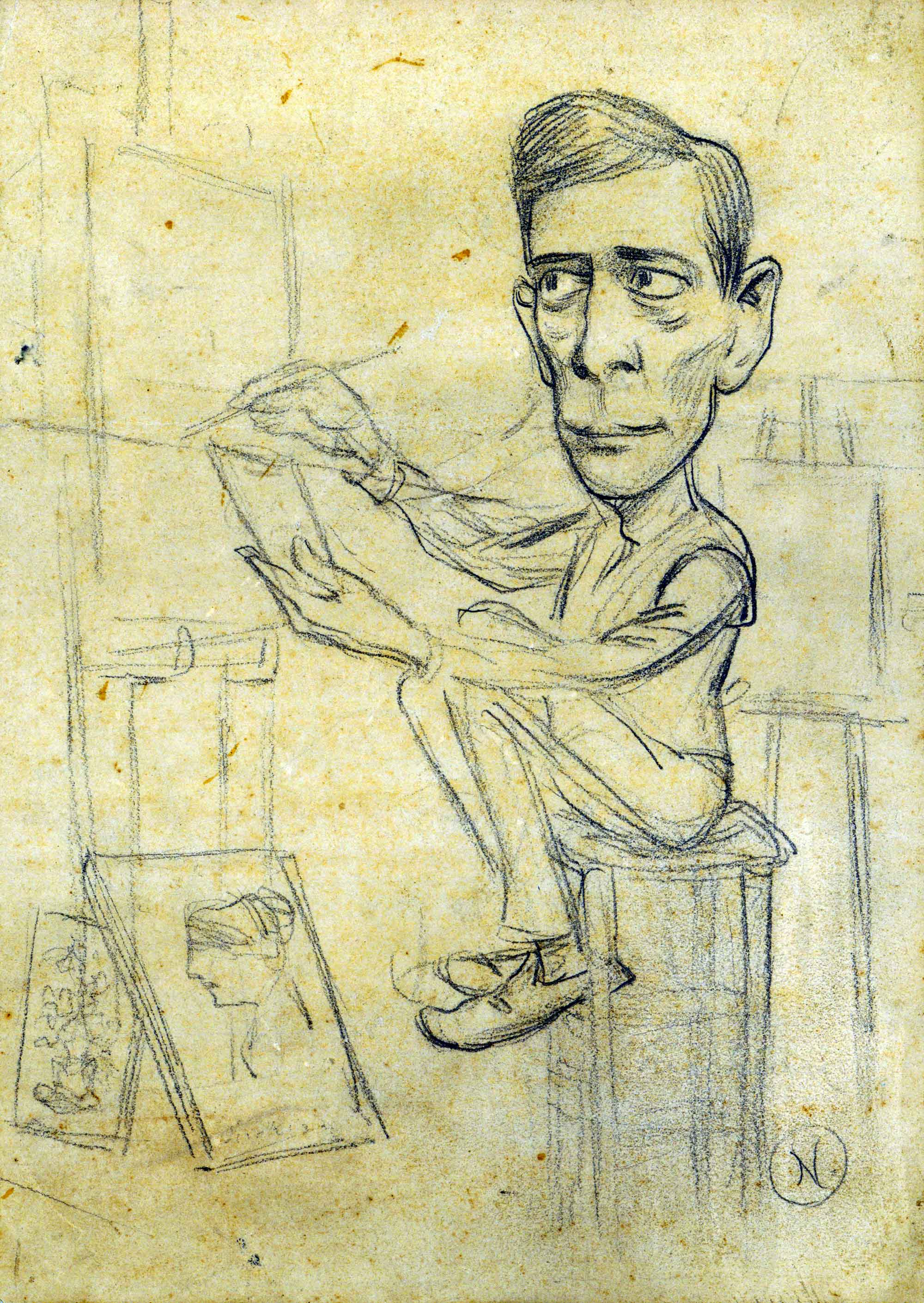
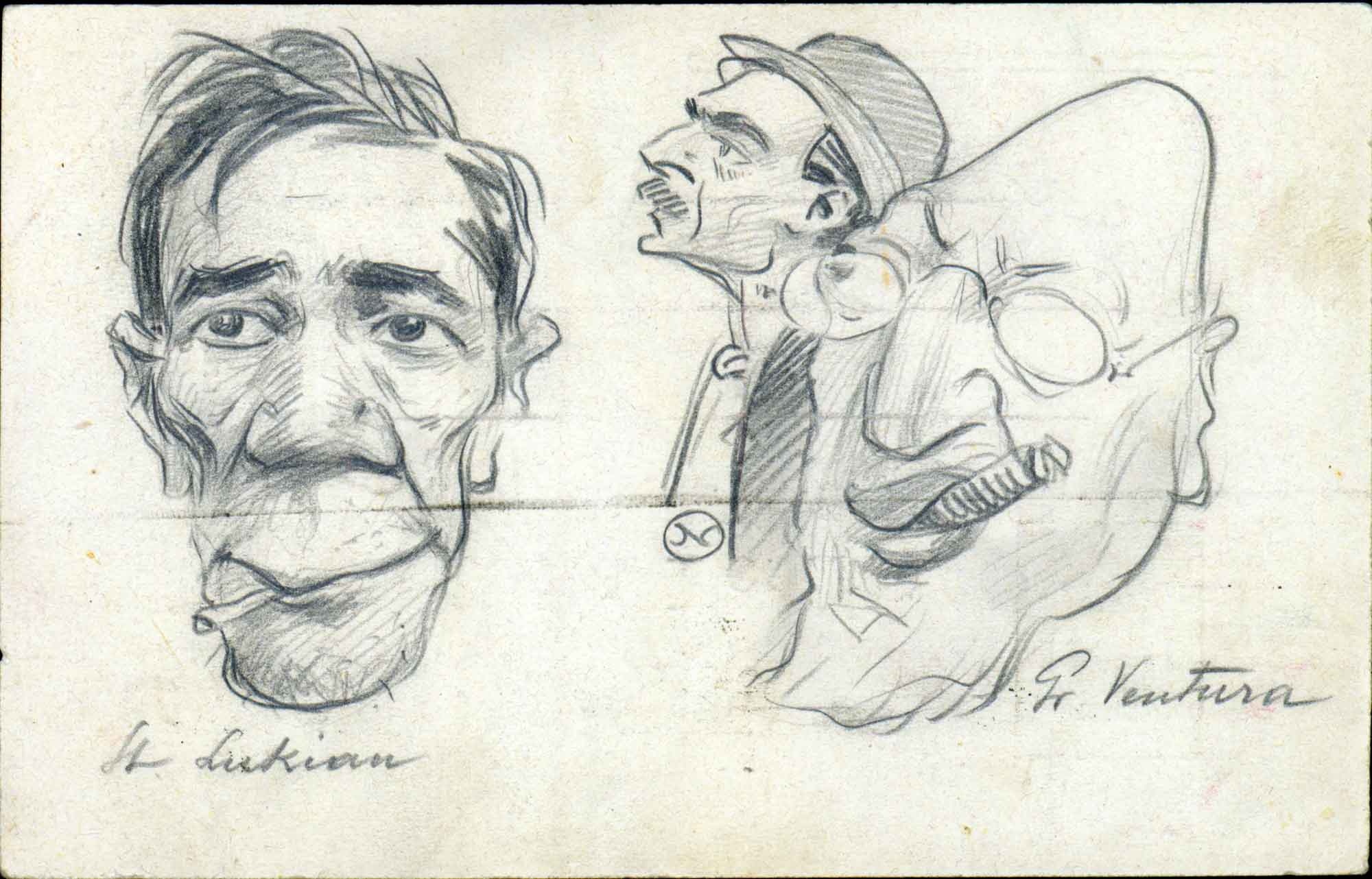

Une catégorie particulière de l’œuvre de Nicolae Petrescu est constituée des portraits qu’il a faits de ses amis : Constantin Artachino, Ștefan Luchian, Nicolae Grant, Ipolit Strâmbu, Nicolae Vermont, Jean Alexandru Steriadi, Ștefan Petică, Gheorghe Petrașcu, Alexandru Satmari, Camil Ressu, des sculpteurs Frederic Storck et Oscar Spaethe, et de beaucoup d’autres.

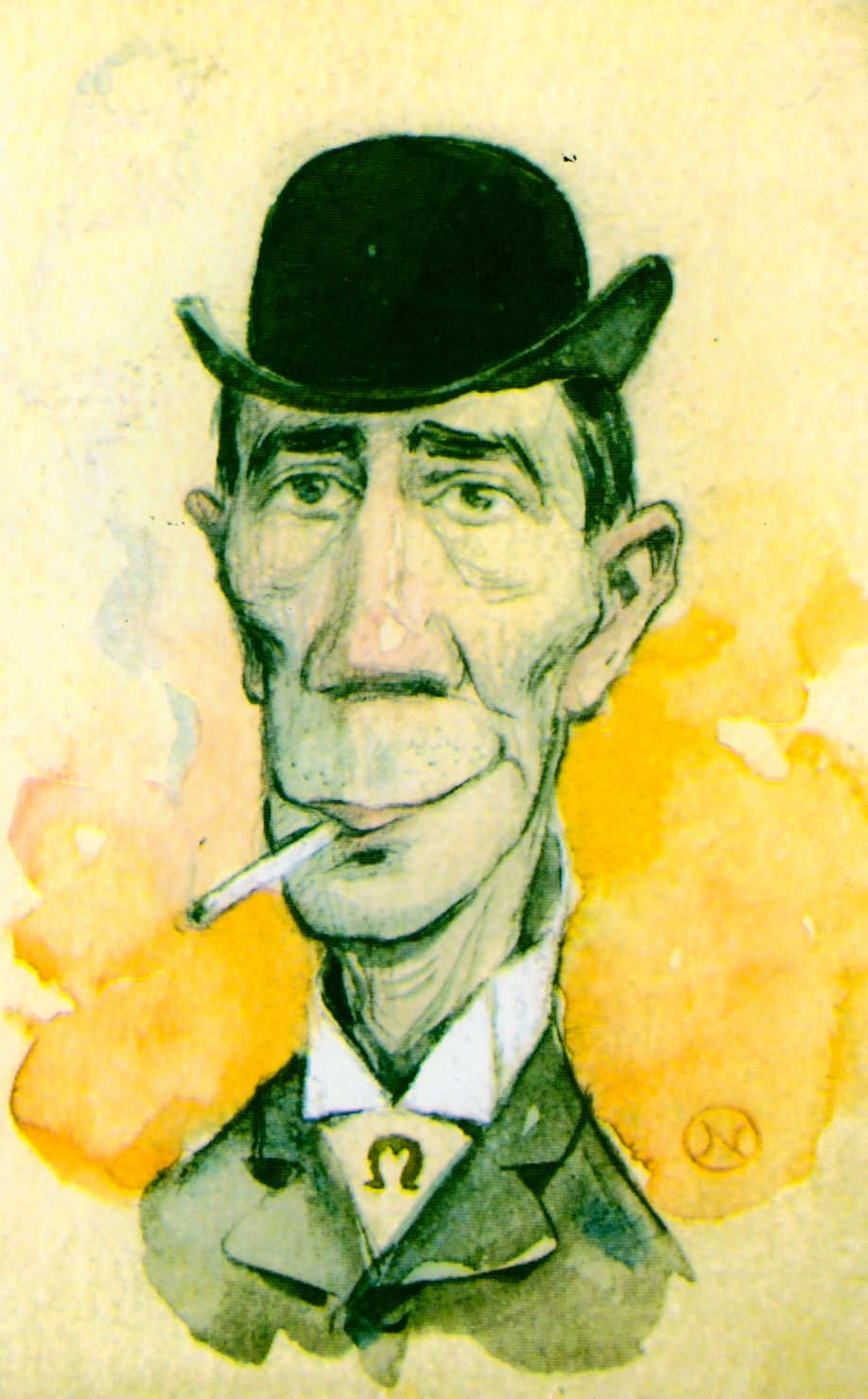
Ștefan Luchian
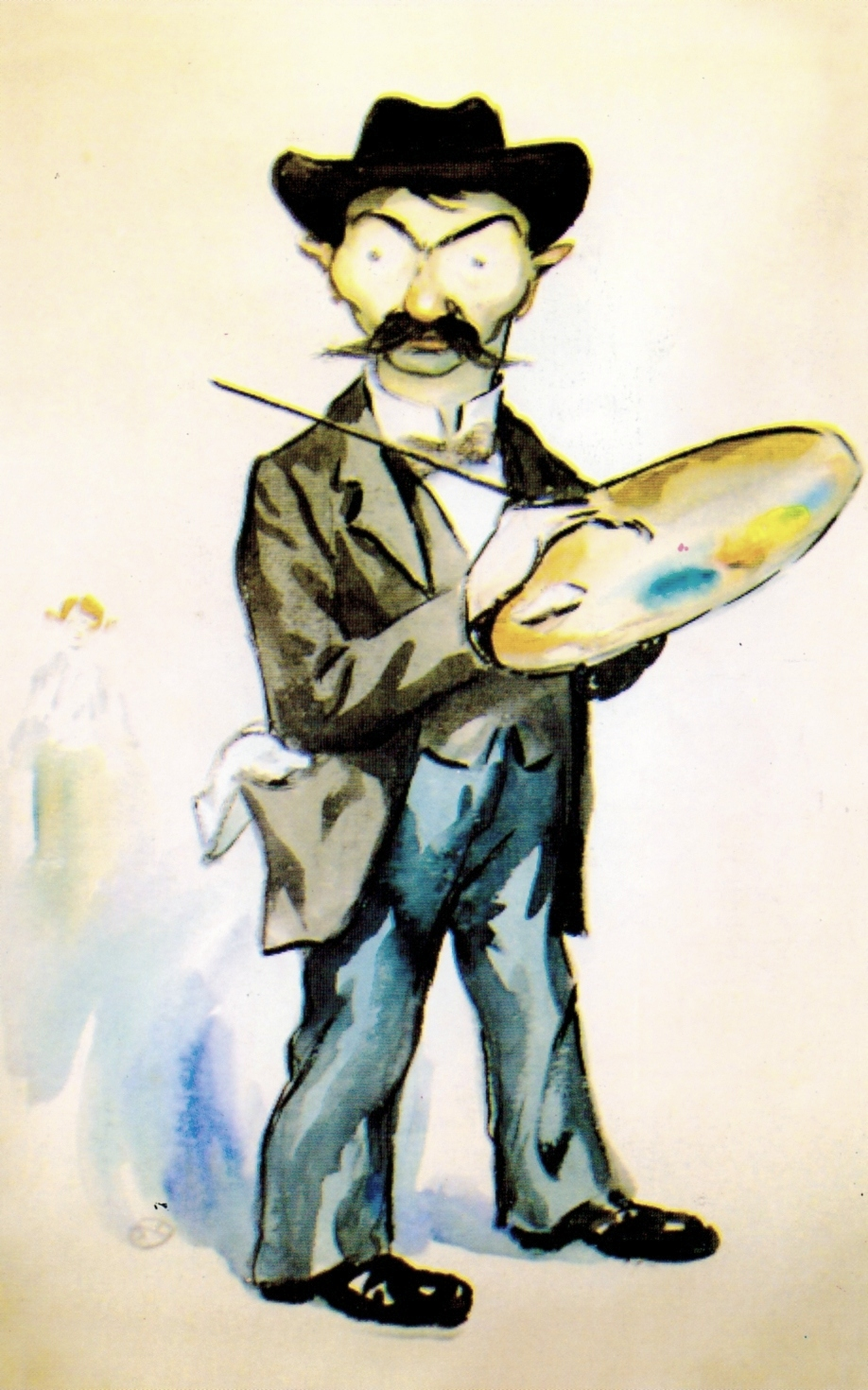
Constantin Artachino
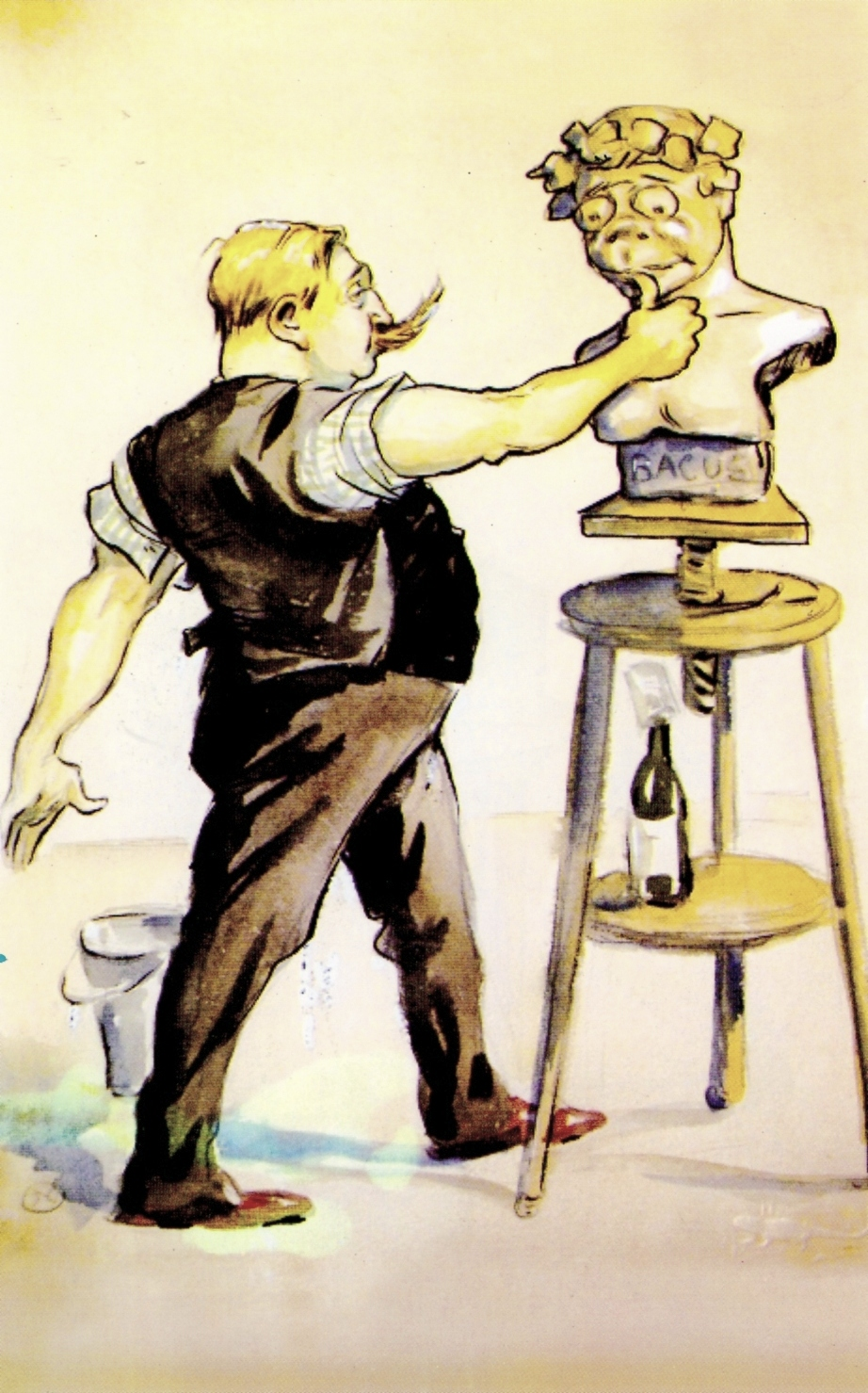
Frederic Storck
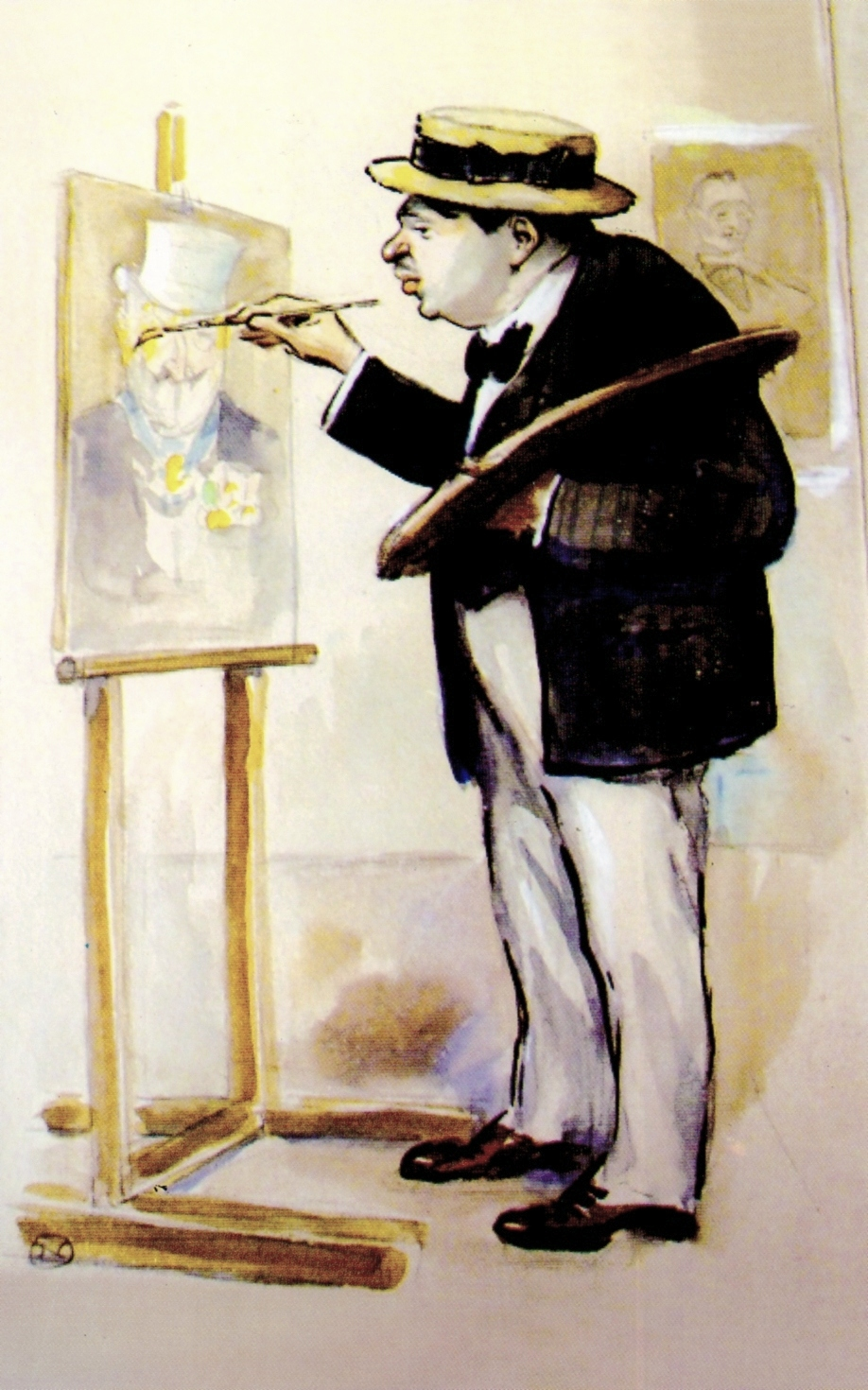
Jean Alexandru Steriadi
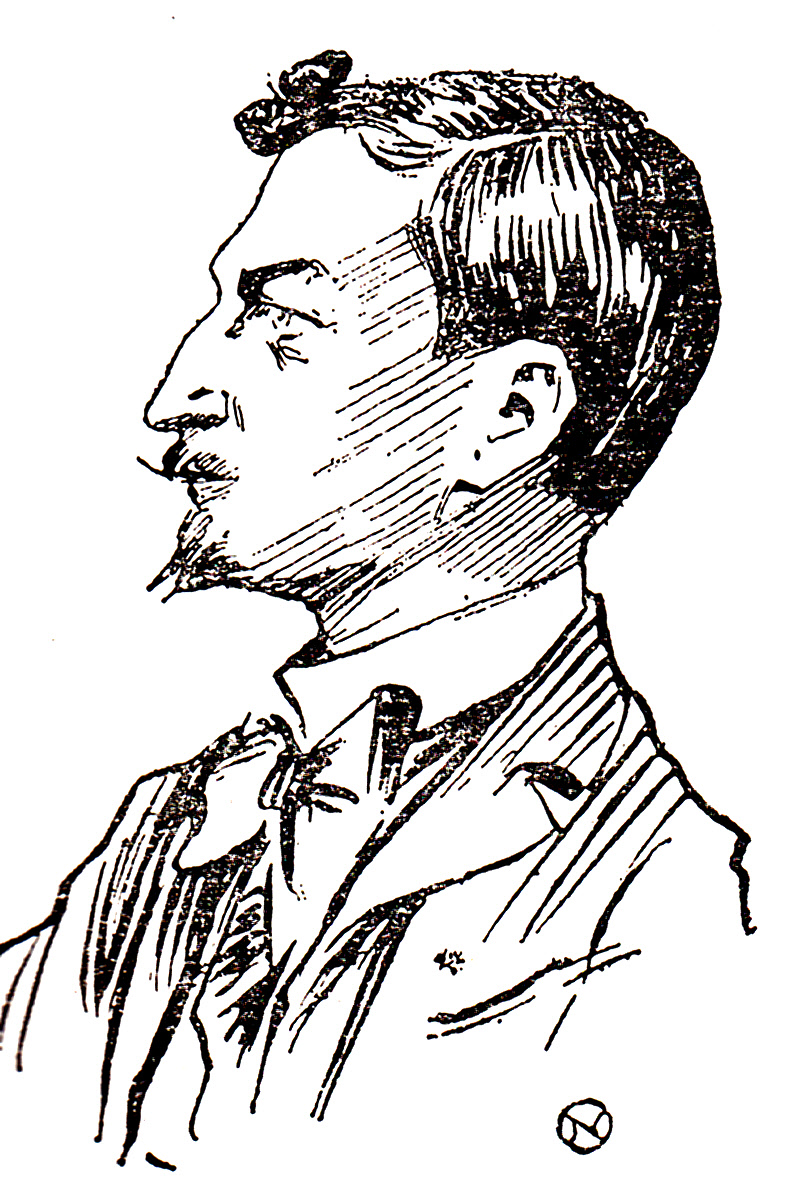
Ştefan Petică

Il a aussi réalisé des autoportraits qui sont autant d’auto-caricatures : il y apparaît souvent comme un corbeau ou comme une poule (en cohérence avec le pseudonyme Găină, « poule » en roumain). Même en volaille, il porte une cravate ou un nœud papillon. Si c’est une poule, c’est une grosse poule à la queue plissée, avec un dossier sous une aile.

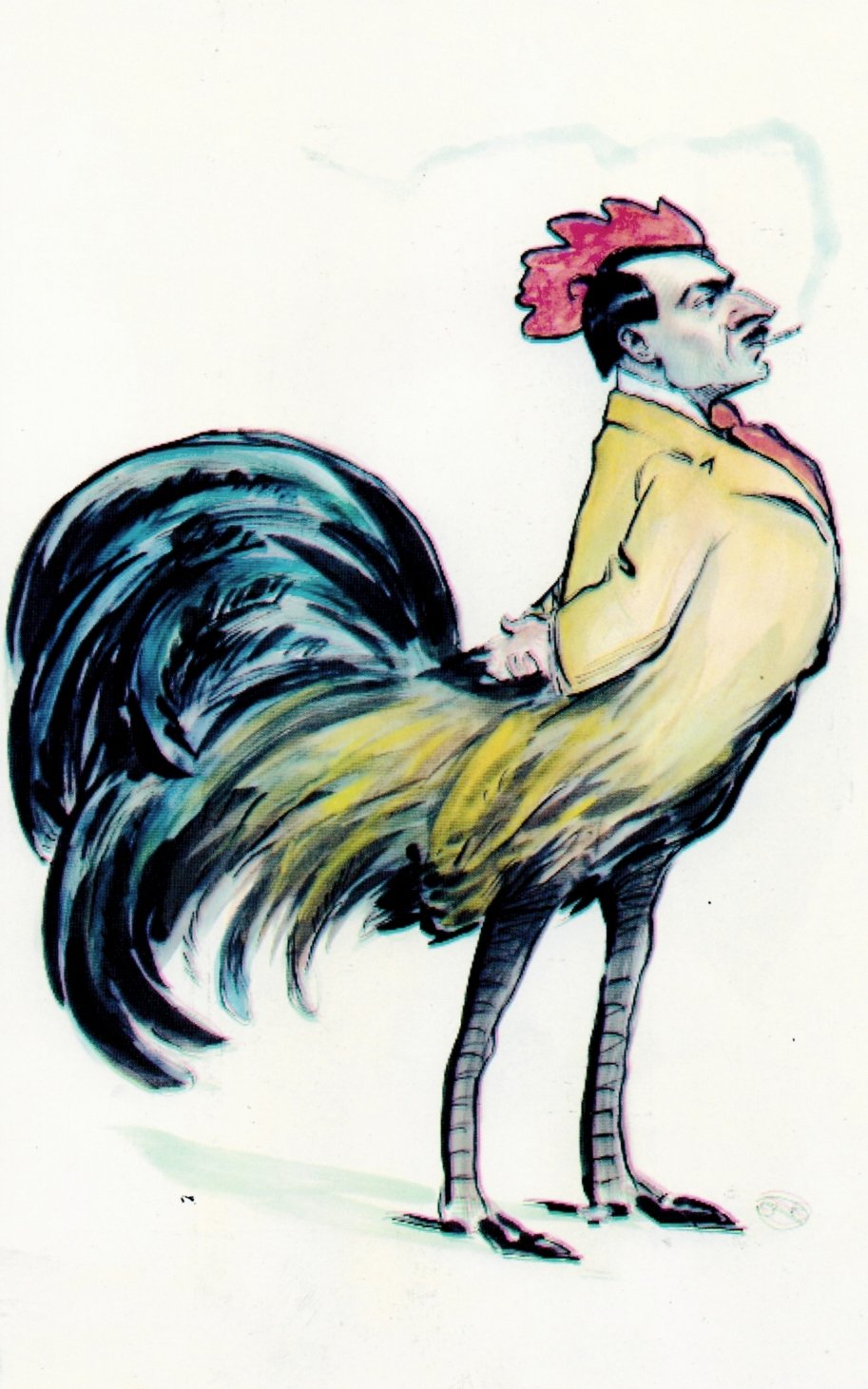
Coq
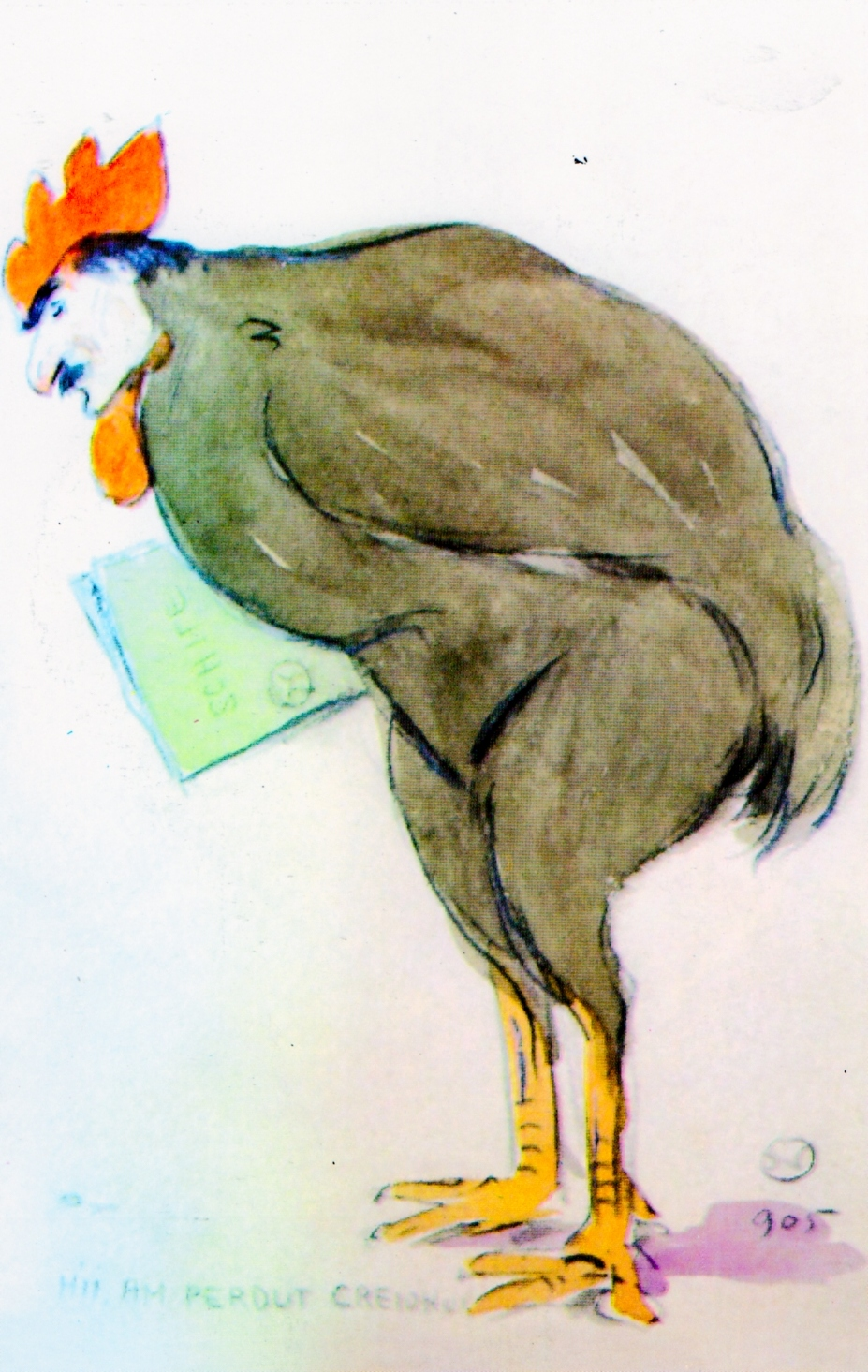

- Poule (= Găină)
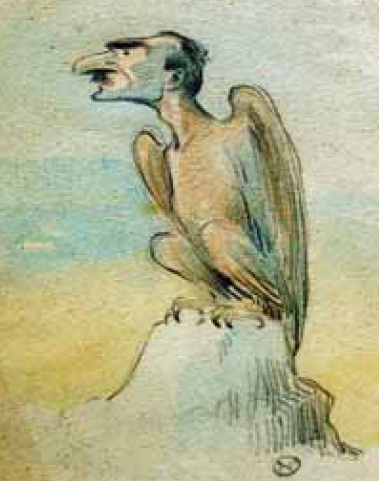
Vautour
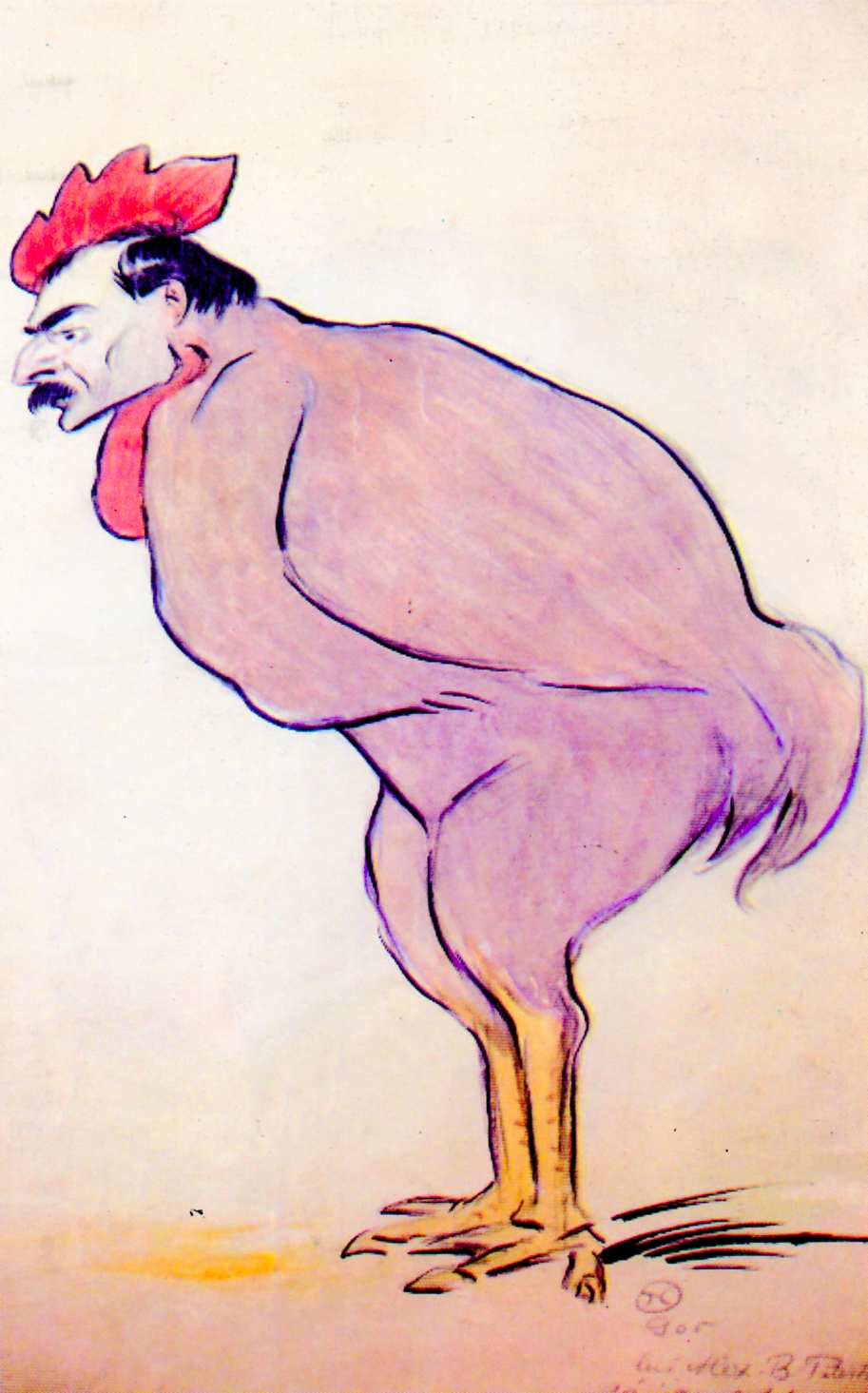

- Poule (= Găină)

Selon l’historien d’art Paul Rezeanu, le nom de Găină apparaît pour la première fois en 1898, année de la sortie de l'album Contimporani. Nicolae Petrescu a signé de nombreuses œuvres portant le nom de Gaina et a lentement transformé son surnom en un pseudonyme. Plusieurs interprétations existent : pour certains, l’origine en serait un chapeau d’une forme évocatrice dont Petrescu ne se séparait jamais ; pour d’autres, le surnom viendrait de l'habitude de Nicolae Petrescu de porter des chaussures ou des guêtres d'une propreté irréprochable, rappelant celle, légendaire, des poules.

## Hommage
Le salon international de la caricature, organisé chaque année sous le patronage du musée d'art de Craiova, porte le nom de « Salon Nicolae Petrescu-Găină » depuis 2007.